# 富山・長野連続女性誘拐殺人事件
富山・長野連続女性誘拐殺人事件（とやま・ながのれんぞくじょせいゆうかいさつじんじけん）は、1980年（昭和55年）2月と同年3月に日本の富山県と長野県（中部地方および北信越地方）で相次いで発生した身代金目的の誘拐殺人事件、および連続殺人事件。若い女性2人が女M・T（以下「M」、各事件当時34歳：1998年に死刑確定）によって身代金目的で誘拐・殺害された。また犯人Mの愛人であった北野 宏（1992年に無罪確定）がMの共犯者として誤認逮捕・起訴された冤罪事件でもある。
富山・長野連続誘拐殺人事件、富山・長野事件とも呼ばれる。また、犯行に用いられた車が赤いフェアレディZだったことから、赤いフェアレディZ事件、「赤いスポーツカー」事件とも呼ばれる。
犯人Mは1980年2月、富山駅（富山県富山市）付近で県内在住の女子高生A（当時18歳）を言葉巧みに誘拐して睡眠薬で眠らせ、腰紐で絞殺して死体を岐阜県吉城郡古川町（現：飛騨市古川町）の山中に遺棄した。また同年3月には長野県長野市で、信用金庫に勤めていた帰宅途中の女性会社員B（当時20歳）を誘拐して同様の手段で絞殺。死体を小県郡青木村の山中に遺棄したほか、被害者Bの家族に対し、身代金を要求する電話を複数回掛けた。
一連の事件は警察庁により、広域重要事件111号に指定されたほか、中部管区警察局も本事件を認定第1号事件に指定した。長野事件は戦後の日本で発生した20歳以上の成人を標的にした身代金誘拐事件としては22件目で、このうち被害者が殺害された事例としては3件目だった。
一連の事件は日本全国に衝撃を与え、捜査を担当した長野県警察からは「連続女性誘拐殺人という史上前例のない凶悪事件」と評されている。昭和56年版『警察白書』によれば、1980年は身代金目的誘拐事件の件数（13件発生）が当時、史上最多を記録した年で、誘拐された11人のうち本事件の被害者2人を含む4人が殺害されていた。

## 概要
1980年2月23日、富山県婦負郡八尾町（現：富山市）の女子高生A（当時18歳）が国鉄富山駅（富山市）付近で消息を絶ち、3月6日に岐阜県吉城郡古川町（現：飛騨市古川町）の山中で絞殺死体となって発見された（富山事件）。一方、3月5日には長野県長野市で、長野信用金庫職員の女性B（当時20歳）が帰宅途中に誘拐され、翌6日（Aの死体発見日） - 7日にかけ、女の声でBの家族に対し、身代金を要求する電話が複数回掛かった（長野事件）。長野事件は、長野県内では初の身代金誘拐事件で、犯人の女はBの家族に身代金を要求した際、群馬県高崎市の喫茶店まで身代金を持ってくるよう指示していた。
長野・富山・岐阜の3県警による捜査本部は、Aが出入りしていた贈答品販売会社「北陸企画」を経営していた女Mと、彼女の愛人であり、「北陸企画」の共同経営者でもあった男性（北野 宏）の2人を被疑者として追及。MとAが赤いフェアレディZで、富山駅付近と死体発見現場とを結ぶ経路上にあるドライブインに来店していたことや、Bが消息を絶って以降、Mと北野の2人がフェアレディZに乗って長野市に再三現れたほか、3月7日に2人が身代金受け渡し場所（高崎市内の喫茶店）に出没していたことも判明した。また身代金要求の電話の声はMの声と声紋が一致したため、捜査本部は2人を誘拐犯と断定し、3月30日にBに対する身代金誘拐容疑で2人を逮捕。後にMは被害者2人の殺害を自供し、長野県小県郡青木村の山中でBの絞殺死体が発見された。Mは両事件とも、停車したフェアレディZから死体を投げ捨てて遺棄したとされる。
Mと北野は長野事件（身代金目的誘拐・身代金要求・殺人・死体遺棄の罪）と富山事件（身代金目的誘拐・殺人・死体遺棄）の両事件で共謀共同正犯として起訴され、同年9月から富山地裁で刑事裁判（第一審）の公判が開かれたが、被告人の北野は両事件への関与を全面的に否認。第一審初公判の時点で検察官は「北野が殺害実行犯」と主張していたが、1985年（昭和60年）3月に被告人Mを殺害実行犯とする異例の冒頭陳述変更を行った。富山地検は最終的にMに死刑、北野に無期懲役をそれぞれ求刑したが、富山地裁は1988年（昭和63年）に両事件とも被告人Mによる単独犯行と認定し、Mを死刑、北野を無罪とする判決を宣告した。
死刑を言い渡されたMと、北野への無罪判決を不服とした検察官がそれぞれ控訴したが、1992年（平成4年）には名古屋高裁金沢支部が、控訴をいずれも棄却して第一審の判断を維持する判決を宣告した。Mが死刑を不服として上告した一方、検察側が最高裁に上告しなかったため、北野は無罪が確定。一方、最高裁が1998年（平成10年）にMの上告を棄却する判決を言い渡したため、Mは死刑が確定した。第一審の初公判（1980年9月）からMへの上告審判決（1998年9月）まで、約18年を要する長期裁判となった。
本事件の捜査に当たり、捜査本部を設置した3県警のほか、警視庁および群馬県警・埼玉県警も併せて15,802人の捜査員が投入された。一方、『週刊新潮』が長野事件の解決前に（被害者Bの生死が不明な段階で）報道協定を破り、事件を報道したことが物議を醸し、広域捜査における3県警の連携不足も指摘された（後述）。また、無罪が確定した北野に対し、「Mと一緒に行動していたのだから、犯行に関与していないはずがない」という先入観を抱いた捜査機関（警察・検察）による苛烈な取り調べ（および、その原因となった代用監獄制度）や、捜査機関による発表を鵜呑みにした報道機関によって、北野を犯人視する報道がなされたことが、冤罪の原因として問題視された（後述）。富山事件では後に、事件直後の被害者Aに関する報道も問題視された（後述）。
作家の佐木隆三や井口泰子は公判時から本事件に注目し、北野の冤罪を訴える小説作品を発表（#井口泰子と佐木隆三の動向、#関連作品および参考文献の「書籍」節）。このうち、佐木のノンフィクション小説『女高生・OL連続誘拐殺人事件』は後にテレビドラマ化もされ、『実録犯罪史シリーズ』（フジテレビ系列）の1作品として放送されたが、死刑囚Mによって名誉毀損訴訟を起こされ、敗訴している。

### 略年表
| 年                 | 月日     | 事件名 裁判所名    | 出来事 |
| ------------------ | -------- | ------------------ | --- |
| 1980年（昭和55年） | 2月23日  | 富山事件           | 富山駅付近で被害者Aが行方不明になる。Aは翌24日朝 - 25日昼にかけ、自宅および母親の勤務先に電話。 |
| 1980年（昭和55年） | 2月25日  | 富山事件           | 富山事件：岐阜県古川町（数河高原）でAが犯人Mに殺害・遺棄される。 |
| 1980年（昭和55年） | 3月5日   | 長野事件           | 長野事件：長野県長野市内で被害者Bが犯人Mに誘拐され、青木村の山中（修那羅峠付近）で殺害される。 |
| 1980年（昭和55年） | 3月6日   | 富山事件           | 岐阜県古川町で被害者Aの遺体が発見される。岐阜県警・富山県警が相次いで捜査を開始。 |
| 1980年（昭和55年） | 3月6日   | 長野事件           | 同日から7日にかけ、被害者B宅に女の声で身代金要求の電話。 |
| 1980年（昭和55年） | 3月27日  | 長野事件           | 長野県警が長野事件につき報道協定を解除、公開捜査を開始。 |
| 1980年（昭和55年） | 3月30日  | 長野事件           | 長野県警、被疑者として女Mと北野宏を逮捕。同日、警察庁は富山・長野の両事件を広域111号事件に指定。4月20日に長野地検が2人を起訴。                                                                      |
| 1980年（昭和55年） | 4月2日   | 長野事件           | 長野県青木村で被害者Bの遺体が発見される。 |
| 1980年（昭和55年） | 4月21日  | 富山事件           | 富山県警、被疑者としてMと北野を逮捕。5月13日に富山地検が2人を起訴。 |
| 1980年（昭和55年） | 9月11日  | 富山地裁           | 被告人2人の第一審初公判。 - 検察官 - 「北野が実行犯、Mは共謀共同正犯」と主張。 - 被告人M - 富山事件につき無罪を主張、長野事件についても「実行犯は北野」と主張。 - 北野被告人 - 全面的に無罪を主張。 |
| 1985年（昭和60年） | 3月5日   | 富山地裁           | 第125回公判で検察官が大幅な冒頭陳述の修正（「実行犯はM、北野は共謀共同正犯」とする内容に変更）を行う。同年4月15日付で訴因変更。                                                                     |
| 1986年（昭和61年） | 1月13日  | 富山地裁           | 第151回公判で、被告人Mが「長野事件の際、北野がアリバイ工作をしていた」とする新主張を展開。 |
| 1987年（昭和62年） | 4月30日  | 富山地裁           | 論告求刑公判（第190回公判）で、検察官はMに死刑、北野に無期懲役を求刑。 |
| 1987年（昭和62年） | 7月28日  | 富山地裁           | 同日から翌29日にかけ、両被告人の弁護人が最終弁論を行って結審。北野の弁護人は全面無罪を主張。Mの弁護人は富山事件について無罪を訴え、死刑回避を求めた。                                               |
| 1988年（昭和63年） | 2月9日   | 富山地裁           | 第一審判決公判。富山地裁（大山貞雄裁判長）は被告人Mに死刑、北野に無罪を宣告。北野は閉廷後に釈放。Mは即日控訴。                                                                                      |
| 1988年（昭和63年） | 2月23日  | 富山地裁           | 富山地検、北野への無罪判決を不服として控訴。 |
| 1989年（平成元年） | 11月28日 | 名古屋高裁金沢支部 | 控訴審初公判。 |
| 1990年（平成2年）  |          | 名古屋高裁金沢支部 | 8月18日にMが弁護人を解任し、北野と公判が分離される。 |
| 1991年（平成3年）  | 5月28日  | 名古屋高裁金沢支部 | 2人の公判が再併合される。Mはそれまで関与を否定していた富山事件について「殺害実行犯は北野だが、自身も共謀した」と新主張を展開。                                                                      |
| 1991年（平成3年）  | 6月25日  | 名古屋高裁金沢支部 | 被告人Mが「長野事件は自分が実行犯。富山事件では自分が誘拐を、北野が殺害を実行した」とする新主張を展開。                                                                                             |
| 1991年（平成3年）  | 11月12日 | 名古屋高裁金沢支部 | 控訴審、第28回公判で結審。 |
| 1992年（平成4年）  | 3月31日  | 名古屋高裁金沢支部 | 名古屋高裁金沢支部（濱田武律裁判長）、検察とMの控訴をいずれも棄却（Mは死刑、北野は無罪とした原判決を支持）する控訴審判決。判決後、Mは弁護人とともに上告。                                           |
| 1992年（平成4年）  | 4月15日  | 名古屋高裁金沢支部 | 名古屋高検が上告せず、北野の無罪が確定。 |
| 1998年（平成10年） | 9月4日   | 最高裁             | 被告人M、第二小法廷（河合伸一裁判長）で上告棄却の判決を受ける。同年10月9日付で死刑が確定。 |

## 犯人M
本事件で死刑が確定した女M・T（以下「M」と表記、各事件当時34歳）は1946年（昭和21年）2月14日、富山県上新川郡月岡村上千俵（現：富山市上千俵）で出生した。1980年当時の本籍地および住居は富山市上千俵872番地（座標）。身長は155 cm、体重は42 kg。
刑事裁判により、1998年10月9日付で死刑が確定（死刑確定から26年8か月と16日経過）。2021年（令和3年）9月20日時点で、犯人M（現在79歳）は死刑囚（死刑確定者）として、名古屋拘置所に収監されている。なお、Mは戦後日本では7人目の女性死刑囚（女性の死刑確定者）であり、1981年（昭和56年）以降に死刑が確定した日本の女性死刑囚としては4人目であるが、2023年（令和5年）時点で存命の女性死刑囚に限れば最古参である。
Mは上告審判決直前の1998年7月に、東京拘置所に収監されていた死刑囚と養子縁組して「F」姓に改姓した。2000年（平成12年）1月時点ではさらに「S」姓に改姓していたが、2007年8月31日時点では元の「M」姓に戻っている。

### 生い立ち
Mは1946年2月14日、内縁関係にあった両親の間に長女として出生した。実家は自転車店で、後にMが通学する富山市立月岡小学校の正門前に建っていたが、事件翌年から1年後の1981年（昭和56年）2月時点では空き家になっており、同年に解体されている。
Mの出生当時、父親は47歳、母親は35歳であったが、Mは父親から認知されず、母親の戸籍に入った。Mの父親は自宅で自転車店を経営しており、母親はその店の一角で傘の修理業をしていたが、両親とも近所付き合いはほとんどなく、自転車店の客もほとんどいなかった。Mの母親は戦前に結婚してこの家で1男1女をもうけたが、前夫とはMの誕生前に死別していた。またMの父親には内縁の妻であるMの母親とは別に戸籍上の妻と、彼女との間に生まれた息子が1人いたが、Mの実家である自転車店でMの母親と同居するようになり、やがて2人の間にMが生まれた。姉はMより8歳年上で、事件当時は石川県石川郡野々市町（現：野々市市）の家に嫁いでおり、兄2人はいずれも埼玉県浦和市（現：さいたま市浦和区）と石川県金沢市にそれぞれ在住していた。また、Mには腹違いの姉が1人いたとする文献もある。野中恭太郎によれば、Mが逮捕されてから1992年までの12年間で、獄中のMまで面会しに行った肉親はいなかったという。
Mは自宅前にあった月岡小学校に通学していたが、友人は少なかった。同校卒業後に富山市立月岡中学校へ進学したが、このころからてんかんの発作を起こすようになり、睡眠薬を常用するようになった。また佐木隆三は、Mは内向的で友人が少なかった一方、時折「金沢へ行けば、父の名を知らない者はいない。大地主で大金持ちだから……」などといった虚言を発していたことがあると述べている。このように恵まれない家庭環境で生育したMだったが、中学時代までは学年トップクラスの成績を残していた。なお1959年（昭和34年）5月、Mは父親から認知された。当時、Mは中学2年生（13歳）だったが、野中恭太郎はMの母がてんかんで頭痛と不眠に苦しむ娘を見て夫（Mの父親）に認知させたものであると述べている。一方で佐木は、Mは父親からは溺愛されていた一方、母親は上2人の子に愛情を注いでおり、それが原因でMは母親に反発していたと述べている。
1961年（昭和36年）4月に富山県立富山女子高等学校へ入学した。この時には周囲が勧めた家政科ではなく、自ら志願した普通科へ進学した。高校では水泳部に所属し、学業・スポーツとも熱心に取り組んだ。3年生では進学クラスに進み、1964年（昭和39年）3月に同校を卒業。「親元を離れて生活したい」との希望から、東京経済大学を受験して合格したが、両親に反対されたため進学を断念し、富山県内で生命保険会社の事務員として勤務した。佐木によれば、Mは高校卒業後の1年間は特に仕事をしておらず、1965年（昭和40年）4月に保険会社の富山支社に事務員として就職したが、同年秋に退職して埼玉県在住の異父兄を頼り上京したという。一方、野中によれば頼った人物は姉である。また『北國新聞』によれば上京した時期は1967年（昭和42年）とされており、同記事によればMはそれから元夫と知り合うまでの間、神奈川県横浜市や東京都練馬区の下宿を転々としながらOL生活を送っていた。
Mは高校時代まで目立たない少女だったが、社会人になってからはミニスカートを穿き、派手な化粧をして歩いている姿をかつての友人に目撃されている。

### 結婚・離婚
上京後、Mは埼玉県上尾市に転居して化粧品会社の美容部員として働いていたところ、1965年ごろに自動車のセールスマンだった男性と知り合い、横浜市で同棲を始めた。その後、東京都練馬区や埼玉県大宮市（現：さいたま市大宮区）へ転居を繰り返すうちにMが妊娠したため、それを機に2人は結婚することを決め、1969年（昭和44年）8月6日に婚姻、M（当時23歳）は同年12月7日に長男を出産した。その後、夫の転職・転勤に伴い、富山・金沢・上尾に移住する日々を送った。佐木によればM夫婦は1970年（昭和45年）2月に富山のMの実家で両親と同居生活を開始し、夫は教材のセールスマンとして働き始めたが、同年秋には金沢へ引っ越し、1972年（昭和47年）8月に夫が教材会社の大宮営業所へ転勤したため、上尾市で暮らし始めた直後、Mが卵巣嚢腫と診断されたという。
Mは卵巣嚢腫ないし子宮筋腫の手術のため、当時2歳の息子を連れて実家に帰り、富山市内の病院に入院して卵巣摘出手術を受けたが、術後に緑膿菌感染によって腹膜炎と横隔膜下膿瘍を起こしたため、転院して再出術を受け、同年末になって埼玉に帰った。しかし別居中に夫は浮気するようになっており、Mは1973年（昭和48年）7月に再び帰郷し、浦和家庭裁判所の調停の下、息子の養育費として夫から毎月5万円の支払いを受けることを約束して1974年（昭和49年）8月14日付で協議離婚した。佐木によれば1974年5月、Mの夫が会社の金を横領して大宮警察署に逮捕された（後に不起訴処分）ため、Mは息子を連れて同年6月に富山に帰り、事態の好転を待ったが、その後も夫が復縁に応じなかったため、離婚したという。また斎藤充功 (1995) は、離婚の原因は夫の暴力と女癖にあり、Mが子供を引き取ったのは子供の将来と環境を考えての結論であったと述べている。

### 離婚後
離婚後、Mは富山市内の電気店で働くようになったが、同年11月には腸癒着性腹壁ヘルニアで再び入院して開腹手術を受けている。一方、同年12月3日には富山結婚相談所に登録し、結婚相手の希望欄には「身長170 cm以上」と記していた一方、相手の希望年齢には「30 - 50歳」と大きな幅があった。この結婚相談所では1977年9月までに、計13人の男性と見合いをしたが、いずれも結婚話はまとまらずに終わっていた。その中にはMによる保険金殺人の標的にされかけた男性や、後にMがフェアレディZを購入するための資金として150万円を借りた男性（タイヤ販売業者）もいた。
翌1975年（昭和50年）1月、父親が77歳で死去。それ以降、Mは前夫からの送金と母親の収入に頼り、母や長男とともに3人で生活しており、長男（母Mの逮捕当時10歳）は事件当時、自宅目の前にあり母の母校でもある月岡小学校に通学していた。なおMの母親（Mの逮捕当時69歳）と長男はMが逮捕される前日の3月29日、野々市町に住んでいるMの姉夫婦宅に引き取られたが、2か月後にその家を去った。後にMの母親は石川県の老人ホームに入居し、息子も父親であるMの前夫に引き取られた。佐木はMの長男について、1990年8月時点で既に大学生になっていると述べている。
Mは富山に帰ってから、多くの推理小説を読んでおり、逮捕後には「身代金の受け取り方法や殺害の手口（睡眠薬で被害者を眠らせ紐で絞め殺す）などいくつかの点は推理小説からヒントを得た」と述べている。実際に、M宅から約60冊の推理小説（高木彬光『最後の自白』など）が逮捕後に押収されている。また、控訴審で弁護人を担当した倉田哲治（後述）から、立山連峰の美しさを説かれると、「私はあの山が憎いんです。あの山は、太陽と緑の太平洋と自分を遮る悪党です」と返していたが、倉田はその言葉の真意について「プライドの高いMは、東京での華やかな暮らしに憧れて上京したが、夫の浮気のせいでその夢が破れ、再び富山に帰らなければならなくなったことで挫折感を味わったのだろう」と述べている。

## 事件前の経緯

### 北野との出会い
1977年（昭和52年）9月15日、Mは知人女性からの紹介で、彼女の売春の客になったことがある北野宏（各事件当時28歳）と知り合い、交際するようになった。北野は1952年（昭和27年）2月1日、富山県射水郡小杉町（現：射水市）で生まれ、1970年3月に私立北日本電波高校を卒業後は大阪の会社へ就職したが長続きせず、1971年1月に帰郷した。母の知り合いを通じて和光電気工業に入社し、間もなく富山営業所から東京へ転勤したが、腎臓病を患って順天堂大学病院に入院し、富山市民病院に転院して1973年に退院した。入院生活は約1年におよび、富山営業所に復職したものの、途中で独立するという同僚に加わり、同社を退社して配線記事の助手をしていた。1974年からは東亜電気制御に入社したが、同社も約1年で退社している。Mと知り合った当時は腎臓病（ネフローゼ）の持病を抱えながら電気工として働いており、預金二百十数万円を持っていた。また1977年1月には結婚し、1980年当時は小杉町中太閤山の県営住宅で生活していたが、本人は「腎臓病になったら40歳までの命」と話していた。井口泰子は2人が互いに惹かれ合った理由について、「Mにとって北野は好みのタイプであるスマートな二枚目で、母性愛をくすぐられ、北野もそれに刺激されたのだろう」と考察している。
Mは間もなく、北野には妻がいることを知ったが、北野の妻に不倫関係を知られることはなく、逢瀬を重ねて情交を深めた。また、1978年（昭和53年）2月以降は2人で100万円ずつ出資し合って富山市清水町の事務所を借り、「北陸企画」の名称で贈答品販売業の共同経営を開始した。事件当時、「北陸企画」事務所は富山市清水町二丁目1番1号（座標）に所在しており、同社設立当初は収益を上げていたが、Mは次第に事業への意欲が薄れていき、1979年（昭和54年）に入ると著しい不振に陥った。一方で北野は「北陸企画」を起業して以降も電気計装業を続けていたが、1979年に入ると過労がたたって寝込むようになった。
北野は当時のMについて、公判で「冷凍機の販売計画、大宮の会社への出資、金沢の父の遺産などの話を聞かされ、Mに対し『金持ちで仕事のできる女性』という印象を抱いていた。やがてMは、自分と共同で始めた北陸企画の経営に熱を入れなくなったが、その後も彼女に対する誤信は変わらず、1979年3月にMから『大宮にいる仲間と金を入手する』という企てを聞かされた。その方法は、議員秘書と偽って政治資金の名目で詐取した手形・土地の書類などを換金するもので、『成功すれば、あなたも何百万円かを手に入れられる』と聞かされ、同年6月 - 7月には2度にわたり、Mと一緒に金（1,000 - 1,500万円程度）を受け取るため、大宮に行ったが、『換金にしばらく時間を要する』と言われた。同年8月下旬にはMから、換金を担当する東京の男が警察に捕まり、4か月刑務所に入ったことを聞かされたが、同時に『その男が出所すれば金が確実に手に入るので、フェアレディZ（後述）の購入費用を一時都合して欲しい』と頼まれ、友人・妻らから計250万円を借りた」と述べている。

### 保険金殺人未遂
このように北陸企画の経営が悪化しつつあつた1978年10月、Mは店の顧客だった保険外交員に懇請され、結婚相談所を介して交際していたことのある男性・甲を説得し、彼を被保険者とする生命保険（災害死亡時4,000万円）に加入させた。しかし、保険金の受取人が自身だったことから、やがて保険金欲しさの念が高じ、自ら甲を殺害して多額の保険金を得ることを考えた。当時加入していた保険は、甲が保険金を払わずに無効になっている可能性も考えたため、1979年3月には甲に懇願してさらに別の生命保険（災害死亡時5,000万円）に加入させた上で、殺害する機会を窺った。そして同年5月ごろ、2度にわたって山菜採りの名目で甲を富山県中新川郡上市町の山中へ誘い出し、崖から転落死させることを目論んだが、殺害に適当な場所を見つけられず、計画は実行できなかった。
さらに同年8月、Mは「北陸企画」の近所の薬局でクロロホルム液を購入。知人女性・乙から協力を得た上で、甲を「乱交パーティーの練習をする」との口実で富山市岩瀬浜付近の海岸に誘い出し、用意してきたクロロホルムを吸引させ、海中に引き入れて溺死させようとした。この時もクロロホルムによる麻酔効果が生じなかったため、殺害は未遂に終わったが、Mはその後も保険金への欲望から、同年10月には5,000万円の保険について、さらに半年分の掛金（128,600円）を払い込む方法を考えていた。しかし、その後は適当な機会を見出すことはできなかった。
なお、本事件で無罪が確定した北野は、長野事件での逮捕後に甲を標的とした保険金殺人の計画について、「Mと共謀の上で実行した。計画などの全貌も事前に承知していた」と自白し、後に富山事件の取り調べで同事件の嫌疑を否認した際にも同様の態度を取っていた。一方、弁護人との接見では「Mから計画を持ちかけられ、山の下見には同行したが、最終的にはMが勝手に海で実行して失敗したと聞かされたので、恐ろしくなって止めさせた」という趣旨の供述をしている。富山地裁 (1988) は、北野の供述の信用性について、「弁護人との接見時の供述内容の方が信用性が高い」と指摘した上で、「甲殺害計画に北野が一部関与していた疑いはあるが、その点をもって北野が富山事件・長野事件に関与していたことを立証することはできない。むしろ、途中で2人が仲違いし、その後はMが（甲の殺害に失敗した後も）北野の知らない間に保険金殺人などの犯罪計画を遂行する機会を窺っていたことが強く推認される」として、同計画への北野の関与状況を「北野有罪」論の根拠にしようとした検察官の主張を退けている。

### フェアレディZ購入
一方でMは1979年7月、北野とともに自動車展示会に出掛けたことをきっかけに、犯行に用いた日産・フェアレディZ（ナンバー：富33な2832号）を代金230万8,000円で購入した。このフェアレディZ (280Z) はワインレッドの車体だが、同車をMが購入した1979年当時、フェアレディZは富山に10台（うち赤色は3台）しか登録されていなかった。またMと北野が逮捕された1980年4月時点で、犯行に用いられた2人のフェアレディZと同じワインレッドの280Zは、富山県内には他に1台（Aが誘拐された2月23日に購入された車）しか存在していなかった。この際、購入に必要だった約200万円を工面するため、Mは所有していたセドリック（まだローンが残っていた）を下取りに出したほか、北野も妻と義母（妻の母）からそれぞれ50万円を借用し、知人男性（タイヤ販売業者）から約150万円の手形の融通を受けた。所有名義は北野になっていたが、北野は友人たちから「いい年して、派手すぎないか」とからかわれて以降はあまり乗っておらず、それ以降は主にMが乗るようになっていたと報じられている。
当時、フェアレディZを売ったセールスマン（第一審の第23回公判で証人として出廷）は、当時交渉した北野が「大宮の方の仕事の関係で、8月末に金が入る」と話していたことを証言している。しかしこの出費が主な原因となり、Mは後に自己名義の借り入れを重ねるようになった。Mは1980年（昭和55年）に入って以降も、返済の資金調達のため、結婚相談所で知り合った男性・丙のほか、母親の実弟（叔父）やサラリーマン金融からも次々と融資を受け、1980年2月23日時点で約300万円の借金を抱えていたが、返済の目処は一向につかない状態に陥っていた。一方、北野は当時、（後に検察官が両者の謀議場所と位置づけた）喫茶店「小枝」のマスターに対し、「今の（『北陸企画』の事務所より）安い事務所を探しているので、紹介してほしい」と相談し、2か所の事務所を紹介されたが、Mが反対したため、1980年2月末までは従来の事務所に残ることになった。

## 誘拐殺人計画
Mはこのように累積した借金を一気に弁済するとともに、富山を離れて東京周辺に移り住みたいというかねてからの希望を実現するため、その後進展のない保険金殺人以外にも、大金を獲得する方法について思案。1980年1月ごろまでには身代金目的の誘拐を思いつき、金沢市・富山市内などで下見を重ねながら計画を具現化させ、「幼児は対象としない。したがって、誘拐した以上は顔を覚えられてしまうので、相手を殺害する」という決意を固めた。
Mは誘拐を実行するため、同年2月初旬には事情を知らない北野に、4日間連続で金沢まで車を運転させたが、この時には失敗に終わった。さらに、同月11日および19日にはそれぞれ単身でフェアレディZを運転し、金沢や富山で20歳代の若い男性をドライブなどに誘い出すことに成功したが、完遂の決断がつかず、断念している。しかし、その後も借金の一部が返済期限を過ぎるなど、より一層大金獲得の必要性が強まる状態にあったため、Mは「若い女性を対象とした身代金目的の誘拐殺人を早急に実現しなければならない」と決意した。
一方、北野は当時の状況について、公判で「先述の『東京の男』の出所予定である1980年1月、Mに対し『東京の男』から金をもらうよう催促したが、『出所しても（その男が）警察から目をつけられているので、まだ金はできない。2月末に北陸企画を閉めてから上京して、男と相談する』と言われた。同時に、それとは別に土地を売却して金儲けをすることを持ち掛けられ、1月10日ごろにMから『金沢で見たい土地がある』と頼まれ、一緒に金沢へ行った。2月に入ると、『金沢の男』と組み、金沢のいわくつきの土地を他県の不動産業者に売却して大金を得る計画を持ち掛けられ、6日 - 9日まで4日間連続でMを乗せて金沢まで運転した。2月19日ごろ、Mから取引が間近に迫っていることを告げられ、『金沢の男』が作成した土地の図面を『滋賀の男』に売って得た金の護衛役として、金沢まで迎えに来るよう頼まれた」と述べている。

## 富山事件
「富山事件」の被害者である同県婦負郡八尾町在住の女子高生A（当時18歳：県立八尾高校3年生）は事件当時、金沢市の調理師専門学校への入学を控えていた。Aは1979年12月から婦中町の富山県中央自動車学校に通学しており、事件当時は路上教習の受講時間を約3時間残していた。また事件前には、家族や友人に「洋服が欲しい」「アパート暮らしならアルバイトもしたい」と話していた。
AはMに誘拐された1980年2月23日の朝、友人の女子生徒（高校3年生）とともに父親の運転する車で、専門学校への入寮手続きを取るため金沢市へ行った後、18時59分に北陸本線の電車で富山駅（国鉄）に到着。駅の公衆電話から家に電話を掛け、応対した母親に「迎えに来て」と言ったが、母が「父は夜勤だから今寝ている。自分も忙しくて来れない」と辞退したため、Aは同行した友人からバス代を借りて別れ、19時50分発の八尾行きバス（富山地方鉄道）を待っていた。
北野は富山事件が発生した時期（2月23日午後 - 26日朝）の自身の行動について「この間、Mとは会っておらず、毎日電話で『（先述の金沢の土地取引話をめぐる）交渉がやや遅れているので、引き続き自宅で待機して欲しい』と頼まれていた。26日朝、Mから呼び出されて北陸企画事務所に行ったところ、Mから『（取引相手の）男の家の周りに警察官がいたので、金はもらえなかった』と説明され、翌日には『金沢の土地の件はしばらく様子を見る』と言われたので、それ以降、その話のことは忘れてしまった」と述べている。

### Aを誘拐
Mは2月23日16時23分、富山駅北口駐車場にフェアレディZを入れた。約3時間後の同日19時15分過ぎごろ、Mは富山ステーションデパート（富山市明輪町1番227号）2階アクセサリー売り場で見かけたAに声を掛け、「暇そうですね。私も時間があるんだけれど、お茶でも飲もうか」「遅くなったら送ってあげる」「せっかく出たんだから食事に行こう」などと言葉巧みに誘い、19時30分ごろに富山駅北口駐車場でAをフェアレディZに乗車させた。Aの母親は、娘がMの誘いに乗ってついていった理由について「人懐っこい性格だから、声を掛けられた時も疑わなかったのかもしれない」と述べている。またAが通学していた自動車学校の担当教官は、AがMからの誘いに乗った当時の心理状況について、「ハンドルを握ることを覚えたドライバーのタマゴなら、だれでも車に興味を持つ。ましてフェアレディZといえば、当然あこがれる」と分析している。
Mはレストラン「銀鱗」（富山市豊田町1丁目271番地）で食事を摂りつつ、Aから氏名・住所・家族関係などを訊き出したり、アルバイト先を紹介する旨を偽ってAの気を引いたりした。その後、Mは同乗していたAを自宅まで送り届けることを装いながらフェアレディZを運転していたが、Aに「どうせ通り道だからちょっと寄ってみようか」などと言い、21時30分ごろにはAを「北陸企画」事務所へ連れ込み、同夜は2人で事務所に泊まった。当時「北陸企画」の共同経営者だった北野は帰宅不在中で、事務所には誰もいなかった。富山地裁 (1988) は、MがAを「北陸企画」事務所に連れ込んだ時点をもって被害者Aへの身代金目的拐取罪が成立した旨を認定している。

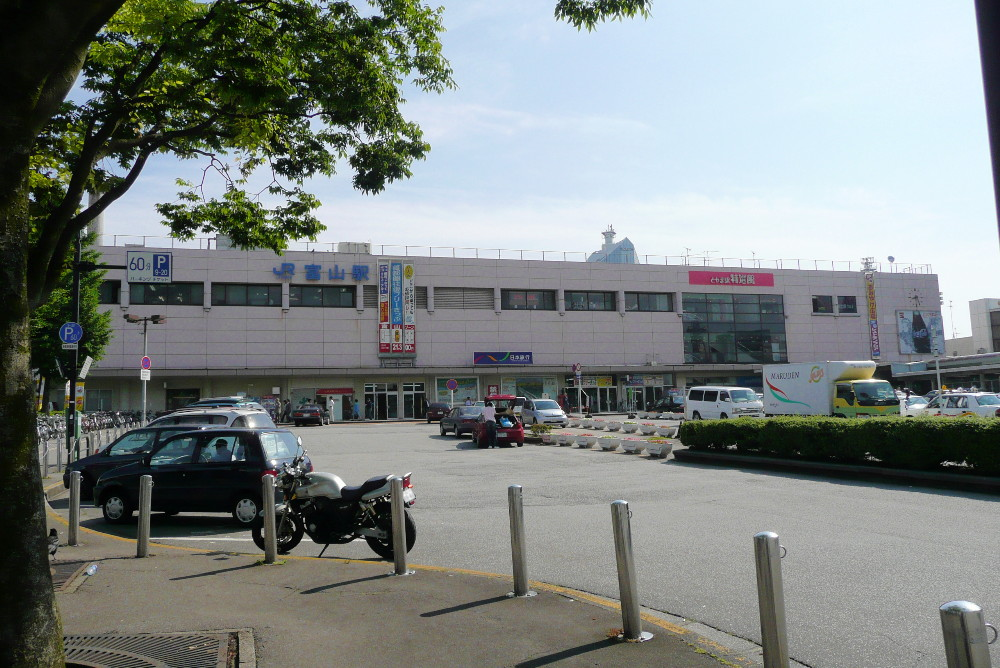
事件当時、現役だった富山駅正面口駅舎。「富山ステーションデパート」は同駅舎にあった。
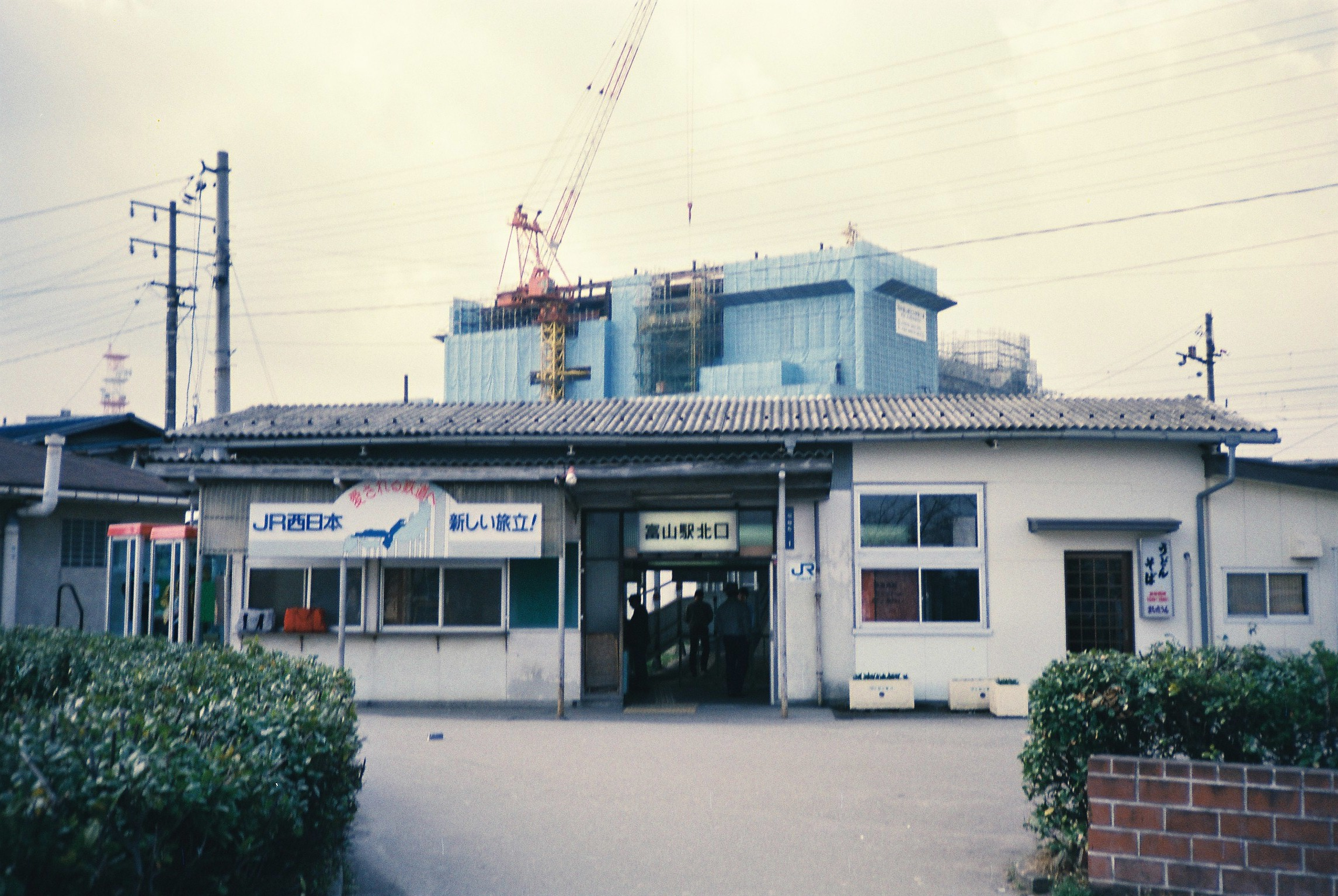
事件当時、現役だった富山駅北口駅舎（1987年4月撮影）

2月24日7時40分ごろ、Aは自宅に電話を掛け、電話に出た母親に対し前夜帰宅しなかった理由を説明した上で、かねて同行を約束していた「母と子の集い」には架電先（北陸企画）から送ってもらって出席することを明言。8時40分に富山赤十字病院前で母と落ち合う旨を確約したが、待ち合わせ場所は現れず、MとともにフェアレディZで外出。Mはその後、富山市西公文名の喫茶店「ドング」で食事をしてから「北陸企画」に帰り、Aを事務所に置いたまま、授業参観のため長男の通学する富山市立小学校へ赴いたが、既に授業参観は終了していたため、仕方なく長男や母親とともに買い物をし、16時ごろに1人で（Aのいる）事務所に戻った。そして19時ごろ、AとともにフェアレディZに乗車して事務所を出ると、20時ごろに2人で婦負郡細入村のドライブイン「キャニオン」を訪れて夕食を摂り、22時ごろに事務所へAを送り届けてから帰宅した。なお、「北陸企画」の近所の薬局（以前、Mがクロロホルム液を購入した店）の店主は法廷で、「2月24日、Mが来店して『すぐ眠れるクスリが欲しい』と言った。『医者の指示がなければ売れない』と断ろうとしたが、Mが『何日も眠れていないので、すぐ効くクスリでなければ困る、譲渡記録簿には医者から電話で指示があったことにしてほしい』と食い下がり、睡眠薬の『ネルボン』を2錠売った」と証言している。

### Aを殺害
2月25日の午前中、Mは母や長男とともに自宅からフェアレディZで富山市へ出掛けた後、昼過ぎごろに北陸企画事務所へ着いた。その後、いったん外出して母らを自宅へ送り届け、富山市内でフェアレディZに給油した上で、Aを眠らせて絞殺するため、睡眠薬と腰紐を用意した。この腰紐は岐阜県の下呂温泉「別館よし乃」新館3階で用いられていたものと同種で、Mは1978年7月に北野とともに同宿に投宿した際、同宿か下呂温泉のもう1軒の宿から腰紐を盗み出した旨を認めている。また16時ごろには富山市内の公衆電話からA宅に電話したが、Aの両親は当時不在だった。
一方で正午ごろ（当時、Mは事務所に不在）、Aは母親の勤務先に電話を掛け、前日帰宅できなかった理由や、現在は「北陸企画」という場所にいることを説明。「母と子の集い」に来なかった理由については、母親に対し「女の人 (M) が『送ってやる』と言っていながら忙しそうにしていて、待っているうちに間に合わなくなった」と、帰宅しなかった理由についても「Mから送ってやると1時間伸ばしにされ、最後は『社長が酒を飲んで送れなくなった。明日必ず送ってやるからもう一晩泊まるように』と言われたためだ。Mは引っ越しに忙しそうでなかなか送ってくれなかったが、今日は一緒に家まで行って話をしてくれる」と話していた。また、母親から泣きながら帰宅を懇願されると、めそめそと泣き出して応答し、「今日は必ず帰る」という旨を伝えていたほか、「事務所の女の人」の年齢について問われると「30過ぎの人」と答えた一方、「北陸企画」の電話番号については「わからない」と答えていた。その後、電話はMが事務所に立ち戻ったところで唐突に切られた。
同日夕方、MはAを乗せて事務所を出発し、18 - 19時ごろに2人で上新川郡大沢野町笹津（国道41号沿い）のレストランを訪れ、ラーメンを食べた。その後、Mは前日訪れた「キャニオン」へ（手持ちがなかったため借用していた）飲食代金を支払いに行ったり、フェアレディZの運転に興味を示したAに運転を代わるなどして、岐阜県高山市方面へ向かい、20時過ぎ - 21時30分ごろにかけて数河高原（岐阜県吉城郡古川町）の喫茶店「エコー」）に滞在した。同日深夜、Mは古川町大字数河付近に停車したフェアレディZの車内で腰紐を使い、睡眠薬で眠らせたAを絞殺した。殺害方法は眠っている被害者Aの首に腰紐を宛てがい、二重に絞めつけるというもので、Aの死亡推定時刻は25日21時30分ごろ（喫茶店「エコー」を退出した時刻） - 26日の0時ごろと推定されている。殺害現場および死体遺棄現場について、富山地裁 (1988) は「殺害場所を一地点として限定することは本件では困難であるが、殺害の後に一連の所為として敢行されたことには争いのない遺棄行為がされた場所は、『エコー』と約4キロメートルしか離れておらず、自動車での所要時間は8分足らずであって、極めて近接した場所であると言える」と判示している。

### Aの遺体を遺棄
Aを殺害後、MはAの死体を古川町大字戸市くずれ洞16番地の1（現：飛騨市古川町戸市16番地1、座標）付近へ遺棄した。
遺棄現場は「エコー」から約4 km離れた地点で、町道戸市線から南東約1.8 mの戸市川縁（戸市川の右岸）であり、町道から見て南東側に位置する。国道41号の古川町市街地方面から見ると、富山方面へ向かってヘアピンカーブが連続する登り口付近（座標）から戸市川沿いに北へ約1.7 km入った地点であり、並行する国道41号から見ると約20 m直下にあるほか、遺棄現場から約300 m東進すると国道に接続する。
現場周辺には道路舗装会社のアスファルトプラント工場や作業員宿舎があったが、いずれも夏季のみの操業（事件当時は無人）で、町道も舗装会社が2月19日に除雪するまで1 m超の積雪で通行不能になっていた。事件直後、東京の篤志家が現場一帯の土地所有者の承諾を得て、遺棄現場に木彫りの姫観音像（高さ約80 cm）と雨除けを建立し、地主夫婦が年に2、3回、周辺の草刈りなどを行っていたが、事件から18年が経過した1998年8月時点では、観音像は下半分が土に埋まった状態になっていた。

### 事件後
2月26日、Mは富山事件の被害者Aの遺留品（ハイヒール・バッグなど）を呉羽公園に投棄した。一方で娘が帰ってこないことを心配したAの両親は同日9時過ぎ、父親の叔父（Aの父方の祖父の弟）とともに「北陸企画」事務所を訪問し、しばらくして赤いフェアレディZで事務所付近に来たMに事情を問い質したが、Mは「関係ない」と言ったため、3人で東町派出所（座標）へ行き、「娘が誘拐されたかもしれない」と相談。派出所の巡査は「北陸企画」の経営者を派出所へ呼び出し、Aの親族と両者で話し合わせることにした。
14時ごろ、北野が事務所の大家から連絡を受けて同派出所を訪れたが、北野は（Aが家族に電話した時の言葉とは異なり）「うちの電話機には電話番号が書いてあるし、店のガラスや看板にも電話番号を出している」と主張した。結局、この時は誘拐事件と判断される確たる証拠はなく、両者の対話に立ち会った富山警察署の防犯課員も単なる家出人と判断し、Aの親族に八尾警察署へ捜索願を届け出るよう指示した。このため、Aの両親は16時50分ごろに八尾署へ家出人捜索願を届け出た。
2月27日10時ごろ、MはAの家族から身代金を得るため、再び公衆電話でA宅に電話を掛け、11時に市内のレストランに行くよう指示。電話を受け、Aの父親らは「Aの失踪と関係がある」と判断して指定されたレストランへ出向いたものの、呼び出した不審な女（＝M）とは接触できず終わった。

### 富山事件におけるMの主張
Mは富山事件について、長野事件で逮捕される直前から、Aを誘拐した事実を一貫して認めていたが、第一審の公判段階になって全面的に関与を否認し、「事件前に北野との間で身代金目的の誘拐殺人を計画したことはあったが、2月23日は北野から依頼を受け、被害者Aを迎えに駅に行っただけだ。以降、25日までAを預かる形にはなったが、その後もAを誘拐の対象として考えたことはない。同日夜になって北野にAを引き渡し、自分は帰宅したが、その後の殺害・死体遺棄については全く関知しておらず、一連の犯行は北野の単独犯だ」と主張した。その上で、「Aを迎えに行った経緯」については、「2月23日以前（2月12日ごろ）、『銀鱗』で北野から初めてAのことを紹介され、当日（23日）に『18時に富山駅へこの女の子 (A) を迎えに行ってくれ』と頼まれた。その頼み通り、Aを富山駅へ迎えに行き、事務所に連れて行った。その後、25日までにAと行動をともにしたことがあるのは、Aと北野との用事（北野が他の男性を紹介する売春アルバイトだと思っていた）が終わるまで相手をしていたに過ぎず、事務所に引き留めたことも、自宅に送ってやると言ったこともない」と主張した。
しかし、富山地裁 (1988) は「Mは事件当時、定職がなく、富山事件より前には実際に借金を重ね、保険金殺人や身代金目的の誘拐殺人を計画しており、事件直前時点でも誘拐殺人の計画を断念していなかった」と指摘した上で、AがMに誘われて以降、殺害されるまで「北陸企画」事務所にとどまったり、Mと行動を共にしていたりした理由について検討。AがMの不在時、「北陸企画」事務所から母親に電話をかけた際の会話内容などから、「Aは、母親と交わした帰宅あるいは待ち合わせの約束を履行する意思を有していたが、Mによって引き留められていたと認められる。Mが戻ってきた直後に電話が切られたことから、MはAによる電話を是認していたとは認められない」と指摘。また、Mの弁解内容の不合理な点（以下）や、実際にMが身代金を要求する目的でA宅に電話した事実などを挙げ、「Mは2月23日、それまで面識のなかったAを誘拐したと認められる」と認定した。
1. Aが当時、誰かと待ち合わせをしていたような状況が認められない点[149]
2. Mが「待ち合わせ時間」（18時）の1時間半以上も前（16時23分）に富山駅に行き、その時間を過ぎても初対面のAを1時間以上も待っていたことになる点[149]
3. 富山駅へ向かった目的について、「Aを迎えに行くためだけでなく、誘拐の相手を探す目的を兼ねていた」と、不自然な供述をしている点[149]
4. 「銀鱗」でM、北野およびAが会ったとする主張とは矛盾する証拠[注 39]が存在する点[149]
5. Mの弁解内容（「2月23日以前にAと会った」とする日の証言や、富山駅でAと会った時の状況）が二転三転している（＝Mの弁解の信用性に疑問がある）点[196]

また、AがMとともに「エコー」を出た直後に殺害されたと推定される点や、Mが死体遺棄現場を正確に指示できた点、事件後に遺品を処分した事実などから、殺人・死体遺棄についてもMの関与を認定。その上で、Mの「バン（日産・サニーライトバン）に乗った北野が深夜に自宅を出て、数河高原で自分と合流し、Aを殺害した」という主張についても、バンに給油された時期（2月20日・27日）や、2月の降雪期におけるバンの燃費（約10リットル/km未満）および、事件当時（2月20日 - 27日）の走行状況（走行距離：合計約380 km）から、「ガソリンを満タン給油（21.5リットル）した状態で約380 kmを走行した場合、燃費は17.7 km/毎リットルとなるが、警察官による走行実験の結果、6月の晴天日（路面乾燥時）の燃費が17 km/毎リットルという結果が出ていることを考えると、降雪期の燃費としては非現実的な数字だ。380 kmのうち、富山 - 数河高原間の往復分を差し引いた距離（約220 km）を基礎に燃費を算出すれば、約10 km/毎リットルという合理的な数字が得られる」と判示。死体遺棄現場付近からフェアレディZ以外のタイヤ痕が検出されていない事実や、北野や彼の元妻による「Aが殺害・遺棄された時間帯は自宅でテレビを見ていた。長時間の外出もしていない」という証言と併せ、北野がバンでAの殺害・死体遺棄現場に赴いた可能性を否定し、誘拐・殺害・死体遺棄のいずれについてもMの単独犯と認定した。
また、Mは殺害現場について「死体遺棄現場から西方へ約3 km離れた古川町戸市555番地（座標）の民家前（国道41号から200 m離れた場所）の空き地」と自供したが、「山中で殺した」「殺してから車で20 - 30分ほど走って死体を捨てた」などと二転三転させた後、最終的には「数河高原スキー場の無料駐車場（座標）」と供述を変遷させた。同所は国道41号に面した駐車場で、道路を挟んだ向かいには「ドライブインすごう峠」（座標）があった。ドライブインの経営者によれば、2月25日ごろはスキー場駐車場と国道41号との間には除雪によってできた雪の壁（高さ約1.5 m）があり、駐車場への出入口は3箇所あったが、ドライブインから駐車場内部を見渡すことはできない状態になっていた。Mがそれまでの供述を翻し、同駐車場を殺害現場とする供述を開始したのは起訴当日の5月13日で、起訴は同日21時45分のことだったが、この新供述を受けて富山事件の合同捜査本部は2人の拘置期限が切れた後の同日22時55分からMを現場へ同行し、深夜では異例となる現場検証を行った。富山地裁 (1988) は、殺害現場を「『エコー』および遺棄現場に近接した場所と言えるが、1地点として限定することは困難」とした上で、Mの供述の信用性の低さに加え、殺害当時の駐車場内の状況としてMが描いた図面と、駐車場を管理していた証人が描いた図面が矛盾していたことから、殺害現場をスキー場駐車場とは断定せず、「古川町大字数河付近」と認定するにとどめた。

## 長野事件
このように身代金目的でAを誘拐・殺害したMだったが、身代金の獲得には至らず、改めて誘拐を実行するため、長野へ出向いた。Mは北野に長野まで同行することを求め、3月3日19時30分に富山を出発して翌日（3月4日）0時30分に長野市のホテル「志賀」（座標）へ到着し、同日10時にチェックアウトした。2人はこの日を含めて長野で計3泊、東京で1泊し、高崎を経て同月8日朝に富山へ戻った。当時は北陸自動車道が未開通だったため、富山 - 長野間の最短距離は上高地越えだったが、そのルートは3月当時積雪が多く閉鎖されていたため、Mらは富山から直江津（新潟県上越市）まで国道8号を北上し、直江津から国道18号を南下して長野へ向かった。Mは「志賀」に投宿した際、宿の備品である腰紐（幅2.5 cm・長さ約2 m）を持ち出してバッグに入れ、後にこれを長野事件で殺害の凶器として用いた。
このようにMに同行した理由について、北野は公判で「Mは、東京での政治資金絡みの儲け話の実行役である『東京の男』から金を受け取る際、自身に東京までの運転と護衛を頼んできたため、それに応じた。はじめは東京まで行くつもりだったが、途中でMから『東京の男が長野まで出てくる』と言ったので、3日は長野市内のホテル『志賀』に投宿した。この時、『志賀』でMから『東京の男と一緒に、長野の土地を売却した上で金を得る。土地を確認するため、松本に行ってほしい。私が男と会っている間はホテルで待機してほしい』と頼まれ、そのための待機場所として4日に『日興』を予約した。その後、松本方面まで行ったが、帰りにMの希望で聖高原を回った」と述べている。また「Mはこの旅行期間中、しばしば電話を掛けていたが、自分はその電話について彼女から、取引相手（『東京の男』）と連絡を取っていると説明を受け、その説明を信じていた」と述べている。

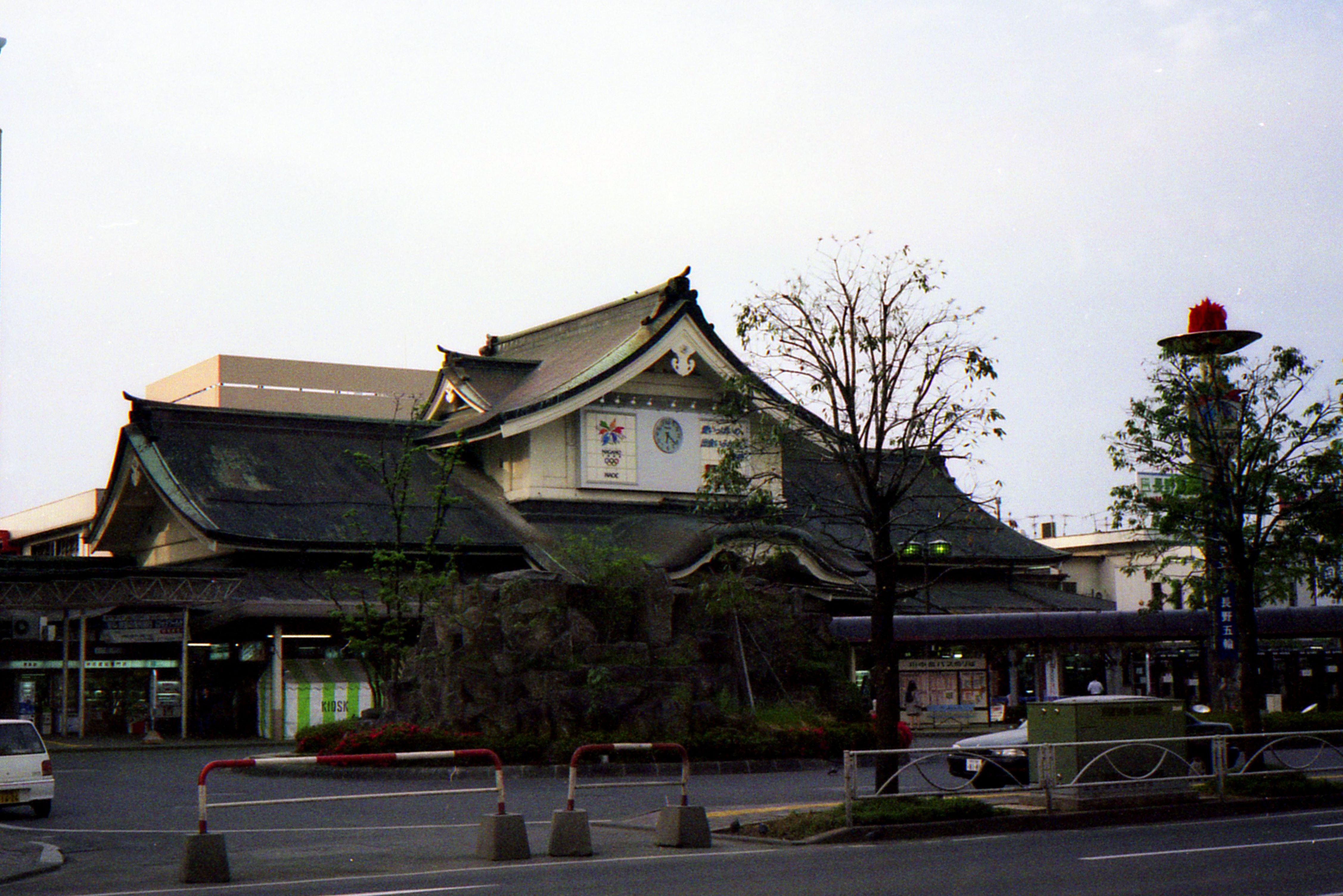
事件当時、現役だった長野駅舎（1995年5月4日撮影）

Mは3月4日、フェアレディZを運転していた北野に、木戸交差点（座標）や矢越隧道などを走行させ、殺害場所を下見した。同日17時30分ごろと21時30分ごろ、Mは長野駅の付近および同駅構内で、相次いで若い女性2人（いずれも当時18歳）を喫茶店に誘ったり、「車で送ってやる」などと申し向けたりしたが、いずれも断られた。一方で2人は同日、長野市大字鶴賀南千歳町942番地のホテル「日興」（座標）へ投宿した。
チェックインは同日16 - 18時にかけ、Mと北野がそれぞれ別々に行ったが、北野は10時過ぎごろに「日興」の宿泊予約を取る際、「吉田達夫」の偽名を用いていた。一方で北野はその直前（10時過ぎ）と数時間後（15時過ぎ）に、それぞれ以前から使用していた出光ファミリーカード（本名の署名あり）を提示してフェアレディZに給油していた。北野は「日興」へ投宿する際に偽名を用いた理由について、公判で「Mから『浮気が露見しないように偽名を用いた方が良い』と言われたため」と弁解しているが、実際に2人は事件前にも富山のモーテルに宿泊する際に「名村」という偽名を用いていたことがあった。またMはチェックインに前後した同日16時 - 21時ごろ、フェアレディZを「ナガノ駅前パーキング」へ駐車した。
長野事件の発生当時（3月5日 - 6日）、北野は投宿先の「日興」でテレビを視聴していたが、そのテレビ番組の内容については捜査段階から一貫して「プロレス番組（5日23時30分 - 6日0時25分）のうち途中から終了までと、それに続くキックボクシング番組（ - 0時55分）の全部」と供述し、番組の内容についても具体的・正確に供述したほか、6日6時30分ごろには「日興」で、北野が係員に朝食の時間を尋ねていたことが裏付けられている。実際、北野が投宿した701号室には彼の毛髪が落ちていたほか、ベッドには寝た跡が、ポットで湯を沸かした跡がそれぞれ確認されている。

### Bを誘拐
「長野事件」の被害者である女性B（当時20歳）は事件当時、長野市内の団地に暮らす長野信用金庫石堂支店の女子職員だった。Bの職場であった長野信金石堂支店は、事件当時から2023年現在まで長野市北石堂町1405-1（座標）で営業している。同店は中央通り沿いに位置しており、同支店の真北にはBが最後に同僚たちと食事した喫茶店「山と渓谷」（南長野1403、座標）が隣接していた。また誘拐現場は、「山と渓谷」から中央通りを長野駅方面へ約200 m南下した場所に位置していた、川中島自動車のバス停「千石前」（現：「千石入口」、座標）の付近である。
Mは3月5日18時30分ごろ、「千石前」バス停付近で帰宅のためにバスを待っていたBを見掛け「ちょっとの時間でいいから付き合ってくれませんか」などと声を掛けた。Bは同日17時25分ごろに勤務先の石堂支店を退勤し、同僚と2人で近くの「山と渓谷」に立ち寄り、後にもう1人の同僚と合流。18時ごろに同僚たちと別れて立ち去っていたが、18時35分に「千石前」発のバスへ乗車した知人女性がバス停前で姿を目撃したのを最後に消息不明になった。MはBを付近の喫茶店「イタリアンクウォーター'78」（南長野石堂町1418番地：座標）へ誘い、同店で彼女から氏名・家族構成・自宅や父親の勤務先の電話番号などを聞き出した上で、郊外のレストランで食事をすることを持ち掛け、北野とともに宿泊していたホテル「日興」まで自車（フェアレディZ）を取りに行った。
北野は同日から6日の行動について「5日昼、Mから『男が金を持ってこなかったので、東京まで受け取りに行かなければならない』と言われ、長野での要件が済み次第、翌日（3月6日）4時ごろまでにMから「日興」に電話連絡を取り、東京へ向かう手はずとなった。同日夕方、Mは再度『東京の男に会う』と言って外出し、同日21時ごろになって電話で、『24時ごろには日興に戻れそうだ』と連絡されたが、朝方になっても連絡がないため、不安になって警察にフェアレディZの事故の有無を問い合わせたりした。6日の正午ごろになって、ようやくMから連絡があり、合流して長野を発った」という旨を述べている。実際に3月6日9時ごろには、北野が長野中央警察署へ電話して「女性が運転している赤いフェアレディZ（富山33ナンバー）の交通事故がなかったか？」と尋ねていたことが判明している。

### Bを殺害・遺棄
19時ごろ、Mは「日興」に駐車したフェアレディZの助手席にBを乗せて松本市方面へ赴き、同日21時ごろに松本市島内7771番地のレストラン「新橋元庄屋」（座標）を訪れた。富山地裁 (1988) は、MがBを乗せて「日興」を発った時点をもってBに対する身代金目的拐取罪が成立した旨を認定している。MはBとともに同店で食事をした後、「遅くなったので、翌朝出勤までには必ず送る」との口実でBに車中泊を承諾させ、用意してあった睡眠薬「ネルボン」と缶ジュースを与えてBを眠らせた。そして翌日（3月6日）3時から9時ごろまでの間に、Mは長野県小県郡青木村の林道弘法線に停車したフェアレディZの車内であらかじめ用意していた腰紐を使い、被害者Bを絞殺した。殺害手段は富山事件と同様、被害者の首に腰紐を二重に強く巻きつけるものだった。
その直後、MはBの死体を青木村大字田沢字横入1269番地6の山中に投げ捨てた。遺棄現場は修那羅峠付近の山中であり、かつ林道西側の崖下約2.35 m地点であるが、同地点は県道丸子信州新線から分岐する「林道弘法線」（道幅約2.5 m）沿いで、県道から林道に約300 m入った場所に位置する。もしくは国道143号の修那羅山入口から県道を約800 m行き、さらに林道へ500 m入った地点である。事件当時の『読売新聞』および『北國新聞』には、死体遺棄現場付近の航空写真が掲載されている。1995年時点で林道の入口にはバリケードが設置され、車両では侵入できないようになっている一方、現場には木彫りの観音像が建てられている。この「姫観音」（高さ約1 m）は事件後の1980年5月に東京都在住の篤志家が寄贈したもので、後に遺族らの手により、その観音像や同様に供えられていた地蔵などを納めるための石製の祠（縦横約1 m、高さ約1.5 m）が建てられた。
かくしてMはBの遺体を遺棄すると来た道を戻り、同日昼過ぎに北野と合流。北野は6日10時に「日興」のフロントで予約の延長を申し出ていたが、11時過ぎに北野のところへ女の声で電話が入り、10分後にチェックアウトした。そして2人はともに長野を発ち、途中でMの姪の家に立ち寄った上で、同日夜は東京・池袋のホテル「安田」に投宿した。その間の同日14時ごろ、2人は中軽井沢駅（長野県北佐久郡軽井沢町）近くのガソリンスタンドで北野名義のファミリーカードを使ってフェアレディZに給油している。

### 身代金要求
その上で、MはBの家族から身代金を得るため、以下のように同月6日から7日にかけ、Bの家族へ身代金を要求する電話を7回かけた。このうちB宅に掛かってきた4回の電話は、捜査本部が電話の音声を録音することに成功したが、逆探知はできなかった。また3月7日には高崎の有料駐車場にMのフェアレディZが入庫し、そのナンバー「2823」が記された半券が残されているほか、Mは同日10時 - 11時ごろに中軽井沢駅前の喫茶店「しらかば」に入り、同店から2回電話を掛けている。
一方で長野県警察は7日7時、長野中央署に「長野市における身代金目的誘かい容疑事件捜査本部」を設置して180人態勢で捜査を開始し、駅などで張り込み捜査を行ったほか、Bの姉が犯人の女（＝M）から電話を受けて長野駅から高崎駅へ向かう際、捜査員7人も同行した。しかしMは張り込みに気づき、6回目の電話の際にはBの姉に対し「5、6人があなたの後をつけているだろう」と問い詰めていた。高崎駅周辺では張り込み捜査の当時、長野県警の捜査一課長以下44人に加え、群馬県警察からも刑事部長以下71人（計115人）が出動していたが、時間が切迫していたために捜査員への正確な指示ができず、相手に動きを読まれる結果となった。また犯人を待つ喫茶店・レストランには長野県警の刑事2、3人が変装して張り込んでいたほか、店の周囲では刑事以外の警察官も応援で張り込みを行っていた。
長野県警および警察庁はいずれも「犯人に張り込みを気づかれたのではないか？」という指摘を否定し「カマをかけられただけで、気づかれてはいない」「張り込んだ刑事はベテランで、そのようなミスはありえない」と主張したが、M（および当時、犯人視されていた北野も含む）は逮捕後に「（高崎では）危険を感じたので逃げた」と供述している。また北野は公判で当時の行動について「7日はMの指示に従い、フェアレディZを運転したが、途中で入金金額が当初の予定（1,500万円）より500万円増えて2,000万円になったことや、取引相手の『東京の男』は警察に見張られているため、彼の情婦が代わりに高崎駅まで金を持ってくることになったことなどを聞かされた。そのMの言葉を信じて一緒に高崎駅まで行ったが、Mから『駅の周りには警察官がいるので金を受け取れない』と言われ、8日に富山に帰ってきた」と述べている。
| 番号 | 架電時刻        | 発信元                                        | 発信先                                            | 応対した人物 | 通話内容の要旨 |
| ---- | --------------- | --------------------------------------------- | ------------------------------------------------- | ------------ | --- |
| 1    | 6日19時16分ごろ | 公衆電話 埼玉県児玉郡上里町金久保             | 被害者B宅 （長野市安茂里）                        | Bの父親      | 「Bさんを預かっている。明日の午前10時に長野駅の待合室まで3,000万円持ってこい」 「（身代金は）姉に持って来させろ」                                                                                    |
| 2    | 7日10時30分ごろ | 公衆電話 東京都豊島区西池袋一丁目2番          | 国鉄長野駅観光センター （長野市大字南長野末広町） | Bの姉        | 「10万円じゃ話にならない。妹と金とどっちが大切か。12時まで待つ」 |
| 3    | 7日12時23分ごろ | 公衆電話 埼玉県川越市大字古谷上               | 被害者B宅                                         | Bの父親      | 「午後4時までに長野駅待合室に2,000万円持参しろ。2,000万円なら私が話してあげる。金は姉に持たせろ。Bにはおいしいものを食べさせている」 「今度きちんと（2,000万円）揃わなければ、もう二度と電話しない」 |
| 4    | 7日16時20分ごろ | 公衆電話 埼玉県深谷市国済寺                   | 国鉄長野駅観光センター                            | Bの姉        | 「2,000万円持って、特急あさま16号（長野駅16時38分発）の6両目に乗車しろ。上野まで切符を買い高崎駅で下車し、待合室で待て」                                                                             |
| 5    | 7日19時6分ごろ  | 公衆電話 群馬県高崎市八島町（国鉄高崎駅付近） | 高崎駅鉄道案内所                                  | Bの姉        | 「喫茶大通りを進み、右側にある喫茶店『ポンテ』に入れ」 19時 - 21時ごろ、Mは高崎駅前にいた。 |
| 6    | 7日20時40分ごろ | 公衆電話 高崎市岩鼻                           | 喫茶店「ポンテ」 （高崎市八島町24番地）           | Bの姉        | 「あなたの後を人が尾行している。1時間後に喫茶店『ナポリ』に電話する」 |
| 7    | 7日21時58分ごろ | 公衆電話 群馬県前橋市荒牧町                   | 喫茶店「ナポリ」 （高崎市八島町65番地）           | Bの姉        | 「警察に言ってないのか。今日は宿泊し、明日（3月8日）12時にまた来い。明日Bの声を聞かせてやる」 この電話を最後に連絡は途絶えた。                                                                       |

連絡が途絶えて以降、Bの姉は「ナポリ」4階にあったビジネスホテルの一室に投宿し、その隣の部屋には長野県警の捜査員2人が投宿したほか、「ナポリ」の外周を群馬・長野両県警の捜査員が囲んで警戒した。Bの姉は3月8日11時38分に再び「ナポリ」の2階食堂へ入ったが、犯人から連絡がなかったため、長野県警捜査本部の指示（16時45分）を受けて帰宅した。一方で北野とMは8日2時に高崎市内で給油し、6時ごろに富山に帰った。

### 長野事件におけるMの主張
Mは長野事件について、捜査の最終段階から第一審判決まで一貫して、「誘拐したBを睡眠薬で眠らせた後、県道更埴明科線上で、ホテル『日興』を抜け出した北野と合流し（「合流地点」のおおよその位置）、北野がBを絞殺した。その後、2人で死体を投棄した」と供述したが、ホテル「日興」から「合流地点」を経由し、死体遺棄現場まで道路で移動した場合の距離は、最短距離で約86 km（自動車による片道所要時間は最短でも約1時間40分）で、うち「日興」 - 「合流地点」（矢越隧道より明科寄りの名九鬼部落入口）間の距離は約64 km（所要時間：約1時間10分）である。
富山地裁 (1988) はこの点を踏まえ、「仮に北野が『日興』を抜け出してMと落ち合い、殺害・死体遺棄を実行して帰宿した場合、約3時間30分以上は必要とすることになる」と指摘した。その上で、Mが「北野と合流した時刻は6日1時以降（2時より前）で間違いない」と一貫して供述していることを踏まえ、「0時55分まで『日興』でテレビを視聴していた北野が、Mが供述する時間帯（1時台）に合流地点まで到着することは極めて困難で、『日興』を出た後どこかで車を調達するか、タクシーなどに乗車しなければならない。それに要する時間も考慮すれば、Mの主張するように2時ごろまでに『合流地点』に到着することは相当に非現実的だ」と指摘した。その交通手段について、Mは捜査時点で「北野は自分との謀議で、タクシーや通りすがりのトラックなどを利用し、木戸交差点（聖高原入口）まで至り、その後は徒歩で（約7 km離れた）合流地点まで行くことになったが、実際にどのような手段で来たかは確認していない」と供述していたが、富山地裁 (1988) は「Mの供述内容は、厳寒の深夜山中を走る県道で合流しようとするにしてはあまりにも杜撰な計画で、当時の季節的・時間的状況から、徒歩という手段はあまりにも現実性が希薄だ（#北野の足取りも参照）。また、そのような計画がそのまま実行された場合、北野が『日興』から合流予定地点まで赴くには優に2時間以上かかるが、その北野が1時近くまで『日興』でテレビを見ていたのも不自然だ。Mは訴因変更後にその供述を撤回し、『車にテレビを積んでアリバイ工作をした』などの新たな主張を展開したが、そのようなことを公判の途中まで一切秘匿していた合理的な理由は何ら示されておらず、より一層不自然である」と指摘し、Mの供述の信用性を否定。
また、Mの弁護人は「Bを殺害した腰紐の結び方は縦結びで、北野が（逮捕後に留置されていた）長野中央警察署で風呂敷を結んだ際の方法とほとんど一致している（Mは風呂敷を細結びにしていた）。よって、北野が殺害実行犯と認められる」と主張したが、富山地裁 (1988) は「北野による殺害実行を疑わせる証拠にしては余りに証明力に乏しい」として、その主張を退けた上で、「Mによる『北野が殺害・死体遺棄の実行に関与していた』という主張は、M自身の供述（随所に不合理・不自然な点を内包しており全く信用できない）を拠所とするほかなく、彼女が単独で一連の犯行を実行したことに疑いはない」として、富山事件と同じく、誘拐・殺害・死体遺棄・身代金要求をすべてMの単独犯と認定した。

## 捜査

### 富山事件の捜査
富山事件の被害者Aの遺体は同年3月6日、アマゴ釣りをしに来た古川町民らによって発見された。遺体は発見当時、旧道と戸市川の斜面にもたれかかるように、道路の除雪をした際にできた雪の壁の外側に倒れていた。これを受けて岐阜県警察の所轄警察署である古川警察署は、県警捜査一課・高山警察署の応援を得て捜査を開始し、捜査一課とともに署内に合同捜査本部を設置した。
岐阜県内の家出人カードには該当者がなく、事件が報道されてからも民間からの情報提供がなかったため、岐阜県警は遺体の身元は県外人ではないかと見て富山県警察に照会を行った。その結果、2月から行方不明になっていたAが被害者として浮上したため、同月7日には岐阜県警捜査本部の捜査員がAの母親に着衣・所持品を見せ「Aに間違いない」という証言を得た上で、身長・体重もAと一致することを確認、翌8日午後にAの父親が最終的に遺体の身元を確認した。捜査の結果、生前のAは電話で母親に対し「『北陸企画』にいる」と話していたことや、その「北陸企画」の経営者であるMのフェアレディZが2月23日夕方に富山駅前で目撃されていたことが判明した。遺体が岐阜県内で発見されていたことから、当初はAの目撃情報や足取り・交友関係などの調査についてはAの地元である富山県側より、死体発見現場がある岐阜県側の方で積極的に行われており、富山県での捜査は岐阜県警が捜査員を富山に派遣して行っていた。
同月8日に岐阜県警の捜査本部は、Mと北野夫婦の計3人を任意同行し、富山事件の重要参考人として事情聴取した。M・北野両名の任意同行先はいずれも富山警察署で、北野は同日から3日間にわたり、富山署で取り調べを受けたが、富山事件・長野事件（当時は極秘捜査中）とも、自身やMの犯行への関与を否定。富山事件の発生時の行動については、2月23日から25日は小杉町の自宅やその周辺にいただけで、富山駅周辺には行っていないと供述した。23日の行動については、18時ごろに勤務先から帰宅してきた妻を迎えに小杉駅（北陸本線、現：あいの風とやま鉄道線）へ行き、町内の実家と食堂に寄ってから19時過ぎに帰宅したと供述しており、北野の妻もそれと同様の証言をしている。また同日から富山署で事情聴取を受けたMは、同日の取り調べ中に著しい動揺を見せたものの、当日（2月23日）の行動について「記憶にない」、Aとの関係について「知らない」と強く否定し、同日夜には一転して「23日の昼ごろ、知り合いにフェアレディZを貸した」と供述したが、貸した相手については供述しなかった。
捜査本部は翌日（3月9日）も2人を事情聴取した。同日、富山・岐阜両県警は富山事件について合同捜査会議を開き、翌10日に「女子高校生殺害死体遺棄事件」合同捜査本部（本部長：御旅屋信一・富山県警刑事部長）を富山署に設置した。富山県警は捜査一課と富山・八尾・大沢野の3警察署から79人を、岐阜県警は10人をそれぞれ専従捜査員として動員した。11日には事情聴取のほか、「北陸企画」が使用していたフェアレディZとサニーバンを調べてAの指紋・毛髪を探したが、この時は逮捕の決め手になる証拠は得られず、2人を帰宅させた。この後、富山県警の人事異動（19日付）により、合同捜査本部長を務める刑事部長が交代し、捜査一課長も異動したことから、長野県警が把握していた捜査資料を入手できないなど、捜査に不都合が生じたが、合同捜査本部は同月28日ごろまでに、「2月25日夜、MとAらしき人物が死体遺棄現場からさほど遠くない場所で行動を共にしていた」という目撃証言を得た。また、「北陸企画」事務所の玄関ガラス戸から被害者Aの指紋を、フェアレディZの車内からAの毛髪2本をそれぞれ採取した。このため、Mと北野に対する嫌疑を深めた富山県警は、3月29日・30日の両日、両名への事情聴取を再開した。

### 長野事件の捜査
一方、長野事件の捜査本部は警察庁から「B誘拐事件（長野事件）のころ、Mと北野が長野・高崎方面にいた」という情報を受け、実際に被害者Bの失踪前後には長野市内で、身代金の受け渡しが行われた時期にも高崎駅周辺で、それぞれMのフェアレディZが目撃されたことを把握した。そこで、同じフェアレディZが現場周辺で目撃されていた富山事件に着目し、同月16日には富山事件の合同捜査本部（富山署）に対し、Mの声の録音テープを提供するよう求め、21日からは他県の類似事件（富山事件やイエスの方舟事件など）との関連捜査を開始。3月24日以降、被疑者のアベック（M・北野）の足取りを捜査していた。
3月27日14時50分、長野県警捜査本部は後述のように、Bの安否が不明なまま、公開捜査に切り替えた。その後、市民から次々と情報提供がなされ、「3月5日18時30分 - 19時にかけ、長野駅付近で、Mの運転する赤いフェアレディZに被害者Bが（失踪した際の服装で）乗り込むところを見た」という旨の証言が複数得られた。また同日、警察庁の科学警察研究所は（長野事件における）身代金要求電話の録音テープを声紋鑑定し、翌28日には「富山県警から提供されたMの声と、訛り・アクセントの特徴が酷似しており、両者はほぼ同一人物である」と結論を出した。

### 逮捕
富山事件の合同捜査本部は3月28日、長野県警から「M・北野の両名を逮捕させてほしい」と申し入れを受けたが、「まず富山事件を解明すべきだ」と拒否。翌29日には北野を小杉警察署に、Mを富山署にそれぞれ任意出頭させ、事情聴取を開始したほか、Mについては3月30日時点で、富山事件における未成年者拐取および死体遺棄容疑で逮捕状の発布を受けていた。逮捕状の請求理由は、「北陸企画」の事務所前にMとAが一緒にいた旨の目撃証言が得られたことや、事務所内やフェアレディZ車内からAの指紋や毛髪が採取されたことなどだったが、北野についてはAとの接点がないなど、容疑が固まっていなかったため、逮捕状を請求できていなかった。しかし、長野県警は同日、長野事件における身代金目的拐取の容疑で2人の逮捕状を請求し、長野地裁から3月30日付で許可を得た。長野県警が（声紋という決定的証拠があった）Mだけでなく、北野についても逮捕状を請求した理由は、Bが失踪した前後にMと北野が2人で一緒に行動していたことなどが理由だった。
結局、富山事件と長野事件のどちらで先に2人を逮捕すべきかについては、警察庁の仲介により、被害者Bの生死が不明だった長野事件について優先することとなり、長野県警は両名を逮捕するため、捜査員を富山に派遣した。3月29日の時点で、Mは両事件について黙秘していたが、3月30日朝、富山署へ任意同行させられ、富山事件（Aを誘拐・殺害したこと）を自白した。また、Mは同日中に、（富山へ派遣された長野事件の捜査員による取り調べに対し、誘拐容疑のほか、北野と共謀して被害者Bを殺害・遺棄したことも含め）長野事件への関与を認める供述をした。これを受け、長野事件特別捜査本部は同日夜、Mと北野の両被疑者を、長野事件における身代金誘拐の容疑で逮捕した。北野の逮捕状は長野県警捜査一課長の遠藤定彦警部により、20時54分に小杉署で執行され、Mの逮捕状は20時58分に富山署で執行された。
同日、警察庁は富山事件と長野事件の双方を同一犯による事件として、広域重要事件111号に指定。その上で、富山・長野の両県警にそれぞれ「111号事件」の合同捜査本部を、岐阜県警にも同事件の捜査本部を設置し、捜査員を相互に派遣することとなった。

### 逮捕後の捜査
逮捕後、長野県警は2人の身柄を富山駅22時50分発の急行「越前」で長野県警へ護送し、翌31日に長野中央警察署へ引致した。その後、Mは長野南警察署に留置され、北野は引き続き4月20日まで長野中央署に留置されて取り調べを受けた。北野は長野中央署へ移送された際、群衆から「人殺し」「死刑にしろ」と罵声を浴びせられたほか、記者から「お前がやったのか」と大声で問いかけられたが、その際には大声で「やっていません」と応じていた。
一方、被害者Bの遺体は4月2日、山中で用を足そうと県道から林道に入った通行人によって発見された。遺体は発見当時、頭を下にして仰向けで放り投げられたように倒れていた。後述のように、初動捜査ミスや広域捜査のあり方が問われたことを受け、警察庁は4月10日に、3県警および中部・関東の管区警察局刑事課長を召集し、事件発生以来初となる合同捜査会議を開催。まずは長野県警が長野事件（身代金目的誘拐容疑）の裏付け捜査に全力を挙げ、富山・岐阜の両県警も長野県警に全面協力するよう指示した。
| 事件     | 逮捕日  | 警察署                                                                               | 送検日  | 検察庁   | 起訴日  | 裁判所   | 罪状                                 | 罪状         |
| -------- | ------- | ------------------------------------------------------------------------------------ | ------- | -------- | ------- | -------- | ------------------------------------ | ------------ |
| 長野事件 | 3月30日 | 長野県警特別捜査本部 - Mの留置先 - 長野南警察署 - 北野の留置先 - 長野中央警察署      | 4月1日  | 長野地検 | 4月20日 | 長野地裁 | 身代金目的誘拐罪・殺人罪・死体遺棄罪 | 身代金要求罪 |
| 富山事件 | 4月21日 | 合同捜査本部 - 富山・岐阜両県警 - Mの留置先 - 富山警察署 - 北野の留置先 - 上市警察署 | 4月23日 | 富山地検 | 5月13日 | 富山地裁 | 身代金目的誘拐罪・殺人罪・死体遺棄罪 |              |

一連の事件は、犯行の大胆さとは対照的に、物的証拠・目撃者は少なく、Mの供述が二転三転したこと、北野が事件への関与を全面的に否認したことから、捜査陣は有力な決め手を得られなかった。Mには逮捕当時から物証や決定的な目撃証言があった一方、北野の犯行への関与を裏付ける直接証拠はなく、警察当局は2人の自白調書と、長野事件の発生時に2人が一緒に行動していた状況証拠を頼りに捜査した。
その後、北野は長野事件の取り調べで、自身がBを殺害したことや、Mとの共謀を自供。また、富山事件の際に被害者Aと接触し、Mと共謀した旨を自白したことから、合同捜査本部は「富山事件では少なくとも、北野が誘拐に関与したことは間違いない」と判断。北野がMとともに富山を発った3月3日以前に、Mから「大金が入る」と聞かされていたことを突き止めたほか、北野が長野事件の発生時にMと行動をともにしていたことから、長野地検は「Mの犯行を知らないのは不自然だ」と判断し、共謀共同正犯と断定。富山県警はMだけでなく、北野についても逮捕状を請求し、2人を逮捕した。しかし、富山地裁 (1988) は北野の自供に「秘密の暴露」がなく、供述内容も真犯人が反省悔悟の情から述べたにしては不自然・不合理な点や、重要事項に関する理解し難い変遷が複数ある点などを指摘し、信用性を否定した。
富山地検は拘置期限直前（5月13日20時）までMへの取り調べを行い、同日21時45分に2人を起訴した。その上で、最高検や名古屋高検と協議を行ったが、最高検から「実況見分を1度も行わずに起訴するには問題が多すぎる」と指摘されたことから、同日22時30分ごろから数河高原付近で実況見分を行った。

#### 2人の供述内容の変遷
|                                                 | 被告人M           | 被告人M      | 被告人M | 被告人M | 北野 | 北野 | 北野 | 北野 |
|                                                 | 日付              | 留置場所     | 富山事件 | 長野事件                                                                                                   | 日付 | 留置場所 | 富山事件 | 長野事件 |
| ----------------------------------------------- | ----------------- | ------------ | --- | --- | --- | --- | --- | --- |
| 捜査段階                                        | 3月8日 - 10日     |              | 関与およびAとの面識を否定                                                                                    | | 3月8日 - 30日 | | 両事件について否認 | 両事件について否認 |
| 3月30日に長野事件で逮捕                         |                   |              | | | | | | |
| 長野事件の捜査                                  | 3月30日           | 長野南警察署 | 誘拐・殺人を自白                                                                                             | 殺害・死体遺棄も含め北野との共謀を自白                                                                     | | | | |
| 長野事件の捜査                                  | 3月31日           | 長野南警察署 | | 北野との共謀認める                                                                                         | 3月31日 - 4月5日 | 長野中央警察署 | 両事件ともに否認し、積極的に弁解 | 両事件ともに否認し、積極的に弁解 |
| 長野事件の捜査                                  | 4月1日            | 長野南警察署 | 「自身の単独犯」と供述                                                                                       | | 3月31日 - 4月5日 | 長野中央警察署 | 両事件ともに否認し、積極的に弁解 | 両事件ともに否認し、積極的に弁解 |
| 長野事件の捜査                                  | 4月2日 - 6日      | 長野南警察署 | 「北野以外の男（富山の男、自身の実兄など）と共謀した」と供述                                                 | 4月6日 | | 長野中央警察署 | 「自身がBを殺害した」と自白（過剰自白） | |
| 長野事件の捜査                                  | 4月7日 - 11日     | 長野南警察署 | 「自身の単独犯」と供述                                                                                       | 4月7日 - 10日                                                                                              | 長野事件について「MからB殺害後に犯行を打ち明けられ、その後の身代金要求のみ共謀した」と自白したが、それ以外は否認。                                                | 長野事件について「MからB殺害後に犯行を打ち明けられ、その後の身代金要求のみ共謀した」と自白したが、それ以外は否認。 | | |
| 長野事件の捜査                                  | 4月12日           | 長野南警察署 | 両事件とも北野との共謀を認める                                                                               | 両事件とも北野との共謀を認める                                                                             | 4月12日 - 20日 | 長野中央警察署 | 両事件ともに事前共謀を自白。ただし、横畠裕介検察官の取り調べ（16日 - 19日）に対しては、「誘拐を事前に共謀したが、富山事件は事後にMから打ち明けられるまで知らなかった」と供述したほか、勾留質問（4月20日）の際には、長野事件の共謀について供述を拒否した。 | 両事件ともに事前共謀を自白。ただし、横畠裕介検察官の取り調べ（16日 - 19日）に対しては、「誘拐を事前に共謀したが、富山事件は事後にMから打ち明けられるまで知らなかった」と供述したほか、勾留質問（4月20日）の際には、長野事件の共謀について供述を拒否した。 |
| 長野事件の捜査                                  | 4月13日           | 長野南警察署 | | 「北野と共謀したが、自身が単独で実行した」と供述                                                           | 4月12日 - 20日 | 長野中央警察署 | 両事件ともに事前共謀を自白。ただし、横畠裕介検察官の取り調べ（16日 - 19日）に対しては、「誘拐を事前に共謀したが、富山事件は事後にMから打ち明けられるまで知らなかった」と供述したほか、勾留質問（4月20日）の際には、長野事件の共謀について供述を拒否した。 | 両事件ともに事前共謀を自白。ただし、横畠裕介検察官の取り調べ（16日 - 19日）に対しては、「誘拐を事前に共謀したが、富山事件は事後にMから打ち明けられるまで知らなかった」と供述したほか、勾留質問（4月20日）の際には、長野事件の共謀について供述を拒否した。 |
| 長野事件の捜査                                  | 4月14日           | 長野南警察署 | 「北野と共謀し、自身が単独実行」と供述（ただし、事前の計画では北野が殺害を実行することになっていた旨を示唆） | | 4月12日 - 20日 | 長野中央警察署 | 両事件ともに事前共謀を自白。ただし、横畠裕介検察官の取り調べ（16日 - 19日）に対しては、「誘拐を事前に共謀したが、富山事件は事後にMから打ち明けられるまで知らなかった」と供述したほか、勾留質問（4月20日）の際には、長野事件の共謀について供述を拒否した。 | 両事件ともに事前共謀を自白。ただし、横畠裕介検察官の取り調べ（16日 - 19日）に対しては、「誘拐を事前に共謀したが、富山事件は事後にMから打ち明けられるまで知らなかった」と供述したほか、勾留質問（4月20日）の際には、長野事件の共謀について供述を拒否した。 |
| 長野事件の捜査                                  | 4月15日 - 17日    | 長野南警察署 | | 「北野と共謀し、自身が単独実行」（北野が殺害する計画だったが、現場に来なかったため、自身が殺害した）と供述 | 4月12日 - 20日 | 長野中央警察署 | 両事件ともに事前共謀を自白。ただし、横畠裕介検察官の取り調べ（16日 - 19日）に対しては、「誘拐を事前に共謀したが、富山事件は事後にMから打ち明けられるまで知らなかった」と供述したほか、勾留質問（4月20日）の際には、長野事件の共謀について供述を拒否した。 | 両事件ともに事前共謀を自白。ただし、横畠裕介検察官の取り調べ（16日 - 19日）に対しては、「誘拐を事前に共謀したが、富山事件は事後にMから打ち明けられるまで知らなかった」と供述したほか、勾留質問（4月20日）の際には、長野事件の共謀について供述を拒否した。 |
| 長野事件の捜査                                  | 4月18日 - 20日    | 長野南警察署 | 「北野と共謀し、殺害は北野が実行した」と供述                                                                 | | 4月12日 - 20日 | 長野中央警察署 | 両事件ともに事前共謀を自白。ただし、横畠裕介検察官の取り調べ（16日 - 19日）に対しては、「誘拐を事前に共謀したが、富山事件は事後にMから打ち明けられるまで知らなかった」と供述したほか、勾留質問（4月20日）の際には、長野事件の共謀について供述を拒否した。 | 両事件ともに事前共謀を自白。ただし、横畠裕介検察官の取り調べ（16日 - 19日）に対しては、「誘拐を事前に共謀したが、富山事件は事後にMから打ち明けられるまで知らなかった」と供述したほか、勾留質問（4月20日）の際には、長野事件の共謀について供述を拒否した。 |
| 4月20日に長野事件で起訴、翌21日に富山事件で逮捕 |                   |              | | | | | | |
| 富山事件の捜査                                  | 4月22日 - 24日    | 富山警察署   | 14日と同じ旨の供述                                                                                           | | 4月21日 - 26日 | 上市警察署 | 両事件とも否認し、富山事件については積極的に弁解。 | 両事件とも否認し、富山事件については積極的に弁解。 |
| 富山事件の捜査                                  | 4月25日 - 5月13日 | 富山警察署   | 「北野と共謀し、北野が殺害を実行した」と供述                                                                 | 4月27日 - 5月1日                                                                                           | 富山事件について事前共謀を自白したが、弁護人の接見時には否認した。 その後、2日 - 5日には否認したが、6日 - 7日に再び自白共謀を認め、8日 - 13日に再び否認に転じた。 | 上市警察署 | | |
| 5月13日に富山事件で起訴                         |                   |              | | | | | | |

検察官は起訴状では、2被告人の共謀の具体的な日時・場所や、誰が殺害の実行行為を担ったかについては明らかにしていなかった。また、2人は保険金殺人未遂事件について、1980年5月23日付で富山事件の合同捜査本部により、殺人未遂容疑で富山地検へ追送検されたが、最終的に起訴猶予となった。同年6月28日、3県警による合同捜査本部は解散した。

### 審理併合
2被告人とも、富山事件については富山地検が富山地裁へ、長野事件については長野地検が長野地裁へそれぞれ起訴した。刑事訴訟法第8条は、複数の関連事件がそれぞれ事物管轄の同じ別々の裁判所へ係属した場合、検察官または被告人の請求により、審理を1つの裁判所に併合できることが規定されている（以下の条文を参照）。
どの裁判所に併合すべきかを決定する基準については刑事訴訟法・刑事訴訟規則のいずれでも明示されていないが、最初に起訴を受けた裁判所（当事件の場合は長野地裁）へ併合する慣行がある。これを受け、長野・富山の両地検は最高検察庁とも協議し、長野地裁への併合を求める方針を決めた。その理由は、「富山事件は共謀・犯行の場所が富山県やその近辺に限定されている一方、長野事件はそれらが富山・長野・群馬・埼玉・東京の各都県におよび、取り調べが予想される証人も各地に散在している（富山の証人が長野まで出頭することは十分可能だが、群馬・埼玉・東京などに居住する証人が富山まで出頭することは著しく困難である）」というものだった。
また、Mは当初、私選弁護人を選任せず、国選弁護人の選任を申し出た上で、「富山は自身の出生地で、友人・知人も多く、家族も生活している。家族につらい思いをさせたくないので、少しでも富山から離れたい」として、長野地裁への併合を希望していた。その後、富山事件について国選弁護人2人（宇治宗義・澤田儀一）の2人が選任されると、Mは弁護人との接見を通じて、同年6月10日付の上申書（富山地裁宛）で「どこで裁判を受けるかは弁護人に一任したい」という心境を述べていたが、同年7月1日付でなされた長野地裁の裁判官による取り調べに対しては「私の真意は（長野での審理を強く希望した）5月14日付の上申書当時から全く変わっていない。富山で審理が開かれると、親戚・家族に大きく迷惑がかかるし、知り合いの傍聴人（北野の家族ら）とも顔を合わせることになり、冷静な気持ちで審理に対処できない」「国選弁護人2人に一任する旨を表明したのは、彼らから弁護活動の都合や、北野の弁護人の立場などの説明を受け、『自分の希望や都合ばかり言うわけにはいかない』と思って彼らの意向に沿ったものであって、長野で審理を受けたい気持ちは変わらない」と述べた。加えて、長野地裁から長野事件におけるMの国選弁護人として選任された田中隆・丸山衛の2人は、1980年7月7日付にMと初めて接見し、長野地裁で審理を受けたい旨を確認したとして、同地裁での審理を要望していた。
| 裁判所                    | 裁判長   | 決定日 （1980年） | 決定理由 | 被告人M側の主張                                | 北野被告人側の主張                                   | 検察側の主張                                 |
| ------------------------- | -------- | ----------------- | --- | ---------------------------------------------- | ---------------------------------------------------- | -------------------------------------------- |
| 長野地裁刑事部 （第一次） | 小林宣雄 | 6月7日            | 富山事件を長野事件に併合し、当裁判所（長野地裁）で一括して審理する。 - 両地検の検察官や被告人Mが当地裁への併合を求めている。 - 両被告人とも勾留中である（長野で公判が開かれても格別の不利益はない）。 - 長野事件は富山事件との共通の罪状（身代金目的拐取・殺人・死体遺棄）に加え、拐取者身代金要求の罪状が加わっていることから「富山事件より重大かつ複雑」で、しかも先に起訴されている。 | 長野地裁への併合を請求。                       | 本人が富山地裁への併合を希望し、弁護人も同様の請求。 | 両地検の検察官とも、長野地裁への併合を請求。 |
| 富山地裁刑事部            | 岩野寿雄 | 6月11日           | 長野事件を富山事件に併合し、当裁判所（富山地裁）で一括して審理する。 - 犯行場所は確かに長野事件の方が広範囲ではあるが、富山事件も富山・岐阜の両県下にまたがっており、拐取者身代金要求の訴因を除けば長野事件とほぼ同様の重大事犯で、まだ審理が始まっていない（審理の範囲・方法が予測できない）現段階では、検察官の主張するような差異の有無は、決定的な重要性を有するものとは言い難い。長野事件の方が先に起訴されたとはいえ、犯行そのものはむしろ富山事件の方が先で、重大性も先述のように両事件ともさほど変わらないため、係属の先後は大きな意味を有さない。 - 両事件をどちらの裁判所で審理すべきかは、検察官の立証活動・裁判所の審理の便宜などのほか、それにも増して裁かれる立場である被告人・弁護人の防御権行使上の便宜が重視されるべきだ。両被告人とも富山県在住で、両事件の重大性はほぼ同程度であることを考慮すれば、当裁判所で併合審理することが相当だ。 | 両被告人の弁護人とも、富山地裁への併合を請求。 | 両被告人の弁護人とも、富山地裁への併合を請求。       | 両地検の検察官とも、長野地裁への併合を請求。 |
| 長野地裁刑事部 （第二次） | 小林宣雄 | 7月11日           | 両被告人の弁護人（Mについては富山地裁により、富山事件の弁護人として選任された宇治・澤田の両名）からの「富山地裁へ併合されたい」旨の請求をいずれも却下。 - 宇治・澤田の両名は「Mは必ずしも長野に固執せず、どちらの裁判所で審理を受けるかを一任したい旨を表明したので、第一次決定を取り消した上で、改めて富山地裁への併合を求める」と請求していたが、長野地裁は上述したように「Mは当地裁に対し、改めて長野地裁で審理を受けたい旨を強く表明している。その心境が変化したことを前提とする請求人（弁護人2人）の所論は肯認し難く、第一次決定を変更すべき特段の事情も認められない」として、請求を却下した。 | 両被告人の弁護人とも、富山地裁への併合を請求。 | 両被告人の弁護人とも、富山地裁への併合を請求。       |                                              |

このように、両裁判所がまったく逆の決定を出す異例の展開となったため、上級裁判所の判断が仰がれることとなった。しかし、両地裁とも上級裁判所である高等裁判所が異なるため、両裁判所共通の上級裁判所である最高裁判所が決定を出すこととなった。最高裁第一小法廷（本山亨裁判長）は、1980年7月17日付で、「両被告人とも富山県在住で、最初の事件発生地も富山県である。弁護活動にも富山地裁の方が長野地裁より便利だ」として、両事件を富山地裁へ併合して審理することを決定した。この決定は、最高裁が刑事訴訟法第8条2項に基づき、下級審の併合決定を出した初の事例で、『朝日新聞』 (1980) は決定の背景について「被告人側の防御権・弁護権を重視したものとみられる」と報じている。

## 捜査における問題点

### 初動捜査
富山事件では、2月24日 - 25日にAが自宅に掛けた「北陸企画にいる」という電話から、早々と女Mおよび北野が捜査線上に浮上した。その後、26日には富山署員とAの両親が「北陸企画」へ出向き、県警がMを事情聴取したものの、容疑不十分として事情聴取を中断し、Mを帰した。その後、被害者Aの死体が岐阜県内で発見されたことから、捜査は岐阜県警の主導で開始され、合同捜査本部（富山署）の設置は事件発覚から4日後、本格的な基礎捜査の開始（Aの目撃者探し、足取り・交友関係など）は1週間後だった。2人の経営していた贈答品販売会社（北陸企画）への調べも岐阜県警によって行われたが、それ以前に机や家具類などは運び出されていた。また、富山県警側で基本捜査の態勢が整った矢先の3月18日に、当時としてはかなり大規模な県警の人事異動があったため、刑事部長、富山署の署長および副署長・刑事官、鑑識課長などの幹部を含めた捜査員が大幅に交代したことも、捜査の支障となった可能性が指摘された。
その後も、A宅へ女性の声で「会いたい」という電話がかかるなどし、富山県警はMおよび北野をマークし続けていたが、その最中に長野事件が発生し、被害者Bが犠牲となったことから、富山事件の初動捜査次第で長野事件の発生を防げた可能性が指摘された。
また、長野事件で身代金引き渡し場所に捜査員を張り込ませていたことをMに感づかれ、逃走を許したこと（前述）も問題視された。

### 広域捜査
富山事件では、（合同捜査本部設置後に）死体発見場所を管轄する岐阜県警と、被害者Aの居住地を管轄する富山県警が合同捜査を行い、重要参考人としてM・北野の両名を取り調べたが、その取り調べは（富山県の実情にあまり詳しくない）岐阜県警の捜査員が担当した。
長野事件では、被害者Bが誘拐された3月5日前後から、長野市内で富山ナンバーの赤いフェアレディZと、トンボメガネの女 (M) が目撃されていたことから、長野県警は公開捜査への切り替え前からM・北野両名の関与を疑い、28 - 29日ごろには「ぜひうちに（2人の身柄を）引き渡してほしい」と要望した。しかし、当初は「顔見知りによる犯行」という見方を捨てきれず、富山まで捜査員を派遣するまでには至らなかった。また、富山県警側も「犯人は我々が逮捕する」と譲らず、両県警の意見が激しく対立したほか、両事件に関する情報交換も十分に行われなかった。両県警とも管轄する管区警察局が異なることから、同じ管区警察局が管轄している都道府県警察同士の場合と比べて調整が難しく、最終的には警察庁が「人命が懸かっている」と判断したことで、長野県警が最初に2人を逮捕することとなった。しかし逮捕後も両県警の対立は続き、警察庁が4月1日夜に捜査一課長の加藤晶を両県警および岐阜県警に派遣し、調整に乗り立たせる事態になった。また事件解決後も、両県警は自白を得ようと躍起になる一方、拙速な捜査で裏付けを取らず、それも冤罪の一因となった（後述）。
このように　広域捜査の中で県警同士の「縄張り争い」「功名争い」意識により、相互の連携・意思疎通が不十分に終わったことが指摘され、後藤田正晴国家公安委員長は、同年4月3日の参議院予算委員会で、山崎昇（日本社会党）からの「初動捜査にミスがなければ、長野事件を防げたのではないか」という質問に対し、「（富山・岐阜・長野・群馬の）各県警は全力で捜査に努めてきたが、事件が数県にまたがったことから、熱心さのあまり捜査に隙が出がちだった。各県警の間に“敷居”があるのは事実だ」と答弁し、「捜査ミスを事実上認める答弁」と報じられた。警察庁は本事件を教訓に、「今後、複数の都道府県・管区警察局にまたがるような広域事件は増加する」と予測し、全国の警察が一体となって情報交換などを行えるようにするため、同年5月上旬にも警察庁と各管区警察局に広域捜査指導官を置き、都道府県警察にも広域捜査官を指定する方針を決めた。本事件を教訓に、隣接する複数県警が合同で誘拐訓練を行うようになった。

### 報道協定
長野事件の発覚直後、長野県警は事件が公開されることにより、（当時安否不明だった）被害者Bの生命に危険がおよぶことを防ぐため、日本新聞協会に加盟している報道機関164社と報道協定を締結。これを受け、協定を締結した新聞・放送各社は事件そのものの報道や、被害者Bの関係先（自宅や勤務先）・友人宅および、犯人が立ち回ったと見られる場所などについての取材を自粛してきた。
しかし、本事件は犯人側からの連絡が途絶えて以降、捜査は難航し、報道協定がいたずらに長期化する状態が続いた。そのような状況の中、報道側は「生死の判断材料がない」として協定解除に消極的だったが、『週刊新潮』（新潮社）の記者を名乗る記者が、同月22日ごろから県警本部や一部の新聞社を対象に、「協定期間が長すぎるのではないか」と取材を開始した。一方、警察庁と日本雑誌協会の間では、かねてから「誘かい事件等の取材、報道の取り扱い」が慣行化しており、22日に同誌記者の取材を受けた長野県警広報官の伊藤義久は、「当然、報道協定に準ずるだろう」と思い、事件について受け答えしたが、同誌側は同月23日ごろ、「協定に加わっていないので報道したい」という意向を表明。これに対し、長野県警は協定に準じて報道を自粛するよう要請したほか、翌24日および25日には県警本部と警察庁の名義で報道自粛を申し入れたが、拒否された。
結局、『週刊新潮』は1980年4月3日号（3月27日発売）で、被害者Bの実名や写真を含め、本事件の詳細を報道。これを受け、報道各社は緊急支局長会・記者クラブ総会を開き、長野県警本部と協議し、『週刊新潮』が東京都内で販売された26日15時前後から、24時間にわたって動向を観察。犯人側の動きがなかったため、長野県警は「事件が詳細に報道され、報道協定を継続するメリットが失われた。また、発生から相当長期間が経過し、ここで協定を解除しても、被害者の身に新たな危険がおよぶことは考えがたい」として、同月27日15時に事件を公開捜査に切り替え、報道協定も解除した。報道協定が締結された身代金目的誘拐事件は、1970年（昭和45年）以降、本事件で66件目だったが、犯人逮捕や被害者の発見に至らない段階で報道協定が解除された事例は、本事件が初だった。
『週刊新潮』編集部は、報道協定継続中に本事件の報道に踏み切った理由について、「発生から3週間が経過し、報道協定が事件解決の役に立たなくなった」と説明したが、警察庁長官の山本鎮彦は『週刊新潮』の報道に遺憾の意を示し、同庁は電話で『週刊新潮』に抗議した。被害者の安否が判明していない中で、週刊誌が報道を行ったことは様々な課題を残した。日本新聞協会は同月10日の編集委員会で、今後は報道協定が長期化した場合、協定を継続すべきか否かについて協議することを確認した。また同月中旬、警察庁は日本雑誌協会に対し、誘拐報道について理解と協力を要望するとともに、それまでの慣行を明文化し、警察庁との合意事項とするよう申し入れ、雑誌協会側もそれを受諾。同年7月、雑誌協会が警察庁との間で「誘かい事件等に関する取材及び報道の取り扱い方針」について合意したことで、同協会加盟社も新聞協会加盟社と同じく、誘拐事件発生時に警察から要請があった場合は報道を自制することとなった。同年8月に発生した司ちゃん誘拐殺人事件は、雑誌が報道協定に加わった史上初の事例となっている。

### 他事件の捜査への影響
長野県警は当時、本事件の解決のために多数の捜査員を投入していたが、同時期（1980年3月29日）には東筑摩郡生坂村の生坂ダムで、首と手足を縛られた男性（当時21歳）の遺体が発見されていた。県警は同事件について、約120人態勢で捜査していたが、所轄の松本警察署は同事件を自殺と断定して捜査を打ち切った。
その後、別の事件で服役していた男が犯行を告白したことにより、同事件の発覚から23年後（2003年）に県警は同事件を殺人事件と断定した上で、男を殺人容疑で書類送検したが、既に公訴時効（15年）が成立していたため、起訴することはできなかった。これに対し、同事件の被害者遺族や、大谷昭宏（ジャーナリスト）、土本武司（元最高検検事）は、本事件の捜査の影響を受け、同事件の捜査が疎かになった可能性を指摘している。

## 冤罪の原因
事件解決後も、（2人の逮捕前と同じく）長野事件の捜査が優先されたが、長野県警は「2人の身柄を富山県警に引き渡さなければならない」という焦りから調書作成を急いだ一方、富山県警は「長野での取り調べで、2人とも犯行を認めている」として、十分な裏付け捜査（目撃者探しなど）を行わないまま、2人の調書を作成。後に虚偽と判明したMの「（富山事件では）ライトバンの北野と合流した」という供述が、そのまま起訴の資料とされるなどの弊害が出た。これにより、北野の犯行現場への足取りや、犯行現場付近での目撃証言が得られないまま、後の初公判で「実行犯は北野」と位置づけられた。

### 捜査における予断
捜査中、検察内部では北野の実行ばかりか、共謀の立証すら困難とされていたが、富山事件では、被害者Aの死体に抵抗した痕跡（絞殺時につきやすいもがき傷など）がなく、首に巻き付けられた帯紐がかなり強い力で食い込んでいた点や、遺棄現場にも1 m近い高さの雪の壁があった点から、捜査当局は「女性であるMが殺害・死体遺棄を単独で実行したとは考えにくく、北野が実行した可能性が高い」と睨んで捜査した。しかし、後に雪の壁の高さは1 m未満であり、犯行は女性であるMが単独実行することも可能な手口である点が判明する結果となった（後述）。
冤罪の原因として、北野が犯人Mと愛人関係にあったことから、捜査機関側が「事件当時、Mと一緒に行動していた北野が事件を知らないはずがない」との先入観を抱き、北野を逮捕から54日間にわたって留置場（代用監獄）に勾留した上で、苛烈な取り調べを展開し、虚偽の自白を引き出した旨が指摘されている。

#### 不適切な取り調べ
北野は長野事件の発生直後、3月8日 - 10日に富山署で岐阜県警などの警察官から取り調べを受けた際には、両事件への自身やMの関与を否定したほか、長野事件発生時（3月3日）以降の行動について「目的のない気晴らしのための旅行」と説明していた。その後、同月29日に富山県警警部の広瀬吉彦に面会を求め、同日から2日間にわたり広瀬から取り調べを受けた際には、自身の関与を否定し続けた一方、Mの行動上の不審点を指摘する（Mが事件に関与したことを示唆する）姿勢に転じ、長野に護送されて以降も事件への関与を否定し、Mから持ちかけられた金儲けの話について説明しようとしていた。しかし、取り調べ担当者はそのような北野の弁解を聞き入れず、その矛盾点を突くような尋問ではなく、もっぱらMとの従前の関係や、長野へ同行していた事実を根拠に、「共謀がなかったはずはない」という角度からの追及に終始していたことが、富山地裁 (1988) により指摘されている。4月6日、北野は宮﨑恪夫（長野県警警部）による取り調べで、被害者Bの遺族の心情を前面にした説得を受け、歯ぎしりして「俺は責任を取ってやる」と言いながら、自身がBを殺害したことを認める自供書を書いたが、富山地裁 (1988) は当時の北野の態度について、「そこには反省悔悟の情などはいささかも窺われない。むしろ、心情論によりかかって改悛を求めようとする捜査官の態度に対し、弁解が聞き入られないため自暴自棄になった北野が突如前記行動に走ったという過程をかなり明瞭に読み取ることができるのである」と指摘している。また、北野は富山への移送後も4月26日までは否認を続け、「長野では、やってもいないことをやったように言わされた」などと不満を述べる一方、道義的責任を感じている旨の心情を吐露したり、「自分はMと同罪になっても構わない」など自暴自棄な発言をしたりもしていた。日垣隆はかつて北野を「男の責任」という言葉で自供するよう迫った警部が、後年に「昔のことなので記憶にない」と発言していると述べている。
北野は無罪確定後の1992年、雑誌『VIEWS』（講談社）に寄稿した手記で、最初の任意同行の際から取調室に入れられ、高圧的・暴力的な取り調べを受けたことや、逮捕されて富山から長野へ連行される際に人々から「人殺し」と罵倒されたこと、逮捕後には刑事や検事が作成した虚偽の供述調書にサインするよう強要されたり、刑事から「男として責任を取れ」「俺は昔、あさま山荘事件の犯人を（この取調室で）取り調べた。あいつらは俺に反抗的な態度を取るから、血反吐を吐くまで殴ってやった」などと暴言・脅迫を伴う苛烈な取り調べを受け、検事からも「チンピラ」「人殺し」などと恫喝された旨を主張している。佐木 (1991) によれば、北野に対し「道義的責任」「男の責任」などの観点から自白を迫った捜査官は、宮﨑恪夫、横畠裕介（長野地検検事）、広瀬である。後に北野は第一審の公判で、自身を取り調べた宮﨑や横畠を「私を無理に自白させたのではないか」と追及したが、2人ともそれを否定した。また、広瀬は第139回・146回・147回公判で、「自分が北野に対し、被害者の両親らの心情を訴えて説得すると、北野は号泣しながら妹の結婚の世話などを依頼し、自白した」と説明したが、德永勝（富山地検主任検事）は1985年（昭和60年）10月2日の第145回公判で、弁護団からの尋問に対し「北野は自分に対し、広瀬と『妹の結婚の世話など、家族の生活に協力する』と約束した旨を話していた。自分が広瀬に確認したところ、広瀬は『約束したわけではないが、自分に将来できることがあるならやってやろう』と話した」と述べている。
名古屋高裁金沢支部 (1992) は、富山地裁 (1988) の判示も踏まえ、北野が虚偽の自白に至った理由について以下のように指摘している。（以下、丙＝北野、甲＝M）
富山県議会議員の小川晃（日本社会党）は、1992年6月19日の県議会一般質問で、事件当時の捜査について松原県警本部長を追及し、「証拠不十分にもかかわらず北野を逮捕し、代用監獄で人権を無視した取り調べを行い、自白を強要した疑いがある。捜査の誤りを認めて北野に謝罪すべきだ」と求めたが、松原は「取り調べに際しては、被疑者の人権に十分配慮し、自白の任意性が配慮されるよう適正に行った」と答弁し、捜査ミスを認めなかった。このような密室取り調べによる冤罪事件を教訓に、富山県弁護士会（会長：浦崎威）は1992年4月1日から、警察署や拘置所にいる被疑者や、その家族からの要請を受け、当番弁護士を派遣（紹介）して24時間以内（遅くとも48時間以内）に被疑者に接見し、黙秘権や弁護人選任権の説明、事実関係の聞き取り・確認を行う制度（当番弁護士制度）を開始した。

### 犯人視する報道
また、事件直後には多くの報道機関が、北野をMとともに（警察や検察の発表通り）犯人視する報道合戦を行い、「殺人鬼」「北野は典型的な犯罪者」などの非難の言葉が新聞に並んだ。特に、事件発生直後（1980年 - 1981年）にかけては、警察発表が報道機関によって鵜呑みにされている状態で、「北野は殺人犯」とする論調が大半だった。事件後、北野の父親は職場を解雇され、妹も結婚できなくなり、実家で経営していた店も廃業を余儀なくされた。和田美智子（「メディアの中の性差別を考える会」）は、このような報道は無罪推定の原則に反する旨や、被疑者が受ける刑罰以上に大きな人権侵害を、本人だけでなく家族にもおよぼし、仮に無罪判決を受けても社会復帰を困難にするという旨を指摘している。
北野の弁護人を務めた黒田勇は、このような報道や、男女関係に関する地域社会の偏見が、捜査当局に「身代金目的の誘拐殺人は女性1人ではできない」という偏見を持たせ、「Mの虚言癖や異常性格を看過して彼女の供述を過信し、物証の捜査が後手に回るという失敗をおかすことになった」と指摘している。北野の母親は、このように息子を殺人犯として報道したマスコミに不信感を抱き、ほとんど取材を受けなくなった一方、佐木隆三の取材に対しては「事件のことは世間に忘れてほしくない。二度と起こしてはならない冤罪事件として、いつまでも覚えていてほしい」と述べている。
後に、地元の新聞社は控訴審判決の前後に、冤罪が生まれる構造や、事件報道のあり方、風評被害に苦しむ北野の実情などを報じたほか、事件当時の報道について社会部長名で謝罪した新聞社もあったが、北野に無罪判決が言い渡されてからも、富山県民の北野に対する偏見はすぐには消えなかった。北野本人は無罪判決を受けて以降、マスコミ各社に対し、「釈放後、事件当時の新聞や雑誌（1980年3月 - 9月ごろ）の報道を見ると、極悪非道のまるで別人の自分がいて驚いた。そのような報道を読み続けていた富山県民や日本国民は、私に対する凶悪非道な人間像を先入観として抱いてしまったのだろう」「あなた方が持っているペンは、（使い方次第で）いつでも人を抹殺することができる反面、無実の人を社会復帰させたり、私のような冤罪者を二度と出させないということもできる」「私はマスコミによって一度殺されたのだから、今度はマスコミの力で生き返らせてほしい」などと訴えている。
事件当時の報道および、富山県民の北野に対する冷ややかな視線について、朝日新聞富山支局の記者である熊谷功二・小幡崇は、「事件当時の報道に加え、『愛人と一緒にいて、事件を知らないはずがない』『女1人でできる事件ではない』という『常識』と、（当時は結婚していた北野の）不倫という道義的責任の追及が結び付けられたため、（富山県民の多くからは）無罪を素直に受け入れてもらえないようだ」と考察した上で、北野がその県民からの偏見を解消する方法として挙げた「誠実に生きている姿を見せるしかない」という言葉について、「予断と偏見を助長したマスコミの責任を告発しているようでもあった」と回顧している。
弁護団は毎月3回開かれた公判の際、公判直後の記者へのレクチャー（解説のための懇談）を必ず行い、週刊誌やテレビ、新聞の独自取材も積極的に受けたり、「北野宏を救う会」で年に1回、報道関係者や佐木隆三・井口泰子らを招いた公開座談会を開き、裁判の状況と問題点を訴えたりした。黒田は、逮捕直後の北野と接見した際、「今の（北野を犯人視する報道を続けていた）新聞が必ず、あなたの真実の声を聞き届けてくれる」と説得した一方、1983年（昭和58年）ごろから積極的に公判の取材をするようになった記者と良好な関係を築き、「正確で、公平で、なおかつ読者が読んで面白い記事になってほしい」との考えから、公判内容を詳細に教えたり、1987年4月ごろには記者クラブで「捜査報道の原点に戻って書いてほしい」「検察側の肩を持ちすぎないようにしてほしい」「報道する際、『冤罪をつくる最後の締めくくりは裁判所の誤判だ』という視点を入れてほしい」などと訴えたりした。黒田は、「検察側が冒頭陳述の変更に至ったのは、月3回の公判を丹念に追い続けた記者たちの継続的な取材の力があったからだ」「自分が記者たちにいくつかの注文をした1987年春の時点では、多くの記者たちは、捜査当時の予断報道に対する贖罪意識を持っていた。そのような意識を即記事にできないところがマスコミの弱さだが、それでも継続報道を続け、判決前に裁判の問題点などを多大な紙面を割いて報道してくれた」などと述べている。
また、事件発生と同じ1980年に長野県で開局したテレビ信州 (TSB) は、本事件の報道における失敗（北野を犯人視した報道）を教訓に、後年（1994年）に自局の本社所在地である松本市で発生した松本サリン事件（後にオウム真理教による犯行と判明）の際には、被害者かつ第一通報者でありながら、長野県警や他局から犯人視されていた河野義行を犯人視する報道を控え、自社取材で裏付けの取れた情報のみ報道する方針を貫いた。
佐木は控訴審判決に際し、『読売新聞』富山版の紙面に寄稿した手記で、逮捕直後に北野を犯人視した新聞報道について言及した上で、「この事件についての裁判報道は、一般刑事事件として前例がないほど、ていねいにフォローされた。やはり、初期の報道への深刻な反省が、裁判ウオッチングを続けさせたのだ。」と述べている。また、1995年には小宮悦子との対談で、甲府信金OL誘拐殺人事件（1993年発生）の報道について言及し、犯人逮捕後も「単独犯行はあり得ない」という論調で報道し続けていた報道機関が目立ったと指摘した上で、そのような報道は本事件のような冤罪を生む危険性があると指摘している。川上和久（明治学院大学法学部長）は、メディアスクラムによる犯罪報道が生み出した冤罪事件の例として、本事件と松本サリン事件を挙げている。また、小田貞夫（NHK放送文化研究所）は、メディアが逮捕時や事件発生直後に被疑者を犯人視するセンセーショナルな報道を展開したことによってもたらされた冤罪事件（松本サリン事件と同じ構図の冤罪事件）として、本事件や「松戸OL殺人事件」を挙げている。

### 救援活動
このように北野が捜査機関だけでなく、マスコミや富山県民からも犯人視され、冷ややかな視線を注がれる中、北野の母親は息子の無実を信じ続け、富山弁護士会の黒田勇（後に北野の主任弁護人を担当）らに弁護を依頼。自ら「北野宏を救う会」の会長として救援活動を行ったほか、北野の元妻（義理の娘）とともに、富山事件の現場周辺に息子がいなかったというアリバイ証言を集めた。
北野の母親により、黒田と浦崎威が1980年4月19日付で、北野の私選弁護人として選任された。さらに同年5月28日には、近藤光玉・大坪健の2人も選任され、4人の弁護団（団長：浦崎、主任：黒田）が結成された。浦崎は同年4月22日、富山事件の被疑者として上市警察署に留置されていた北野と初めて面会し、北野から「被害者Aとは面識はなく、Mが身代金目的の誘拐殺人を計画していたことは知らなかった」「Mから（推理小説『白昼の死角』と同じ手口で）東京でユーレイ会社を作り、手形を騙し取るなどして金を得る計画を持ち掛けられ、運転を頼まれた。（長野事件の前に）途中でMから『山の方も走ってくれ』と頼まれ、言われた通りにした」などの弁解を得た。浦崎からその録音内容を聞かされた北野の母親は、息子の無実を確信したが、その後も北野への苛烈な取り調べは続き、北野は弁護人との面会で「男として責任を取る」「自分はMのような恐ろしい女と一緒にいただけで恥じなければならない」「家族に迷惑を掛けたくない」などと自暴自棄な言葉を口にするようになった。それを弁護人から聞いた北野の母親は、獄中の息子宛てに「無実を認めて自分の潔白を証明しろ」「私たちは宏が無罪になることを生きる希望にしている」などといった内容の手紙を黒田に託した。また、黒田や浦崎は北野との面会を通じ、「北野は捜査員から『罪を認めても刑期は4、5年で済む』などと偽りの説得を受けたり、『妹の結婚を世話する』などの利益誘導を受けたりして、捜査機関側に騙されている」という心証を抱くようになる。
両弁護人は富山事件について、北野の勾留開示請求を行い、同年5月8日に富山簡易裁判所（小森武介裁判官）で勾留理由開示が行われた。弁護人の浦崎は「北野はネフローゼに罹り、安静加療を要する健康状態で連日、深夜まで苛烈な取り調べを受けており、自暴自棄になっている可能性がある。専門医の診察を受けさせ、休養を与えて取り調べるべきだ」と意見陳述し、同月10日には弁護士17人の連署により、富山地検へ北野のネフローゼ症候群を精密検査するよう求める要望書が提出された。北野は5月13日付でMとともに富山事件で起訴され、同月23日に上市署から、医療設備を有する富山刑務所の拘置監へ移送された。

#### 井口泰子と佐木隆三の動向
推理作家・放送評論家の井口 泰子（いぐち やすこ、1937年5月26日 - 2001年2月18日）は、事件発生時に女性誌から事件リポートを依頼されたことを機に、本事件の取材・調査を進めた。井口は当初、「Mが1人で殺人をできるとは思えない」と考えていたが、やがて検察側の主張に疑念を抱くとともに、被告人Mの主張を「二転三転している上に数々の嘘があり、信が措けない」と考える一方、無罪を訴える北野の主張は一貫していたことから、北野の無実を確信。裁判への関心を喚起することを目的に、1983年に「本事件はMの単独犯行」とする推理小説『フェアレディZの軌跡』（後述）を発表し、1987年にはMと北野の男女関係に焦点を当てた小説『脅迫する女』を発表した。
井口は当時、検察官の主張に異を唱えたことを「私なりに覚悟した」と回顧しているが、最終的には井口の主張通り、Mが単独犯として有罪に処された一方、北野は無罪が確定した。一方、井口はMの死刑を確定させる上告審判決が言い渡された際、「1％の奇跡を期待していたが、残念だ」と述べている。井口は2001年（平成13年）に北野からの年賀状に対し、「冤罪事件のことは忘れないでね」と返事を送ったが、この時点で末期の肺癌に蝕まれており、その事実を知らされた2日後（2001年2月18日）に死去している（63歳没）。
また、作家の佐木隆三は、検察官が冒頭陳述・訴因変更に踏み切った1985年3月以降、徳間書店の編集部の者とともに事件に関する取材活動を重ね、第一審途中の1987年5月31日に、北野が共犯として起訴されたことに疑問を呈する著書『男の責任』（ノンフィクション小説）を出版した。
第一審の最終弁論にあたり、北野弁護団はこの2人が執筆した原稿を弁論内容に取り入れ、北野の無罪を訴えた。佐木は控訴審途中の1991年9月5日、『男の責任』に加筆削除し、出版後の経緯を織り込んだ文庫本『女高生・OL連続誘拐殺人事件』（佐木隆三 1991）を徳間書店から出版したが、1994年（平成6年）に同書について、当時上告中のMから名誉毀損訴訟を提起され（後述）、Mの死刑確定後となる2000年（平成12年）に被告（佐木および徳間書店）側の敗訴が確定している。

## 第一審
富山地方裁判所における第一審の公判は、初公判から結審まで192回にわたって開かれ、審理期間は約7年間を要した。このような長期裁判となった原因として、以下の点が挙げられる。
- 事件当時の捜査に不十分な点が多かったこと[437]。捜査機関側がMの供述を過信し、物証の捜査が後手に回ったため、殺害実行犯や殺害場所の特定に3年以上を要した（後述）[438]。
- 決定的な物証がなく、事件解明を両被告人の供述に頼らざるを得なかったこと。また、両被告人が事件への関与を（全部または一部）否認し、両者の間で主張内容が食い違ったり、捜査段階で供述内容を大きく変遷させたりしたことも、裁判長期化の原因となった[20]。
- 事件の関係者・関係場所が富山県外にも多く、出張尋問や泊まりがけの検証を多く必要としたこと[437]。初公判から判決公判までに、現場検証は12回[注 96]、出張尋問は30回におよび、証人として出廷した人数も239人に達した[378]。

また、事件発生当初から公判段階にかけ、かつて愛人同士だった両被告人が互いに（特に殺害の実行行為について）「相手が行った」と主張したことがマスコミなどによって報道されたことで、社会的な関心が寄せられた。富山地裁は審理促進を図り、第27回公判（1982年〈昭和57年〉2月）以降、それまで月2回開かれていた公判を月3回に増やし、丸1日を本事件の審理に充てる訴訟指揮を採用したが、被告人Mが自律神経失調症で倒れ、尋問が大幅に遅延するなどした。
検察官は公判で、Mの捜査・公判における供述を重要な拠り所として、北野の関与を証明しようとした。
|        |            | 被告人M          | 被告人M | 被告人M | 北野             | 北野 | 北野 |
|        | 段階       | 拘置場所         | 富山事件 | 長野事件 | 拘置場所         | 富山事件 | 長野事件 |
| ------ | ---------- | ---------------- | --- | --- | ---------------- | --- | --- |
| 第一審 | 訴因変更前 | 富山刑務所拘置区 | 関与を否定（北野の単独犯と主張）。Aについては「事件前に面識があった」と供述 - 「2月25日23時30分ごろ、事務所で北野にAを託して帰宅したが、翌日（26日）4時前に北野から電話で『北陸企画』に呼び出され、予想もしていなかった殺害・死体遺棄の事実を知らされた」と供述（捜査段階ではこのような弁解はしていない）。 | 共謀を認めたが、「実行は北野」と主張。 - 北野が「日興」から殺害現場に向かった手段については、途中の「木戸交差点」（座標）までタクシーや通りすがりのトラックを使い、その後は徒歩で移動することを決めていた（捜査段階と同様の供述）。Bを殺害・遺棄後、北野を「日興」付近までフェアレディZで送り届け、3月6日6時 - 6時30分の間に別れてから、単身で県道更埴明科線に引き返した。                                         | 富山刑務所拘置監 | 全面的に無罪を主張。 - 富山事件 - Aが殺害・遺棄された時間帯は自宅で妻とともにテレビを見ていた - 長野事件 - 当時はホテル「日興」でテレビを見ていた | 全面的に無罪を主張。 - 富山事件 - Aが殺害・遺棄された時間帯は自宅で妻とともにテレビを見ていた - 長野事件 - 当時はホテル「日興」でテレビを見ていた |
| 第一審 | 訴因変更後 | 富山刑務所拘置区 | 関与を否定（北野の単独犯と主張）。Aについては「事件前に面識があった」と供述 - 「2月25日23時30分ごろ、事務所で北野にAを託して帰宅したが、翌日（26日）4時前に北野から電話で『北陸企画』に呼び出され、予想もしていなかった殺害・死体遺棄の事実を知らされた」と供述（捜査段階ではこのような弁解はしていない）。 | 1986年（昭和61年）1月13日の第151回公判で、「長野事件の前、北野が深夜にテレビを視聴していたようにアリバイ工作を図るため、ポータブルテレビを北野宅から持参した。3月5日夜、北野は長野駅周辺で路上駐車している自動車を一次盗用し、自身との合流場所まで来る間に、その車内でポータブルテレビを使ってテレビ番組を見ていた」と供述。また、殺害・遺棄後についても「矢越隧道から木戸交差点までの途中で北野と別れた」と供述。 | 富山刑務所拘置監 | 全面的に無罪を主張。 - 富山事件 - Aが殺害・遺棄された時間帯は自宅で妻とともにテレビを見ていた - 長野事件 - 当時はホテル「日興」でテレビを見ていた | 全面的に無罪を主張。 - 富山事件 - Aが殺害・遺棄された時間帯は自宅で妻とともにテレビを見ていた - 長野事件 - 当時はホテル「日興」でテレビを見ていた |
| 控訴審 | 初公判     | 金沢刑務所拘置区 | | | 釈放             | 全面的に無罪を主張。 - 富山事件 - Aが殺害・遺棄された時間帯は自宅で妻とともにテレビを見ていた - 長野事件 - 当時はホテル「日興」でテレビを見ていた | 全面的に無罪を主張。 - 富山事件 - Aが殺害・遺棄された時間帯は自宅で妻とともにテレビを見ていた - 長野事件 - 当時はホテル「日興」でテレビを見ていた |
| 控訴審 | 第22回公判 | 金沢刑務所拘置区 | 北野と共謀した上で、誘拐を実行した旨を認める。「Mとは初対面だった」と供述 | 「北野と共謀した上で、自ら誘拐・殺害・死体遺棄を実行した」と認める | 釈放             | 全面的に無罪を主張。 - 富山事件 - Aが殺害・遺棄された時間帯は自宅で妻とともにテレビを見ていた - 長野事件 - 当時はホテル「日興」でテレビを見ていた | 全面的に無罪を主張。 - 富山事件 - Aが殺害・遺棄された時間帯は自宅で妻とともにテレビを見ていた - 長野事件 - 当時はホテル「日興」でテレビを見ていた |

### 初公判
1980年9月11日に富山地裁（岩野寿雄裁判長）で本事件（被告人：Mおよび北野）の初公判が開かれた。当時の公判担当判事（1981年3月31日まで）は岩野裁判長と浅野正樹（右陪席）・松本久（左陪席）だった。同日、検察官は北野弁護団から共謀の日時・場所および実行犯についての釈明を求められ、以下のように釈明した。
富山事件
共謀日時・場所 - 2月23日ごろ、富山市の喫茶店「小枝」
実行犯 - 誘拐はM、殺害は北野、死体遺棄は両名
長野事件
共謀日時・場所 - 3月4日ごろ、長野市のホテル「志賀」
実行犯 - 誘拐はM、殺害は北野、死体遺棄は両名、身代金要求はM
続く罪状認否で、Mは長野事件について、共謀・実行行為とも認めた一方、富山事件については全面的に否認し、「北野の単独犯行」と主張。また、北野は富山・長野の両事件とも、全面的に関与を否定した。その後、検察官は冒頭陳述で、事件の経緯について以下のように主張した。
富山事件
Mは2月25日18時ごろ、睡眠薬「ネルボン」4錠と腰紐を持ち、フェアレディZの助手席にAを乗せて「北陸企画」を出た後、途中でAに睡眠薬を飲ませて眠らせようとしたが、「錠剤は飲めない」と言われたため、疲労させて眠らせた。20時30分ごろに古川町の「エコー」に立ち寄り、21時ごろに店の電話ボックスから北野に電話して、神岡町内で待ち合わせる約束をした。23時ごろ、Mは待ち合わせ場所に到着し、20分後にバンでやってきた北野と合流。古川町数河のドライブイン「すごう峠」付近の駐車場で、北野が熟睡していたAを腰紐で絞殺した。
長野事件
誘拐までの経緯
Mと北野は3月2日、「北陸企画」事務所の明け渡しで現金72,000円を手に入れると、山が多くて死体を捨てるのに適している長野県での犯行を決意。3月3日に富山を出発すると、ホテル「志賀」に投宿。翌4日に松本市のレストラン「新橋元庄屋」で食事をし、同所へ誘拐した女性を誘い込むことにしたほか、殺害・死体遺棄場所も下見した。2人は男である北野に嫌疑が掛かることを恐れ、アリバイ工作のため、北野をホテル「日興」で待機させ、深夜に同ホテルを出入りすることにした。そしてMは3月5日にBを誘拐し、「新橋元庄屋」へ連れて行くと、北野に電話した。
殺害と死体遺棄
その後、MはBを「長野に送る」とフェアレディZに乗せたが、「疲れて運転できないから、車で寝ましょう」と言い、Bに睡眠薬をジュースと一緒に飲ませて眠らせ、北野と合流。6日2時ごろに北野が到着し、4時30分ごろに殺害現場（修那羅峠付近）に至ると、Mは車外に出て、周りに人気がないことを確認。北野が熟睡していたBを絞殺し、2人で死体を遺棄した。その後、北野がフェアレディZを運転し（Mは助手席に同乗）、6時30分ごろに打ち合わせ通り、北野だけ「日興」付近で下車し、非常階段から自室に戻った。
身代金要求
3月6日14時前ごろ、2人は長野市内（国道18号と国道19号の交差点付近）で合流して東京方面に向かい、同日 - 翌7日にかけ、高崎駅付近の喫茶店「ポンテ」に呼び出したBの姉を「ナポリ」に移動させ、警察官を同店に引きつけている間に富山へ逃走しようと考えた。7日22時ごろ、再び「ナポリ」に電話し、Bの姉に「翌8日正午までに『ナポリ』へ来い」と指示したが、警察官の張り込みの気配を感じ、高崎での身代金の入手を断念。2人で富山方面へ戻る途中、身代金の入手方法について相談し、「機会を見てBの姉を名古屋方面に呼び出そう」と話し合ったが、8日6時ごろに富山に到着して以降、警察の取り調べが行われたため、身代金入手には至らなかった。
検察は初公判前、「Mは犯行を全面的に認め、北野は全面否認する」と予想しており、両被告人の公判を分離することで、Mの審理を早期結審する方針を立てていたというが、Mが富山事件への関与を否認したことから、公判は併合して進められることになった。北野の弁護人を務めた大坪健は、「（もしMが検察の主張通り、富山事件の関与を認め、公判が分離されていれば、検察とMの『北野が実行犯』という主張は共通していることから）Mの裁判でも、北野の裁判でも『北野が実行した』という判決が出ていた可能性が大きい」と指摘している。また、Mの弁護人を務めた澤田儀一は、「Mは裁判の審理場所や、北野の公判での態度・主張に影響を受けていた。もし長野地裁で審理されていれば、Mはそこまで争わなかっただろう」と考察している。
同年9月16日の第2回公判で、検察により「主犯」と位置づけられていた北野被告人の冒頭陳述が行われた。同日、北野は「富山・長野の両事件とも、自分は事件当時は現場にいなかった」と全面的に無罪を主張した上で、捜査本部による取り調べで長野事件における共謀を一部認めたとされる点についても「取調官による暴力的・高圧的な取り調べや、でっちあげによるものだ」と主張した。

### 公判の推移
富山事件では、北野が待機していたとされる自宅（小杉町）から殺害現場（数河峠）まで、長野事件では同じく待機場所（長野市内のホテル）から殺害現場（修那羅峠）までの「足」が最大の争点となったが、検察はそれを立証できず、Mが富山事件への関与を否定したこともあって、「北野が殺害を実行した」という主張を立証することが困難な状況に追い込まれていった。
1981年（昭和56年）4月1日付で、裁判長を務めていた岩野が岡山地裁・家裁へ転出したため、第12回公判（同年4月23日）以降は、大山貞雄（前任地：岐阜地・家裁大垣支部長）が裁判長を務めた。
一方、被告人Mは1981年10月26日 - 27日ごろ、長野事件の現場検証に立ち会った際、被害者Bを供養する姫観音像に接して以来、精神的・肉体的ともに急変が見られるようになった。Mは1981年10月 - 11月にかけ、未決拘置されていた富山刑務所で2度にわたり自殺を図り（いずれも未遂）、それ以降は富山地裁が富山刑務所に対し、Mを厳重な監視によって保護することを要請したことから、Mの居室にテレビカメラが設置された。また、第24回公判（1982年2月23日）から第92回公判にかけ、Mが再三にわたって体調不良を訴え、公判が中断する出来事もあった。1982年11月には裁判長が職権で、Mが公判に耐えられるかを判断するため、富山医科大学に精神診断を依頼。その結果、「Mは軽い抑うつ状態で、ヒステリーが起きる」「全体的な知能指数 (IQ) は138」と診断された。また、遠藤正臣（富山薬科大学教授）は、1983年2月17日付で富山地裁に提出した鑑定書で、Mについて挿間性の意識変化状態（急に頭が茫として倒れるが、短時間で自然に回復する）の既往症や、ヒステリー性人格障害の存在などを挙げ、「ヒステリー反応そのものの性質から、出廷が不能となることは十分考えられる」と指摘している。
また、北野の妻は夫の逮捕後も無実を信じて支援を続け、1982年10月31日には富山地裁へ夫の保釈請求書を提出したが、同年11月2日付で却下された。当時、彼女の母親はノイローゼで、彼女は「宏さんが側に居てくれなければ、私はどうにもならないんです」と訴えていたが、保釈が認められなかったため、同年10月に北野と離婚したものの、元夫である北野の無実を主張するため、2回にわたり法廷で証言した。

#### 北野の足取り
初公判後、検察側は証拠として物証33点、書証355点を申請したが、被告人・弁護人がほとんどの採用に同意しなかったため、多数の証人申請を行った。被告人Mは、両事件で「殺害実行犯は北野」と主張していたが、富山事件・長野事件それぞれの被害者の死体を司法解剖した解剖医は、ともに「紐で首を絞められた際に被害者が抵抗した痕跡がない。かなり強い力で首を絞められているが、女性にも不可能ではない」と証言した。
第一審の段階で、両事件の現場検証は、1981年10月（長野事件）以降、併せて12回にわたって行われた。富山事件の発生当時、遺棄現場の道路脇には雪の壁（約1 m）があったとされていたため、「女1人で死体を捨てられるか？」と疑問視する声があったが、発見時の実況見分（1980年3月6日）当時の写真により、実際には遺棄現場の真上の雪の壁は50 cmないし70 cm（凹んだところを選べば、女性1人でも死体を遺棄できる高さ）だったことが判明した。この「女1人でも死体遺棄は可能」という実況見分調書は、起訴前には既に作成されていたが、捜査機関側は「女1人でできるはずがない」という予断のもと、「実行犯は北野」という筋書きを組み立てていたため、この調書が証拠申請されたのは、公判の途中で検察側が「実行犯はM」と主張を翻した時だった。また、捜査段階におけるMの「北野がフェアレディZを、自分がバンを運転して（遺棄現場の）町道に入った」という証言も、1982年2月26日に実施された現場検証の結果、車2台を連ねて狭い雪道に800 m入り、Uターンして国道に引き返すという、不自然なものである点が判明した。なお、現場検証の際、富山地裁がムービーカメラによる取材を禁止したことを契機に、新聞協会編集委員会は「法廷のカメラ取材に関する小委員会」を発足させ、1983年3月には「法廷内カメラ取材に関する自主基準」をまとめた上で、それを「法廷内カメラ取材に関する要望書」として最高裁へ提出し、それまで認められていなかった法廷内の撮影が、開廷前2分以内に限って認められるようになった。
1984年（昭和59年）3月5日には、修那羅峠など3か所の現場検証が実施された。この現場検証は、Mの「Bを殺害した当時、北野は夜の山道を歩いて来て、自身と合流した」という供述内容があり得るか否かを調べるためのものだったが、当時、Mが「北野が歩いてきた」と説明する道は氷点下にまで冷え込み、道端の林には雪が残っている状態で、同日深夜に実際に現場を歩いた大山は、「重い内臓疾患を患っていた北野が、カーディガンに革靴という軽装でこのような寒い山道を歩き続けることは不可能だろう」と考え、Mの供述に疑念を持った。
また、長野・岐阜や、上市簡易裁判所（証人は北野の元妻）、東京地方裁判所での出張尋問も実施され、出張尋問の回数は30回以上を数えた。長野での出張尋問の際には、北野が長野事件の発生時に投宿していたホテル「日興」のフロント係・警備員とも、事件当日（3月5日深夜 - 6日未明）に北野が外出する姿を見ていないことが判明した。
1985年（昭和60年）1月8日の第118回公判では、1980年3月31日に行われた北野への取り調べの録音テープ（取調官：遠藤定彦）が法廷で再生された。その概要は、北野が遠藤からの尋問に対し、「自分はMと付き合って2年半、彼女の言いなりになっていた。高崎駅近くの喫茶店で警察官を見た時は、『Mは自分のためにそういうことをしたのか』と思ったが、今でもまだ彼女を恨みきれない。両事件の被害者のことは知らなかった」というもので、弁護団はこの録音テープを「法廷における（北野の）供述と一致しており、無実を証明する貴重な証拠だ」と位置づけていた。

#### 秘密の暴露か否か
第17回公判（1981年7月14日）では、検察官が新たな証拠として、警察庁科学警察研究所の鑑定書2通などを申請したが、同鑑定書によれば、Aが着用していたジーパンや下着から、睡眠薬の成分の代謝物が検出された一方、Bが着用していたカーディガンの左肩・襟の裏からはMの毛髪が検出されたが、北野の毛髪は検出されていなかった。これは、検察官による冒頭陳述の「富山事件ではAに睡眠薬を飲ませるつもりだったが、『錠剤は飲めない』というので、睡眠薬を飲ませるのではなく、疲れて寝入ったところを絞殺した」「長野事件では、北野がMとともに殺害・死体遺棄を実行した」という主張とは矛盾するものだった。
一方で検察官は、北野が長野事件で取り調べを受けていた際の調書に、「北野はMから『富山事件でAを殺した際、睡眠薬でAを眠らせた上で絞殺した』と聞いた」という記載がある一方、Mの調書には富山事件での睡眠薬使用に関する記載がないことについて触れ、「後に判明した事実に言及した北野の供述は、『秘密の暴露』に当たる」と主張した。これに対し、北野はその調書について、「取調官から『Mが富山事件の際、Aに睡眠薬を飲ませたことは間違いない』と教えられ、誘導されたものだ」と供述し、北野側は「捜査本部は当時、Mが富山事件前に睡眠薬を購入していた事実を把握していた。また、長野事件で被害者Bに睡眠薬が使用されたことを疑い、鑑定を進めていたことから、Aにも睡眠薬が使用されたことは容易に推認し得たもので、秘密の暴露（犯人しか知り得ない情報で、捜査機関が全く知らなかったことが自白によって初めて明らかになったもの）には該当しない」と反論した。
1983年7月には、フェアレディZ助手席に付着していた尿の鑑定が行われ、血液型からAのものと判明。失禁量などから、（それまで不明だった）Aの殺害場所は、フェアレディZの車内と特定された。1984年7月には、Bに付着していたMの毛髪の位置が再鑑定された結果、Mが殺害実行犯であることが裏付けられた。

#### 「第三の男」の存在
第14回公判では、2月24日20時30分ごろにMが被害者Aとともに立ち寄り、翌25日にも再び立ち寄った細入村の「キャニオン」の経営者が証人として出廷。検察官による主尋問に対しては、「24日11時過ぎにMが現れ、30分後に北野らしい男と落ち合った」と証言した一方、弁護人の反対尋問に対しては以下のように証言した（以下、漢数字はアラビア数字に置き換えている）。
証人はその男について、「30歳ぐらいでスポーツ刈り、身長160 cm前後」と証言した一方、北野の身長は175 cmであった。この証言を受け、検察官は「Mと北野が接触している」と主張した一方、弁護人は「第三の男が介在している」と主張。1983年3月22日には北野の弁護団が、「両事件ともMの単独犯で、北野は利用されただけだ」とする冒頭陳述書を提出し、第36回公判（同年7月）で以下のように陳述した。
弁護団は、この“某男性”を「北野以外の複数の男性」と主張した。また、第38回公判で被告人Mは、北野弁護団からの質問に対し、「富山事件後、（後述の）タイヤ業者から『警察で調べを受けた』と言われ、『2月24日夜、フェアレディZに女の子を乗せて「北陸企画」へ帰ったのを目撃した人がいる。その子はあなたの知り合いの女の子だと警察で証言してほしい』と頼み、引き受けてもらった」と証言した。
1983年1月の第54回公判で、その“某男性”のうち1人（Mと結婚相談所で知り合い、金を貸していた富山市内のタイヤ業者）が出廷した。彼は、富山事件で逮捕される前のMと交際しており、捜査段階でも強い嫌疑を掛けられていたが、2月25日夜に自宅にいたアリバイが証明されていた。彼は法廷で、「2月24日 - 25日ごろは、M以外の女性とは会っていない」と証言したが、「3月10日ごろ、Mから口裏合わせを頼まれたか？」という質問に対しては「『女の子を北日本新聞社の前から北陸企画へ送れ』と私が指示したことにしてくれと（Mから）頼まれ、引き受けた」と証言した。同年8月2日以降、長野事件の尋問が開始される。

#### 法廷闘争
第93回公判（1984年4月11日）から第137回公判（1985年）まで、北野への被告人質問が行われた。しかし、起訴事実に関する被告人質問が続いていた第103回公判（7月24日）の終了直前、大山裁判長は検察官に対し、（弁護側が初公判で不同意とした）「北野調書」43通の提示命令を出し、閉廷後にそれらを閲読した。これに反発した北野弁護団の黒田主任は、第104回公判（1984年8月21日）の冒頭で、「我々による被告人質問がほとんど終わっていない段階で調書を閲読する裁判官は、『北野有罪』の予断を抱いていると言わざるを得ない」として、大山貞雄（裁判長）・川原誠・山田知司の3裁判官を忌避する旨を申し立てた。富山地裁は刑事部の担当裁判官が3人（＋民事部3人の計6人）しかいないことから、申立を却下したが、「北野調書」は検察官に返却した。
佐木 (1991) はこの出来事について触れ、「（北野の）弁護側は、裁判官が調書を見ながら、被告人質問をする事態を恐れ、忌避申立をした」と、『北日本新聞』 (1988) は「北野の弁護団は1983年 - 1984年にかけ、Mの調書が相次いで採用されたのに続き、両事件の深夜検証が行われたことを受け、『裁判官の心証が「北野実行」へ傾いているのではないか』と危機感を抱いていた」と述べている。
また、第107回公判では検察官が、公判を傍聴していた北野の母親（弁護人によって証人申請されていた）について、「被告人（北野）の供述を聞くと、後の証言に不当な影響を与える」として、退廷を要求。それに対し、北野弁護団も富山県警の刑事や、被害者Aの父親（いずれも証人として出廷が予定されていた）を退廷させるよう求めたが、裁判長はいずれも却下した。

#### 両被告人の直接対決
一方、北野の関与を主張するMと、無実を主張する北野の間で、応酬も繰り広げられた。
第27回公判（1982年4月13日）の冒頭で、北野は約40分間にわたって意見陳述したが、その際に拘置所内で書いた日記を読み上げ、Mを「この清い静粛な法廷に、場違いな悪魔の心を持つ女、Mがいる。悪魔とは知らずに一緒にいたことが恥ずかしい」と非難し、M側の宇治弁護士からの異議や、大山裁判長による制止が入っても「ウソつきの女」「冷酷な女」と激しい非難の言葉を続けた。これに対し、Mは激しく動揺したが、約2か月後の第33回公判（6月7日）で、長野地検の坂井検事による被告人質問の途中で、自由な発言を認められると、泣きながら「自分は初公判以来、北野弁護団から『自分が助かりたいために、北野さんに罪をかぶせている』と言われ続けているが、そんなことは考えていない。富山・長野の両事件とも、自分が罪を被るつもりで自供した」「（北野に対し）少しでも被害者に申し訳ないと思ったら、真実を話して、被害者の冥福を祈ってほしい」と陳述した。
一方、第103回公判では、北野が被告人質問で、「富山市内の土地探しや、フェアレディZの購入は、全てMの希望で、自分は交渉役を頼まれただけ」と供述したところ、Mが「あんたの言っていることは、皆ウソじゃないの！」と叫ぶハプニングが起こった。
1984年2月8日の第89回公判で、北野が初めて被告人Mに対する対質尋問を行った（第92回公判まで）が、互いの主張は平行線をたどった。第180回公判（1986年12月10日）以降、第183回公判（1987年1月14日）まで、Mが北野を尋問したが、北野と共謀したことを前提に質問を繰り返すMに対し、北野が憤慨する一幕があった。

### 冒頭陳述変更
1985年3月5日に開かれた第125回公判で、北野弁護団による北野への被告人質問の終了後、次席検事の松井永一が発言を求め、冒頭陳述の大幅な変更を行った。その内容は以下の通り（全18か所）で、「殺害・死体遺棄の実行行為はMが実行したが、北野も犯行の前や途中に共謀した共謀共同正犯である」と位置づける内容だった。
|          | 訂正前                                                            | 訂正前 | 訂正後                          | 訂正後 |
| -------- | ----------------------------------------------------------------- | --- | ------------------------------- | --- |
| 富山事件 | - 殺害 - 北野が単独で実行 - 死体遺棄 - 2人（Mと北野）が共同で実行 | 2月25日夜、Mは高山に向かう途中でAに睡眠薬を飲ませようとしたが、「錠剤が飲めない」というので断念し、疲れを待って自然に眠らせることを考えた。遺留品は翌日（2月26日）14時ごろに処分した。 殺害現場はドライブイン「すごう峠」の駐車場。                    | 殺害・死体遺棄ともMが単独で実行 | 2月25日夜、MはAに睡眠薬「ネルボン」を飲ませ、神岡町内で北野を待っていたが、北野が来なかったため、単独で殺害を決意。自らAを殺害して死体を遺棄し、富山市の自宅に帰り、遺留品は翌日朝に処分した。 殺害現場は数河高原スキー場の駐車場。 |
| 長野事件 | - 殺害 - 北野が単独で実行 - 死体遺棄 - 2人（Mと北野）が共同で実行 | 2人は事前の謀議で、誘拐後に松本市内で待ち合わせることや、殺害後にMがフェアレディZで北野をホテルへ送り、Mは現場付近に引き返すことを決めた。その後、Bを誘拐することに成功したMは、Bにネルボンを2錠飲ませ、合流した北野が3月6日4時30分ごろにBを絞殺した。 | 殺害・死体遺棄ともMが単独で実行 | 3月3日夜、2人は殺害場所を下見しながら話し合った。この時、北野が「自分も殺害に加わる」と申し出たが、Mは北野の対応の鈍さを指摘し、「自分1人の方が成功するから、ホテルで待っていて」と言った。Bを誘拐したMは、3月5日22時ごろにBに睡眠薬を飲ませ、深夜 - 早朝にかけて殺害・遺棄に適した場所を探して回り、青木村の林道で殺害・死体遺棄を実行。その後、翌日（3月6日）14時ごろに北野と合流し、2人で東京方面に向かった。 |

これは、それまでの公判・証拠調べで富山事件・長野事件とも、発生現場付近で北野の目撃証言が得られなかったことから、北野が実行に加担していたことを立証することが困難となった検察側が、Mの単独実行を積極的に立証する方針で行ったものだった。検察は冒頭陳述変更と同時に、Mの実行を立証するため、71点の証拠（フェアレディZの目撃証言や、長野事件発生時に北野が見ていたテレビ番組の内容など）を証拠申請したが、それらの証拠は、1984年春ごろから洗い直しを進めていたものだった。
それでも富山地検（次席検事：松井永一）は、「北野が共謀共同正犯である（事件に加担している）ということに変わりはなく、北野の量刑がMより軽くなるとも限らない」という姿勢を崩していなかったが、北野弁護団と北野の母親は、「冒頭陳述訂正は、（初公判から）丸5年経っており、遅きに失し、共謀に関する主張を残している点は遺憾だが、Mの供述を嘘と認めるもので、この姿勢は英断と認められる」という声明を出した。一方、Mの弁護団は「事件から5年が経過し、反証材料を探すのが難しい今になって冒頭陳述を変更するのは甚だ遺憾で、Mの防御権を侵害するものだ」として、冒頭陳述訂正を批判するコメントを出し、続く第126回公判（同年3月19日）でその撤回を求める意見を述べた。しかし、裁判官3人の合議により、冒頭陳述の訂正は認められ、富山地検は同月28日、訴因の変更申請書を富山地裁へ提出。第127回公判（同年4月15日）で、新主張に沿うような訴因変更を請求し、許可された。
一方、Mは自身を実行犯とする冒頭陳述変更に反発。1986年（昭和61年）1月13日に開かれた第151回公判で、M側は「北野は車にテレビを持ち込み、アリバイ工作をした」などと新主張を展開し、続く第152回公判（翌14日）では、Mの弁護人が「事件は特異かつ悲惨なもので、常人の理解を超えている。少なくとも長野事件に関与したMには精神障害があった疑いがある」として、Mの精神鑑定を申請した。しかし、Mは体調不良を訴え、後に子宮筋腫および卵巣嚢腫と診断されたため、第162回公判（同年4月30日）以降は一時出廷できなくなり、八王子医療刑務所へ移送されて手術を受けたが、予後が長引き、第一審判決後の時点でも右下肢の機能が不十分な状態になっていた。第170回公判（同年8月25日）で、捜査当時に北野が捜査当時に弁護人と接見した際の録音テープが、法廷で再生され、証拠採用された。接見時の録音テープの証拠採用は、日本の裁判史上極めて珍しいケースだった。
第187回公判で、検察官は北野側が不同意としてきた「北野調書」30通について、「任意性あり」として改めて証拠請求したほか、「北野調書」と「M調書」17通についても「特信性あり」として証拠請求した。北野弁護団は、いずれの調書についても「北野は取り調べを受けた当時、ネフローゼで体調を崩し、思考力・判断能力とも減退していた中で『男の責任を取れ』などと高圧的な取り調べや、不当な利益誘導を受けるなどして自白しており、『北野調書』に任意性はない。M調書も、共犯者として北野の名を引き出そうとした取調官に迎合したMが、自分の罪を軽くしようと作り話をしたもので、信用性に欠ける」として、証拠請求の却下を求めたが、1987年（昭和62年）3月30日の第189回公判で、大山裁判長は「いずれの調書も任意性がある。北野への取り調べは、医師の診断結果も踏まえて適切に行われていた。また、公判で両被告人の利害が対立しており、Mについては公判での供述より、検察官の面前調書のほうが信用できる」として、調書を全面的に証拠採用することを決定。一方、M弁護団が被告人Mの情状面から請求していた精神鑑定については却下した。

### 論告求刑
1987年4月30日に開かれた第190回公判で、検察官による論告求刑が行われ、検察官は被告人Mに死刑、北野に無期懲役をそれぞれ求刑した。富山地裁での死刑求刑事件は当時、1970年2月に発生した幼稚園児の誘拐殺害事件以来だった。
論告書は295ページ（約14万字）にわたるもので、髙橋晧太郎（主任検事）・山﨑基宏・門西栄一の3検事が交代で朗読した。検察側はその論告書で、「両事件とも、被害者の死亡推定時刻直前にMと被害者が目撃されていた一方、北野を目撃した人物はおらず、北野は事件当時、居場所（富山事件当時は自宅、長野事件当時は長野市内のホテル『日興』）から殺害現場へ赴くことは不可能だった。富山事件ではMの自供によって被害者の遺留品が発見されたほか、長野事件では被害者の着衣にMの毛髪が付着していたことから、両事件ともMが実行犯と認められる」と指摘し、Mの「富山事件は無罪、長野事件は北野が実行犯」とする主張に反論した。最大の争点となった北野の共謀については、以下のように捜査段階における両被告人の供述調書の信用性を強調した上で、「2人は単なる愛人関係ではなく、共同事業を続け、心身ともに一体の関係にあった」と主張。
北野の自白の信用性について
富山地検は、「北野が自白に至った経緯（逮捕後に取調官から説得・矛盾点の追及を受け、共謀を自白した）は自然で信用でき、その内容も合理的だ」とした上で、その内容について検討。以下の点から、「自白の内容は合理的で、『秘密の暴露』も認められる。『Mの犯行に全く気づかなかった』という北野の弁明は信用できず、捜査段階の自白は信用できる」と主張した。
- 北野が富山事件の直前、Mと再三ホテルなどで接触し、Aの誘拐後も再三連絡を取り合っていた点。
- Mと2人で富山を出発する前、Aの両親から娘が行方不明になった経緯を説明され、Aが北陸企画に連れ込まれ行方不明になった事実を把握していたにもかかわらず、それ以降もMとともに行動していた点。
- 富山事件における睡眠薬の使用（公判では1981年5月に初めて判明した）について、北野が捜査段階（1980年4月15日）で自白している点。
- Mが北野との共謀を認め、その自白内容も各証拠と符合しており信用できる点。

各種証拠について
富山事件の際、Aが北陸企画事務所から母親にかけた2回の電話の内容や、Mおよび目撃者の話などから、北野がAと接触していた可能性を指摘したほか、長野事件の際には北野が偽名で「日興」の宿泊予約を取り、事件前に2人で聖高原に出向いたことや、B殺害後にMと合流し、（MがBの家族へ身代金要求電話を掛けている間も）埼玉・東京方面を転々としていたことや、ともに身代金受け渡し現場（高崎駅）に同行し、警察官の張り込みの気配を感じて逃げたことなどを挙げ、「北野が共謀共同正犯であることは明らかだ」と主張した。
北野の弁解について
北野は「富山事件・長野事件とも自分は無関係で、誘拐殺人のことは知らなかった。Mと同行したのは、彼女から持ち掛けられた金儲けの話を信じたからで、事件が起きている最中に彼女から電話連絡を受けたのも、その儲け話に関する内容だ」と弁解するが、その金儲けの話は全くの虚偽で、北野の弁解も虚偽である。もし、Mがそのような作り話をしてまで、北野に対し誘拐を隠していたなら、なぜ北野を金沢や長野まで同行したのか不可解だ。特に長野事件で、Mが「東京に行く」と言って富山を出発しながら、途中で行き先を長野に変更したり、松本市・聖高原をドライブしてから「東京の男に会う」と外出したのに、まもなく戻ったり、その後、埼玉・東京・高崎などを転々としながら電話したりなどの行動は奇妙で、それに対しなんの説明も求めず、Mの言葉をただ信用して同行したという北野の弁解は不自然・不合理で、明らかに虚構である。
その上で、2人を「改悛の情は全く認められず、反社会的性格が顕著だ」と非難し、事件についても、犯行態様の残忍・悪質さ、被害者の無念、遺族の処罰感情、社会的影響の重大さなどを指摘した上で、「犯罪史上まれにみる極めて悪質かつ重大な犯罪。同種事犯防止の見地からも厳罰が必要である」と主張。Mについては「各犯行の首謀者かつ実行正犯で、その罪責は誠に重大だ。罪刑の均衡の見地からも、一般予防の見地からも極刑がやむを得ない」として、死刑を求刑したほか、北野についても、「いずれもMとの事前共謀の下、各犯行に加担した共謀共同正犯で、刑事責任はMに迫る極めて重大なものだ」として、無期懲役を求刑した。一方、井口泰子や板倉宏（日本大学教授）は、検察が北野を共謀共同正犯と位置づけつつ、量刑ではMと差をつけた点について、「（北野有罪の）自信がないからではないか」と指摘していた。

### 結審
1987年7月28日・29日の両日に2被告人の弁護人による最終弁論が行われた。
第191回公判（28日）ではまず、被告人Mの弁護人が、約2時間半にわたって弁論を行った。
富山事件（無罪を主張）
「誘拐ではなく、北野から頼まれた通り、富山駅までAを迎えに行っただけだ。事件当夜、Aを北野に引き渡して帰宅したが、翌日未明に北野から電話で呼び出され、殺害を打ち明けられた。このようなMの供述は、初公判の2か月前から弁護人に述べていたもので、信用できる」
長野事件（北野との共謀を主張）
「北野は現場付近でテレビを見てアリバイ工作をした。Bのカーディガンに付着していたMの毛髪は、実行行為中に付着したとは限らない」
量刑などについて
「Mは謝罪の気持ちから読経を学ぶなど、反省を深めている。死刑廃止論が高まっていることなどから、懲役刑が妥当だ」
次いで、北野の弁護人は「北野は両事件とも関与しておらず、無罪だ」とした上で、続く第192回公判（7月29日）まで、2日間にわたって弁論を行い、以下のように陳述した。その中では、事件を題材にした小説を書いた佐木隆三・井口泰子がそれぞれ執筆した原稿の一部も朗読された。
北野弁護団の主張
「検察が有罪主張の根拠としている北野の自白調書や、Mの供述はいずれも信用できない。北野はネフローゼで衰弱している中、連日夜遅くまで取り調べを受けたり、取調官から『男として責任を取れ』『認めても懲役3年で済む』など、脅迫を交えた甘やった説得を繰り返し受け、調書をM供述と合わせながら作文させられた。Mへの取り調べも、『北野が関与している』との予断を持った取調官と、北野に罪をなすりつけようとしたMが迎合し合い、Mが取調官を騙していく形で進められたものだ」
「北野の『Mから嘘の金儲け話を聞かされ、それを信じて行動をともにしていただけで、誘拐は知らなかった』という主張は、一貫しており信用できる。それを裏付ける第三者の証言も多数得られている」
その後、両被告人がそれぞれ最終意見陳述を行い、Mは「自分は両事件とも、殺害の実行行為はしていない」と訴えた一方、北野は全面的に無罪を訴えた。これをもって、公判は初公判から6年10か月ぶりに結審した。
結審後の同年12月7日、北野の母親は長野事件について、息子の拘置理由開示請求を行った。結審後の拘置理由開示請求は当時、異例のケースだったが、大山裁判長は同月10日に開かれた法廷で、「北野が長野事件の際、Mと行動をともにしていたこと」「犯行を認めた自白調書があること」「Mから『北野と共謀した』という供述がなされていること」「北野本人が無期懲役を求刑されていること」などを挙げ、「現時点でも北野への嫌疑は肯定でき、事件の性格上、逃亡のおそれがある」と拘置理由を説明した。これに対し、北野の母親と主任弁護人の黒田、そして北野本人は、それぞれ冤罪や早期釈放を訴えた。

### 第一審判決
1988年（昭和63年）2月9日10時から、判決公判が開かれた。富山地裁刑事部（大山貞雄裁判長）は被告人Mを死刑とする一方、北野は無罪とする判決を言い渡した。
本判決は、富山地裁では戦後3件目の死刑判決（本庁では2件目）だった。身代金目的誘拐殺人による一審での死刑宣告は、Mが戦後11人目で、女性としては初めてだった。また戦後、1987年末までに第一審で死刑を宣告された被告人の総人数は全893人（うち、死刑確定は628人）だったが、女性の被告人はわずか10人（893人中1.12％）で、Mは第一審で死刑を宣告された戦後11人目の女性となった。一方、身代金・営利目的の誘拐殺人事件で起訴されていた被告人が無罪判決を言い渡され、釈放された事例は、北野が戦後初だった。また最高裁によれば、著名誘拐事件の被告人が無罪になった事例も、北野が初めてだった。佐木隆三 (1995) は、「自分は頻繁に裁判所に通って傍聴取材をしているが、無罪判決を聞いたのはこのときが初めてだった」と述べている。
死刑判決を言い渡す際、裁判所は主文宣告を後回しにして判決理由から朗読し始める場合が多いが、大山裁判長は10時の開廷直後、死刑事件では異例となる冒頭での主文宣告を行った。このように富山地裁が冒頭で主文を言い渡した理由について、『読売新聞』 (1988) は「公判中、しばしば自律神経失調症によるヒステリー発作を起こしていたMの健康状態に配慮したため」と報道したほか、佐木 (1995) は「無罪を言い渡されるべき被告人（北野）への配慮」と述べている。判決文は言い渡しの2日前に完成したが、富山地裁は当日、Mの体調を考慮して要旨と全文の一部だけを朗読し、判決全文（B5判用紙551ページ）は後日、関係者へ配布された。
富山地裁 (1988) は、主文朗読に次ぐ判決理由のうち、第1部で被告人Mに対する判断を示し、量刑理由まで述べた上で、第2部（北野に対する判断）に入った。事実認定に関しては、北野の主張の大半を取り入れた「完全無罪」に近い認定で、『北日本新聞』は同判決を「疑わしきは罰せずなどという灰色（無罪）ではない。実に明快な白の断定だった」と評している。公判は、開廷から2時間34分後の12時34分に閉廷。その後、無罪判決を受けた北野は逮捕から約8年ぶりに釈放された。一方、Mは刑務官に付き添われ、護送車で1人富山拘置所に戻った。

#### Mに対する判決理由
正犯性
富山地裁 (1988) は以下のように指摘し、「両事件とも、Mが単独で実行したものであることは証拠上、優に認定できる」と結論づけた。
富山事件
「殺害・死体遺棄は被告人Mが単独で実行可能な行為である一方、北野やその他の第三者がMの下に赴いたり、犯行を実行したりした形跡は全くなく、実行犯がMであることに合理的な疑いを容れる余地はない」
長野事件
「Mが身代金獲得の一環として計画し、実行現場にも居合わせたことは本人が認めており、事件前後を含むMの行動状況に関する客観的証拠もその信用性を裏付けている。犯行はMが単独で実行することが十分可能である一方、Mの『北野が途中で合流して実行した』という供述は信用できず、それを裏付ける証拠もない」
Mへの量刑理由
「罪質・結果のみに照らしても、稀に見る凶悪・重大な事案で、動機に酌量の余地はない。被告人Mは、読経や写経に勤しみ被害者の冥福を祈る日々を送っている旨を法廷で供述しているが、捜査・公判を通じ、種々の虚言を弄しては北野に自己の責任を転嫁しようと試みており、真摯な反省・悔悟の情を読み取ることは困難だ。連続誘拐殺人事件として本件が社会に与えた不安と衝撃に目を向ければ、同種事件の再発を防止するためにも、Mには極刑をもって臨むほかない」と判示した。

#### 北野に対する判決理由
Mの自白調書の信用性
Mの自白調書については、「検察官の主張する通り、『北野と共謀した』という点では一貫性が保たれてはいるが、捜査の最終段階や公判における供述は、いずれも北野を共犯者として名指しし、自らの実行正犯性を強固に否定するもの（＝北野に責任を押し付けようとするもの）だ。つとに指摘されてきた共犯者の自白の危険性が一部現実化していることが明らかである」と指摘し、「共謀を認める部分についてのみMの供述を信用できる点が存在するか、という角度から問題点を掘り下げるべき」と判示した。
その上で、検察官の「Mは取り調べの当初、愛する北野をかばおうとしたが、説得を受けて共謀に関する真実を告白した」とする主張については、「その愛情を抱いている相手に責任を押し付けるような供述に転じた理由に関する疑問を解消する事情は窺われず、押しつけ供述を始める以前から、Mの供述内容は著しく不自然で、共謀に関する供述内容にも看過できない不合理な点が残されている」と指摘。Mが「自身の単独犯」「北野（および、彼以外の男）と共謀した」「自身は関与していない」などと、次々と供述内容を変遷させていることなどを挙げ、「Mの供述内容には、北野の有罪認定のための証拠として用いるだけの信用性は認められない。虚偽供述と残余部分とを区別して評価できる特段の事情も見いだせない」「捜査時点におけるMの供述全体について、取調官の心証を考慮しつつ自己の供述を巧みに操作し責任の転嫁、軽減を図ろうとする意図に支配されたものであった疑いが極めて濃厚である」と判示した。そして、「このような理解に立脚するときは、Mは、事件後程なく、極刑も予想される犯罪の実行責任を北野に転嫁させようと考えていたということになるから、犯行時点のMが、北野との間に心身の一体性を強く感じていたとする検察官の主張には多大の疑問を禁じ得ない。むしろ、北野の『Mは情を知らない自分を利用し、M自身の刑事責任を免れる意図で、事前の下見や各犯行の前後に自分を伴って行動していた』という主張を、現実的な可能性を帯びたものとして受け止めざるを得ない」と結論づけた。
両名の一体性
上述の考察に加え、検察官の「Mと北野は事件前から愛人関係にあり、共同で『北陸企画』を経営するなど、心理面および日常生活面で強固な一体性があった。実行者であるMが、犯行の意図を北野に告知しなかったはずはない」とする主張に対しては、Mが北野と知り合って以降も他の男性と関係を持っていた点や、フェアレディZ購入による借金の推移（Mは金融機関などからの借り入れ分を返済するため、サラ金に手を出すなど困窮していた一方、北野にはそこまで困窮していた事情はなく、Mに助力しようとした様子も窺われない点）および、借金に対する相互認識の差異（Mが多額の借金をしていたことを、北野が知らなかったこと）などから、「2人が事件当時まで、愛人関係を継続し、経済的にも一定限度で利害関係を共通にしていたことは認められるが、Mが北野に対し、一心同体と評価できるまでの一体感を抱いていたとまでは認められない」と結論づけ、検察官の主張を退けた。
また、その「検察官の『Mと北野は一体的になり、共謀していた』という旨の主張の論拠は、『北野の自白』を除くと『富山事件の誘拐場所として、北野も経営者として使用していた北陸企画事務所が使用されたこと』『長野事件の際、北野がMと行動をともにしていたこと』に尽きる。それ以外は何の批判的検討もなく、Mの供述に依拠したり、信用性に欠ける関係者の証言内容を根拠にしている」と指摘し、共謀立証の在り方についても厳しい批判を展開した。
北野の自白の信用性
#2人の供述内容の変遷に照らし、長野事件では「否認→自白→供述拒否」という経過を辿っており、否認後自白に転じる契機として過剰自白（「自分がBを殺害した」という明白な虚偽自白）が混在していたり、富山事件でも自白と否認との動揺の跡が歴然としており、自白状況が著しく不安定である点を指摘。以下の点も含めて、「自白内容の合理性に関する検察官の主張はいずれも論拠を欠き、かえって供述の真摯性に疑問を抱かざるを得ない事情が少なからず認められ、供述の変遷過程をたどると、その疑いは一層深まるばかりである」と総括した。
また、北野が自白に至った経緯についても検討し、「愛人関係にあったMが利得目的に重罪を引き起こし、その間自身がMと行動をともにしていたことや、利得が自分にも還元される可能性が強かったことが要因となり、道義的責任（北野の言う「男の責任」）を抱いていた北野が、捜査官側から心情論的な追及を受けたこともあって、その道義的責任を承認する意味であえて虚偽の不利益事実を自認した疑いが濃厚である」とも指摘した。
秘密の暴露の有無
検察官の「富山事件における北野の自白には、睡眠薬の使用に関する『秘密の暴露』が認められる」という主張については、「北野がそのような供述をした当時（1980年4月15日）、Aに対する睡眠薬使用の事実は、鑑定などによって確認はされていなかったが、捜査官が事前にそのような疑いを抱くことなく尋問に臨んだとは思えない。『秘密の暴露』とは、『あらかじめ捜査官の知り得なかった事項で捜査の結果客観的事実であると確認されたもの』のことであり、事前に明確な事実確認ができていなくても、捜査官が当該事実の存在について疑いを抱いていた事項についての供述は、『秘密の暴露』には当たらない」と指摘。先行して捜査が進んでいた長野事件について、Bの遺体に防御創が認められなかったことから、4月4日の時点で薬物使用の痕跡があったかについての鑑定が嘱託され、同月13日にはMがBに対する睡眠薬の使用を認めたこと、翌14日には長野県警の警察官が富山市内の薬局から、富山事件前にMが睡眠薬を購入したことを記録した要指示薬帳面を領置したことを挙げた上で、「捜査機関が両事件の状況的類似性に思い至らなかったはずがなく、宮﨑恪夫警部も『Aも睡眠薬を使って殺されていたと思った』と証言していることから、Aに対する睡眠薬の使用は、（北野が4月15日に自白するより前から）単なる想像の域を越え、具体的な証拠に裏付けられた疑念に高まっていたことが推認される」として、「北野の供述について、秘密の暴露性を肯定し、自白全体に高度の信用性を付与することはできない」と判断した。
自白内容の合理性・変遷
北野の供述内容について、「共謀に加わった者であれば当然体験・記憶していると考えられる事項に関する説明の欠落」「共謀を疑わせる客観的事実について、疑問を解消させるに足りる説明が加えられていない点」「共犯関係があったにしては不自然な状況の存在」といった不自然性を指摘した。また、共謀の本体的部分（殺害実行者・身代金額・受け取り場所など）について説明の困難な変遷が見られたり、共謀に加わったなら当然知っているだろう事項について、いったん具体的・詳細な供述をしたのに撤回している点や、極めて短期日の間に具体的説明が変転したりする点などの存在を指摘し、「本件における供述変遷状況は、自白全体の体験供述性を強く揺るがすものである」と判示した。
北野の弁解について
一方、北野の「自分はMを『金儲けの上手な女性』と思い込み、彼女から持ち掛けられた（政治資金や土地絡みの）嘘の儲け話を信じて、事件前から（特に、長野事件の発生時期に）行動をともにしていた」という供述の信用性について、「Mからその儲け話の取引相手の素性を説明されていなかったり、政治資金の具体的な集め方や、金沢の土地の具体的な所在地・所有者などについても、不明瞭なままMの説明を受け入れていたことになったりなど、北野の弁解にはにわかには信じ難いがある点は否定できないが、それらの儲け話が失敗に終わったとしても、北野にとって失うものは多くなく、Mの動きに便乗していたに過ぎないため、北野の『騙されていた』という弁明も一応成り立たないわけではない。また、北野の『騙されていた』という旨の供述は、逮捕された直後からほぼ一貫して具体的に供述されており、逮捕直後になって思いついた創作とみなすのはいささか困難だ」と指摘。その上で、「北野の弁解を直接裏付ける客観的証拠はほとんどないが、Mの供述内容の不自然性や、長野事件の捜査段階では北野が『政治資金』に関する弁解を（同時期に、『大宮の男から、まともとは言えない種類の金を受け取る』と言って北野を同行させたとする旨の弁解をしたMより）具体的に行っている点を併せて考えれば、Mと事前に口裏合わせが行われたとも考え難い」と指摘し、「Mと北野の供述が符合することは、北野側にとって有利な事情として分類することが可能となる」と判示した。

#### 控訴
死刑を宣告された被告人Mは、同日14時5分に名古屋高等裁判所金沢支部へ控訴。Mの知人は同年4月、人権派弁護士として著名だった遠藤誠に弁護を依頼する手紙を送り、これを受けた遠藤はMとの面会を経て、第一審の国選弁護人である宇治・澤田から段ボール2箱分の訴訟記録を借り、ゴールデンウィークを利用して訴訟記録を精読した。その結果、遠藤は第一審の事実認定（両事件ともMの単独犯行）は誤りであり、同時に「両事件とも北野の単独犯行」あるいは「両事件とも2人は無実」のどちらでもないという結論に達したが、この結論はMの主張とは相反するものであったことに加え、その結論を前提にMの弁護を引き受けて彼女の死刑を阻止しようとすることは、即ち北野を死刑に追いやることも同然であったため、死刑廃止論者である遠藤にとっては不本意なものでもあった。そのため、遠藤は弁護を辞退する旨をMに伝えたが、ほぼ同時期に「救援連絡センター」の菊池さよ子からMの事件について問い合わせを受けたため、遠藤がそれまでの経緯を説明したところ、菊池は倉田哲治に弁護を依頼することを決めた。
かくして、控訴審では倉田哲治（東京弁護士会所属）がMの弁護を担当することとなった。倉田は死刑廃止論者として知られ、死刑執行停止連絡協議会の代理世話人も務めており、本事件以前には免田事件、土田・日石爆弾事件などで無罪判決を勝ち取った実績があった。私選弁護人選任は、Mの元夫が「息子（長男）の母親 (M) が死刑囚では可哀相」と考え、弁護人を探したことによるものである。また当時は富山・金沢とも、Mの国選弁護人を引き受ける者がいなかったため、倉田は富山刑務所に拘置されていたMと面会し、公判が始まってからも毎回東京から出廷して弁護活動を行っていた。
一方、富山地検も名古屋高等検察庁と協議した上で、「北野を無罪とした第一審判決には重大な事実誤認がある」として、北野について控訴期限の2月23日付で控訴した。『朝日新聞』 (1988) によれば、富山地検や最高検は控訴に慎重な態度だったが、控訴審を担当する名古屋高検は「2人はいつも一緒に行動しており、北野が犯行計画を知らなかったはずがない」と強気な態度で、両被告人の自白調書を精査し、「2人の供述には一致点・矛盾点が多くあり、信用性を突き詰めれば、北野の有罪（2人の共謀）を立証できる」として控訴に踏み切った。しかし、この控訴に対し北野は「検察は反省しておらず、良心もない」と怒りを露わにし、北野を支援していた佐木も「仮に検察の意地、メンツだけの控訴なら、言語道断だ。百歩譲って、被害者感情、県民感情を考慮しての控訴としても、司法の専門家としてあまりにも情けないのではないか。」というコメントを出した。
検察の控訴を受け、北野弁護団は第一審と同じ4人（浦崎威・黒田勇・近藤光玉・大坪健）に加え、新たに松波淳一（富山県弁護士会）、吉村悟（福井弁護士会）、西村依子（金沢弁護士会）の3弁護士が新たに加わり、7人体制となった。また、北野本人は「北野宏を救う会」のメンバーや弁護人らとともに、最高検や名古屋高検（本庁および金沢支部）に対し、支援者らの賛同署名を添えた控訴取り下げを求める請願書を提出していた。

## 控訴審
1989年（平成元年）3月29日付で、被告人Mと富山地検の検察官はそれぞれ控訴趣意書を提出した。
検察官の控訴趣意書
両被告人に対する第一審の論告（約300ページ）を大幅に上回る506ページにおよんだものだったが、新証拠はなく、以下のように第一審で提出された証拠の再評価を求める趣意だった。一方、連続誘拐殺人より前に発生した保険金殺人未遂事件（検察にとって数少ない有利な材料で、控訴に踏み切ったきっかけとも言われていた）については控訴趣意書の中でも特にページを割き、審理の前面に押し出すことでMと北野の「一心同体論」を改めて裏付けようとしていた。
M供述の信用性について
原判決は「最終的に北野に自身の責任を転嫁しようとするもので、北野共謀の根拠としての証拠価値はない」と判示するが、それ以前に「Mが北野をかばう供述をするはずがない」という認識に立つ原裁判所（富山地裁）が、Mの供述変遷の理由を説明するために考え付いた仮説に過ぎず、非現実的だ。捜査段階におけるMの「北野と共謀し、自身が実行した」という供述は、その供述に至る過程に原判決が問題とするような不自然・不合理な点はなく、多くの間接事実に照らしても合理的な内容で信用できる。
間接事実について
事件前後および、事件の最中に北野はMと行動をともにしていたり、別行動時にもMに電話を掛けたりしている数々の間接事実から、北野とMの共謀は十分推認できる。Mが重大犯罪を行いながら、その犯行意図を隠して情を知らない北野を欺き、将来の責任転嫁を企図して北野を利用するというようなことは、可能性からしてあり得ない。
北野自白の信用性について
原判決は「北野はMに対する心理的な負い目から、道義的責任を取るつもりで嘘の自白をしたが、その内容は過程・内容に照らして不自然・不合理だ」として、信用性を否定したが、その判断は実態に則さない単なる推論だ。自白変遷の理由はいずれも理解可能で、自白に至る経緯は自然であり、内容的にも多くの間接事実に照らして合理的で、秘密の暴露もあり、自白は十分に信用できる。
北野の公判弁解の虚構性
原判決は「北野の弁解を裏付ける客観的証拠はなく、その内容に当たる話（Mから持ちかけられた儲け話）も虚偽である」と認めながら、「北野がその話を誤信したかが問題で、一概に排斥できない」と判示したが、その弁解に出てきた話そのものが非現実的で、もしMが北野に知られずに本件各犯行を遂行するならば、当初から北野を同行せずに実行すれば良いだけだ。Mと北野の密接な男女関係から言えば、Mがそのような内容の虚言を北野に話す必要はなく、北野がMからその金儲けの話を聞かされていたこと自体が信用できない。（富山事件における）「金沢の土地」の話がもし事実なら、富山事件直後にAの両親と会った際、そのことを話していなかったり、取り調べでもそれに関する主張をしていなかったり、（長野事件における）政治資金の弁解も、取り調べ当初や逮捕直後にそれに関する弁解がなされていない点からも、北野の弁解は信用できない。
被告人M自身の控訴趣意書
一連の犯行は北野と共謀して行った。両事件とも誘拐・身代金要求は自身が行い、長野事件でも殺害・死体遺棄は自身が単独で実行したが、富山事件では北野が殺害・死体遺棄を実行しており、自分は直接は関与していない。自身は北野と密接な関係にあり、北野の弁解は虚構で、量刑も不当である。
M側弁護人の控訴趣意書
Mの私選弁護人4人（倉田哲治・尾嵜裕・野田政仁・西徹夫）は、同月27日付で連名による控訴趣意書を提出した。
犯罪事実に関する事実誤認の主張
事件はMの単独犯行ではない。
1. 検察官の「Mと北野の間には、共同して犯行を行って当然と考えられる一心同体の関係があった」という主張は常識に根拠を置いた有力的なものであり、Mが北野に対し心身ともに捧げ尽くす愛情を抱いていたのは事実で、その一心同体論を簡単に排斥した原判決は、北野の弁解に耳を傾けすぎた誤りがある。
2. 原判決は「北野は捜査官から『男の責任』を取るよう不当に追及され、やむなく自白したと考えられる」としているが、捜査の実情として仮説を立てた追及・心情に訴えての説得は日常的なもので、北野が道義的責任を引き受けるつもりだけで事実に反した自白をしたとは考えられない。
3. 原判決は、一連の事件前にMが実行しようとした保険金殺人未遂を「一連の犯行とは連続しておらず、北野は無関係」としているが、双方事件の類似性と関連性は否定し難い。しかも北野は同事件について、富山・長野両事件とは違い、捜査段階から進んで自白し、その後も一貫して認めていたため、信用性は排除できない。もし北野が同事件に関与していれば、それに続く各犯行について北野が事情を知らなかったことはありえず、北野の共同加功の事実は明らかである。
4. 富山事件では、Mが2月23日夜にAを「北陸企画」に連れて行ってから、25日夜に殺害に至るまでの間、Aが1人で同所に放置されていた時間帯も相当にあり、その間母親に電話する余裕もあったことから、Aが逃げ出して助けを求めることは容易で、誘拐というにそぐわない支配の断続があり、継続して監視下に置かれていたことには疑問がある。
5. 原判決は、犯行動機を「Mが高価なフェアレディZを欲しがって買い、その代金支払いのために負担した借金返済などに給したこと」と認定しているが、購入経緯・代金支払い状況からすれば、（MがフェアレディZを欲しがったにせよ）Mは北野の名義・計算の下に購入しており、原判決の「Mが1人でフェアレディZを購入した」という認定は、「Mの単独犯行」という辻褄を合わせるために事実を歪曲したものである。

心神耗弱の主張
原判決は「Mは知能指数が高く、犯行時も責任転嫁を目論んで冷静な打算をできる奸智に長けた女」とするが、犯行は極めて杜撰かつ発作的・衝動的としか言いようがない無計画性が目立つ。その間の落差と、Mが原審（第一審）公判中にしばしば挿間性の異常状態を繰り返した事実を重ねれば、Mは犯行時、心神耗弱状態だったと疑われる。原審で行われた精神鑑定と別に、改めて専門医による精神状態の解明が必要で、そのようなMの症状を無視した原判決には重大な事実誤認がある。
- 弁護団による控訴趣意書には、医師の中谷陽二（東京都精神医学総合研究所）が、第一審で（1983年に）実施された精神鑑定の結果が原判決に反映されていないことを問題視し、Mの犯行時の精神状態を精神医学的見地から再検討することを求める内容の意見書を付した。

量刑不当の主張
現在は先進文明国のほとんどが死刑を廃止し、それが世界の潮流にもなっている。たとえMの刑責が免れ難いとしても、死刑は過酷・不当である。
その後、検察はMへの答弁書を作成して提出し、北野も同年9月28日付で検察側が提出した控訴趣意書に対する答弁書を提出した。
同年11月1日、被告人Mは7年余り暮らした富山刑務所拘置区から金沢刑務所拘置区へ身柄を移された。また同月18日には、富山・石川・東京などの女性らが、Mを支援し、死刑廃止や公正な裁判の実現、獄中での人権擁護を求めることを目的とした組織「Mさんを支える会」を発足させた。倉田は、初公判前に名古屋高等裁判所金沢支部で打ち合わせが行われた際、裁判長が期日指定と終結の見通しばかりを気にしており、自身が「死刑事件だから、丁寧に審理してほしい」と言っても怪訝な顔をされた旨を述べている。一方で倉田は控訴審が始まって以来、死刑廃止論を弁護活動の基本に据えていたが、Mは倉田について「（弁護活動は）情状論が主で、事実関係を争ってくれない」と不満を示していた。
一方で北野弁護団は初公判前の四者協議で、北野の審理を被告人質問が終わる1990年（平成2年）春以降、Mと分離することを求めた。これは北野の審理の早期結審が狙いであり、黒田によれば検察側もこれに同意の意向を示したほか、裁判所側からも早期結審に前向きな感触が得られたというが、分離公判には至らなかった。また弁護団は本事件には「予断に満ちた過剰報道」「男女の関係に関する地域社会の偏見」が背後にある、と分析した上で、それが「誘拐殺人は女一人ではできない」という捜査機関側の予断に繋がり、当事者の供述ばかりが過信されて物証の捜査が後手に回ったことで生まれた「昭和50年代の新しい型の冤罪」と位置づけ、1988年3月から全国を行脚して裁判経過・取り調べ状況などについて講演活動を行い、北野の「完全無罪」を世論として浸透させることに力を入れていた。

### 控訴審初公判
1989年11月28日に、名古屋高裁金沢支部第二部（濱田武律裁判長）で控訴審の初公判が開かれた。同日の審理に先立ち、両被告人の弁護人は「被告人の防御権が相反する」「死刑と無罪では裁判構造が異なる」として、分離公判を請求したが、同高裁支部は「重大事件なので時間を費やして審理しなければならず、（両被告人の）証拠も共通している」として請求を却下し、2人の審理を併合して進めることを決めた。
同日、検察官は控訴趣意書朗読で、「2人は一心同体で、共通の借金返済に苦しんでいた。北野が両事件に加担することは十分認定できる」と主張し、（北野を無罪とした）原判決の事実誤認を訴えた。次いで被告人Mの弁護人が控訴趣意書を朗読し、事実誤認・量刑不当を訴えた。
その後、北野側は検察官の控訴趣意に対し、「共謀を認めた北野の自白は取調官に強要されたものだ。また、Mの供述は北野に責任を転嫁しようとしたもので信用できない。検察の控訴は控訴権の乱用で、違法である」と答弁し、控訴棄却を求めた。次いで、検察官はMの控訴趣意について「北野の存在でMの刑事責任が軽減されるものではなく、心神耗弱の主張も認められない」と答弁した上で、証人11人（うち新証人は2人）および5か所の現場検証などを請求した。

### 公判分離
名古屋高裁金沢支部は、まず被告人Mへの被告人質問を行う意向を示したが、倉田はこれに反対し、異議申し立てを行った。これは、高裁支部が第一審の心証をそのまま引き継ぐことになり、今後の審理の展開が不利になることを危惧したためで、検察官もそれに賛同したが、北野弁護団は裁判所の決定を支持。Mへの被告人質問はそのまま行われることとなったが、倉田はこれに抗議の意を示すため、裁判官忌避を申し立てたものの、却下され、最終的に最高裁への特別抗告も却下された。
一方、Mと接見を重ねていた倉田は、Mの精神の不安定さを察し、M本人からも「医者に診てもらいたい」と要望されたため、第一審で実施された精神鑑定書を持参し、中谷陽二のもとを訪れた。中谷は、「鑑定書に記載されている脳波異常とヒステリー症状との関係は不明であるとしても、脳機能の何らかの障害を示唆するものとして無視できない所見」「現在および犯行時の精神状態について、精神医学的見地から再検討することが是非とも必要」という見解を示した。これを受け、倉田も精神医学的見地から争うことを考えたが、Mや彼女の支援者たちはその弁護方針に反発し、最終的に倉田は弁護人を解任されることとなった。
1990年（平成2年）1月23日に開かれた第3回公判から、検察官による被告人Mへの質問が実施されたが、同年8月18日付で、被告人Mは弁護団を結成していた弁護人4人（主任弁護人：倉田哲治）の解任届を提出した。その後、第13回公判（同月28日）までに新たな弁護人が選任されなかったため、刑事訴訟法の規定により、Mについては控訴審の審理ができなくなった。しかし、続く第14回公判（9月11日）・第15回公判（9月25日）でも弁護人不在の状況が続き、第16回公判（10月9日）で、高裁支部はそれ以上の審理の遅延を防ぐため、「次回公判（10月23日）からMと北野の審理を分離する」と決定した。
第17回公判（同年10月23日）および、第18回公判（同年11月13日）では、北野に対する検察官の質問が行われたが、北野は検察官に対し「不当な控訴により、自分は家族ともども苦しめられている」と訴えた以外、検察官の質問には一切答えなかった。第19回公判（1990年11月27日）では、検察官が申請していた証人（「1980年2月25日早朝、『北陸企画』前に白いライトバンが駐車してあった」と証言した新聞配達員の女性とその母親）が「10年前のことで、（事件当時の）記憶が不正確」として、出廷を拒否。同日、北野の弁護人は裁判官（濱田および井垣敏生・秋武憲一の両判事）に対する忌避申立書を提出したが、名古屋高裁刑事第2部（本吉邦夫裁判長）は申立を却下した。一方、検察官は「殺害・死体遺棄の実行者を特定し、2被告人の共謀の有無を判断するために必要」として、事件当時と同じ積雪時に現場検証を実施するよう申請。これを受け、名古屋高裁金沢支部は1991年2月13日に富山事件の現場で、6月4日 - 5日には長野事件の現場で、それぞれ現場検証を実施した。
一方、1990年10月26日には名古屋高裁金沢支部により、Mの国選弁護人が選任された。新たな弁護人は、小堀秀行・押野毅の両名で、彼らは就任後、金沢刑務所拘置区で面会したMに対し、「事実をすべて私たちに話してほしい」と説得を続けた。Mは「言葉遣い、物腰ともに柔らかく、親身になってくれる」という理由から、彼らを信用して態度を軟化させていった。また1991年（平成3年）4月には、2人がBの遺族から「Mには死をもって償ってもらうしかない」などと書かれた手紙を受け取り、その内容をMに伝えた上で、「事実を隠していては遺族への謝罪にはならない」と説得した。Mは当初、弁護人に対しては「真実を話す」と新供述を口にしつつも、法廷での証言は拒否していたが、2人から粘り強く説得された末に、第22回公判の当日（1991年6月25日）朝になって2人に対し「法廷で本当のことを話します」と伝え、その言葉通り「新供述」を法廷で展開した。

### 再併合後
第21回公判（1991年5月28日）で、新たに選任された被告人Mの国選弁護人2人が、それまで無関与を主張していた富山事件について、「北野と共謀した。殺害実行犯は北野」とする内容の控訴趣意補充書を朗読した。その後、両被告人の審理が再び併合され、北野の弁護人は「北野に対する検察の控訴と、Mによる控訴を分離し、新たな証拠調べを行わず、直ちに前者の控訴を棄却する判決を求める」とする意見書を朗読した。一方でMが長野事件について、第一審から一転して「北野と共謀した」と供述を一転させたため、検察官は長野事件の現場検証を申請した。
第22回公判（1991年6月25日）で、M側の弁護団がMに対する被告人質問を行った。Mは同日、それまで全面的に関与を否定していた富山事件について、「北野と共謀し、富山駅で初対面のAを誘った。殺害は北野が実行した」と、新たな供述を展開。また「実行犯は北野」と主張していた長野事件についても、「Bを誘拐後、北野と待ち合わせて合流する約束をしたが、待ち合わせ時間になっても北野が来なかったため、『自分が殺すしかない』と考え、林道に駐車してBを絞殺し、死体を遺棄した」とそれぞれ供述した。このように新たな主張を展開した理由については、「弁護士から、Bの父親から届いた手紙の内容を聞かされ、『自分のことをわかってもらうためには勇気を持って打ち明けないとダメだ』と説得されたから」と話した。また、続く第23回公判（7月9日）では、長野事件のことを11年間偽証し続けてきた理由について、「逮捕前に北野と打ち合わせをし、『自分が両事件とも実行し、北野は無関係』という口裏合わせをしていたが、第一審の意見陳述の際、北野から聞くに堪えない中傷や悪口を言われたから」と述べた。
1991年8月31日までに、北野の弁護人は、「なぜ、殺害現場に行かなかったのか－北野の一貫した『嘘話の存在』主張」と題した最終弁論の要旨（3部に分けたうちの第1部）を名古屋高裁金沢支部に提出。この要旨で弁護人は、「Mと北野は、検察官が主張するような『一心同体』の関係にはない。北野はMの金儲けの話に騙され、振り回されていただけで、事件には関与していない」と主張した。その後、「辛酸な冤罪の原因は何か」と題する第2弾と、第3弾（検察主張に対する反論とまとめ）を提出した。
控訴審は1991年11月12日の第28回公判で結審。同日の最終弁論で、検察官は改めてM・北野両被告人の共謀を主張し、両被告人への有罪（北野について第一審判決の破棄、およびMの控訴棄却）を求めた一方、北野の弁護人は無罪（検察側の控訴棄却）を、被告人Mの弁護人は死刑判決の破棄（量刑の減軽）をそれぞれ求めた。

### 控訴審判決
1992年（平成4年）3月31日に控訴審判決公判が開かれた。名古屋高裁金沢支部第二部（濱田武律裁判長）は、Mを死刑、北野を無罪とした第一審判決を支持し、北野について有罪を訴えていた検察と、自身への死刑を不当としていた被告人Mの双方からなされていた控訴をいずれも棄却する判決を言い渡した。
名古屋高裁金沢支部 (1992) は、Mが第一審から引き続き殺害を否認した富山事件を中心に事実認定を行った。また、以下の通り、2人が密接な関係にあったことに着目した上で、「Mは事情を知らない北野を利用して犯行におよんだ。その上で、北野が白になるだろうことを利用し、彼と一心同体関係にあった自分自身も白になることを狙った」という判断を示した。『北日本新聞』社会部記者の吉倉和彦や、富山大学教授の駒城鎮一、井口は、本判決を「原判決（第一審判決）以上に、北野の無実を明確に浮かび上がらせた判決」と評価した。
富山事件に関する疑問と考察
名古屋地裁金沢支部 (1992) は、被害者Aが2月23日、自宅に帰宅のバス便まで連絡しておきながら「北陸企画」に無断外泊していた点や、24日朝に自宅の母親に電話していた（その時点でMがAを殺害して身代金を得ることまで気としていたならば、その計画が破綻しかねない）点、MがAを「北陸企画」に1人残して外出していたのに、Aが「北陸企画」を出ず、24日朝 - 25日昼まで家族に電話もせずもう一晩外泊したことを「この事実を殺人までも予定していたという誘拐事犯における被拐取者の取扱いとしてどのように解釈したらいいのであろうか。Aにはその間、脅迫、暴行等の外的圧力を加えられ意思に反して自由が拘束されていたような形跡は窺えない」と指摘。さらに、MがAと2人で外出してドライブインなどで食事をするなどしていた点について、「余りにも不用心で大胆にみえるが、これを単に甲の無神経さや杜撰さというような理由で説明することができるだろうかなど、疑問とされる問題点は多いのである。」と判示した。
その上で、原判決が「Aは帰宅や待ち合わせの約束を守るつもりだったが、Mによって引き留められていた」と結論づけた点について、Aの電話内容と行動・態度の点から疑問を呈した上で、電話のやり取りについて分析。「Aが無断外泊をしたのは、進学に伴って臨時収入を欲しがっていたところ、Mから非常に魅力的なアルバイト話を斡旋されるなどしたことが考えられる。MはそのAに対し、そのアルバイト話しの成否の鍵を握る『社長』なる人物を餌とし、その社長の都合がつかないことを理由にAを引き留めていたと十分考えられる。その間、Aが強制された気配もないのに2日も無断外泊し、家族の心配も知りながら1日以上も電話連絡しなかった不自然・不合理な態度も、Mが自分の犯罪計画を悟られることなくAを事務所に引き留めつつ、自宅への電話連絡を封ずるため、Aに対し『自分で家の方に所在を明らかにしたり、アルバイト話を勝手に喋ったりしたら、折角のうまい話が壊れてしまう』として『自分と社長が直接家までついていって話してやるまで待つように』などと指示していたものと考えれば、Aの態度に関する不審も解消する」「Aが『北陸企画』に連れ込まれてから同所を出て殺害されるまでの間に、北野と直接接触したことを窺わせる状況は電話内容からは認められない。むしろ、仮にMの単独犯で、北野の存在を利用する工作を考えたならば、北野の存在に信憑性を持たせるため、Aに対し（25日の電話までに）何らかの方法で北野の姿を垣間見せるような工夫をしたことも考えられる」と指摘した。また、Mが身代金目的で誘拐したはずのAと2人で外出して食事をするなどした点については、「MはAを誘拐した後も、しばらくは殺害を逡巡していたが、25日夜、Aを『北陸企画』から連れ出す直前ころになってようやく殺害を決意した」と判断した。
Mの実行正犯性
原判決の「一連の犯行はすべてMが単独で実行した」とする判示について、控訴審で新たに実施した事実取り調べの結果を合わせ再検討したが、「原判決が挙示する関係証拠から、Mの単独犯行は十分に認定できる。それに反するMの捜査段階および原、当審公判における供述は信用できず、他にこれを左右する証拠や状況もない」と判断した。Mが反論材料としていた以下の点についても、「有力な根拠になりえない」として、主張を退けた。
Mの母親によるアリバイ証言
Mの母親による「娘は2月25日22時ごろに帰宅し、26日早朝に北野からの電話で北陸企画に出掛けた」というM自身の弁解に沿う証言については、「Mの母親は捜査段階ではそのようなことは供述しておらず、公判でもそれを秘匿していたことについて納得できる理由を説明できていない」「本件各犯行を通じて疑われるMの罪証隠滅工作の可能性も考慮すれば、Mが母親に本件の真相を明かさないまでも、自己の罪責を免れるために偽装的供述を頼んだこともありえなくはない」と指摘し、「補強証拠としての価値は認められない」と結論づけた。
フェアレディZの燃費と走行距離の関係
M側は「フェアレディZの当時の燃費は、同型車での走行実験によって得られた結果を信用すべき数値として計算すべきなのに、原判決はそれを否定した上で、Mの『いったん北陸企画まで引き返した』という弁解を排斥し、25日の給油から26日までの間に北陸企画から約125 km離れた死体遺棄現場（数河高原）まで1回しか走行していない旨を認定している」と主張していたが、「自動車の燃費は同一車種でも多少の個別差があったり、運転者の技量や当時の具体的な運転方法によって相当の誤差が出てくるのもやむを得ない」と判断し、論旨を退けた。
両事件での殺害方法（紐の絞め方など）の違いなどについて
M側は「富山事件と長野事件では、各被害者の死体の状況を見れば、殺害に用いた紐の絞め方や、その後の処置方法が著しく異なっている（富山事件では一重の紐を2周巻き、正面できれいに2回小間結びをした一方、長野事件では2つ折りした帯を左側頸部で乱雑に1回縦結びしている）」と指摘した。しかし名古屋高裁金沢支部は、捜査段階で2人の紐の結び方を知るため、風呂敷を結ばせるなどして観察した結果（Mは小間結び、北野は縦結び）と、殺害実行犯に関するMの自白内容（「富山事件では北野、長野事件では自分」と供述）が逆の結果になることを指摘。「小間結びも縦結びも、決して特異な形態ではなく、2人の結び癖だけでは殺害実行犯は特定できない。一般的に考えても、人を絞殺するという異常な犯行におよぶ際には、当然極度の緊張・興奮状態になるだろうから、その時の犯人が必ずしも日常的な同一行動を取るとは限らない」として、「それぞれ時期・場所・被害者など異なった状況下で行われた本件各犯行における所論指摘程度の食い違いをもって、両事件の犯人を別人と結論づけることはできない」と結論づけた。
供述の信用性
以下のように、「両者の供述とも、各事件での共謀を証明するだけの証拠価値はない」とする原判決の判断を追認した。
Mの供述の信用性について
Mの弁解内容が捜査段階から二転三転し、内容自体にもいくつもの不自然・不合理な点がある点に加え、Mが控訴審で改めて（それまで否定していた）誘拐を認めた点から、「従前の弁解の虚構性を自分から一部暴露している」と指摘し、その誘拐を「北野との共謀による身代金目的の犯行計画の一環」と言いつつ、当のAを北野に預けたまま「北陸企画」から一時帰宅し、その後に北野が単独でAの殺害におよんだとする主張は変えていない点を挙げ、「逆に事実の流れを不自然なものにしているものだ。いずれにしても、Mの弁解の信用性に消極的評価をする原判決の判断は正当である」と指摘した。
その上で、検察官の「Mは捜査当初こそ、北野をかばって自身の単独犯行を主張していたが、やがて『北野と共謀し、自身が実行した』という自白をするようになってから、共謀の存在に関しては一貫した供述をしており、少なくともその点は信用できる」という主張については、Mの供述内容が捜査段階以降大きく変遷し続けたことを踏まえ、「その供述には作為的に虚偽を交える工作された疑いがある上、起訴事実に沿う自白や不利益供述の部分も、供述内容が様々に変動して安定性に欠け、内容的に見ても不自然・不合理なものであり、体験供述性にも欠け、客観的事実にも符合せず、北野の供述とも齟齬する。中には明らかに虚偽の供述も交じるなど、信用性は甚だ乏しい」として、信用性を否定し、「Mは自己の罪責を免れようとして、作為的な供述操作を行ったことが疑われる」と判断した。
一方、原判決が「Mが捜査当初に単独犯行を自白したのは、最終的に、北野に責任転嫁する供述を捜査官に信用させるため、捜査当初から意識的に供述を少しずつ変遷させるなど、巧みな操作をしたものであり、北野を愛情ゆえにかばったわけではない」と判示した点については、「全面的には同調できない」として、「最終的に北野が実行犯であるとする責任転嫁供述を行うようになったのは、取り調べを受けるうちに、捜査官の北野への予断の強さを察知し、自らが極刑に処されることへの恐れから、改めて自己保身のために虚偽供述をしたと考えても不自然ではない」という判断を示した。
北野の供述の信用性について
北野の供述については、「内容自体が著しく不自然・不合理である。仮にその供述が真実の共謀事実を述べているなら、捜査官は当然疑問点を追及して理由を明らかにするはずだが、それらの不審点の説明は調書にほとんど録取されておらず、『自白そのものが虚構であったため、合理的理由付けが出来なかった』という疑念が生ずる。特に長野事件の場合は、富山事件の失敗を踏まえての再犯行である以上、より緻密かつ周到に計画が練られるはずだが、もし2人で共謀して実行したとなれば、それぞれの役割分担があらかじめ相談され、具体的に決められて当然なのに、そのような形での謀議がなされたことの供述もまるで欠けており、不可解である」と指摘し、信用性に疑問を呈した。
そして、「捜査官の取り調べ方法と、2人の密接な男女関係や、本件各犯行の在り方などの中に、本来の刑事責任とは別に道義的責任を取るといった意味での制裁を甘受しようとする心情が形成されていく背景事情も認められるなど、供述の真実性を歪める要因も存在する」と指摘した。
北野との共謀の可能性
間接事実
原判決の間接事実に関する事実認定とその評価について、以下のように判示し、「一部について必ずしも同じ見解に立てないものもあるが、全体的に、それらの間接事実が共謀を推認させるには足りないものであるという結論には同調できるし、逆に共謀による犯行に疑問を抱かせる他の状況も認められる」と結論づけた。
富山事件の際、北野が「北陸企画」に出向いた事実の有無について
2月25日早朝、北野が「北陸企画」に出向いたか否かの点について、原判決は「共謀の存在に決定的な意味を持つ」としつつ、その可能性を否定する旨を認定していたが、その点については「原審で『北野のバンが北陸企画前に駐車してあった」と証言した女性の証言・供述内容を鑑みれば、北野がMの電話に応じて北陸企画に出向いた事実は否定し難い。しかし、北野の『その時は、事務所では誰にも会わなかった』という供述（＝当時、誘拐したはずのAがいる場所まで行ったが、何もせずに帰ってきたことを意味する）も考えれば、これはかえって北野が犯行には関与していなかったことを推認させる情報とみなさざるを得ない」と判断した。
Mと北野の関係性について
Mと北野の関係性（検察官が「一心同体性」があったと主張していた）については、原判決の「北野は長野事件の際、一緒に富山を出てから富山に帰るまで終始Mと行動をともにし、Mが身代金要求電話を掛けた際にその近くにいたり、高崎駅（身代金受領現場）まで同行して警察官の気配で逃げ出すなどしたのは、一般的に見れば、両者の共謀を示す間接事実とも取れるが、Mは警察の目をくらましたり、責任を転嫁するなどの目的で、情を知らない北野を利用するために同行させていた可能性がある」という判示について、「これは検察官も反論するように不自然・不合理に過ぎる推論で、（最終的に極刑も予想される重罪の刑責を）無実の北野に被せることは、北野本人の了解なしにはまず不可能で、そのように見込みがない企みをMが画策していたとは信じ難い」と指摘した。
その上で、「検察官が主張するように、本件は『Mは一切北野と無関係に犯行におよぶか、情を明かして共同で行うかのどちらかであって、その中間（北野を終始同行させ、欺き続けながら犯行におよぶ）といった事態は考えられない』という主張にも賛成できない。2人の密接な男女関係を前提に、証拠上認定できる多くの間接事実や、捜査段階におけるMの言動、北野の発言（弁護人との接見時や、公判での弁解で述べられた『Mから聞かされた嘘の儲け話』）などを総合して勘案すると、原判決の推論とは違った意味合いで、Mが『情を知らない北野の利用』を企んだ可能性は十分に存在すると考えられる。つまり、検察官が否定するところの『北野はMの策謀により、その存在や行動を利用された』という疑いが濃厚だ」と指摘。
その内容については、「Mは北野に対し、犯罪計画を打ち明けることなく、他の口実で同行を求め、運転の便宜や心身の安らぎを求めることなどの協力をさせる以外にも、自身とほとんど同一行動を取らせはするが、肝心の犯行は自身が単独で実行し、北野には関与させないでおく。その後、犯行が発覚しそうになったら、2人の男女関係や行動から、『当然、2人が共同で犯行におよんだはずだ』と思い込み、疑って掛かるだろう捜査官の常識的な予断を利用し、北野に容疑を向けさせる。当然、何も知らない北野は『全く身に覚えがない』と本気で弁明することが期待されるし、現実に事件にも関与しておらず、彼の犯行を裏付ける直接証拠も存在しないばかりか、完全なアリバイさえも成立する場合もあり、最終的に有罪にされる心配はない一方、Mの方は『北野と一体的な関係にある』と思い込ますことで、捜査官の追及を言い逃れる……といった策謀をもって行動したことが、極めて強い可能性を持って浮かび上がってくる。つまり、原判決が推論する『無実の北野を犯人に陥れる（黒）代わりに自身が罪を免れる（白）』という形での罪証隠滅工作（「犯人工作」）ではなく、逆に自分たち2人の一体性を利用し、犯行に直接関係していない北野を容疑者に仕立てて注目させ、彼に影武者的役割を果たさせて捜査陣を惑乱させ、最後には北野が無実になるだろうこと（白）に乗じて、M自身も刑責を免れよう（白）という効果を狙った二個一戦術ともいえるような企み（「容疑者工作」）を狙った余地もある。諸般の状況を合理的に推理すると、むしろその可能性は非常に高いものと思われる」という判断を示した。
また、「原判決は、Mと北野の共謀を否定し、Mの単独犯であることをいうため、犯行の背景・動機面でMの独自性を強調し、当時の2人の男女関係の実態を消極的に眺めすぎたきらいがある。富山事件以前の2人の愛情・日常生活面での関係は、（一心同体か否かは別にして）相当に密接な男女関係にあったことは否定できず、Mが動機の1つとして、北野のため（病気治療費の捻出など）や、彼との関係の維持継続にも役立てる必要資金を手に入れる意図でもあったことはあながち排斥もしにい。両者の借金も、互いに解決すべき問題と意識していたことが推認でき、原判決の犯行動機に関する判示（M自身の借金返済のみが理由）は必ずしも支持できない」と、原判決の判断と異なる判断も示したが、その点についても「事実誤認とまでは言えない」と結論づけた。
以上のような判示を踏まえ、「いずれの事件もMの単独犯として、北野を無罪とした原判決は相当である」と結論づけ、Mや検察官の論旨を退けた。
心神耗弱および量刑不当の主張について
公判中、Mが健康状態を損なったことを認めた一方で、原審で行われた精神鑑定の結果や、Mの犯行時および捜査官からの取り調べを受けている段階の言動から、「心身の異常を示すものは認められず、犯行時から現在に至るまで、心神耗弱状態だったとは認められない」と判示した。
量刑面については、最高裁が示した死刑選択の是非に関する基準を踏まえ、「この基準に基づき、死刑を選択することに異論の余地がないほど犯情が悪質な者に対し、ことさらその運用を避け、運用面で事実上の死刑廃止を図ることは許されない」とした上で、「各犯行の罪質、動機、態様その他すべての量刑因子を見ても、悪質さ重大さの度合いは、それ自体凶悪犯罪とされる同種類型の中でも際立っており、もはや情状酌量の余地は全く認められない極悪の犯行と位置づける以外にない。死刑制度そのものを否定しなければ、本件のような事案につき、死刑の選択を避ける量刑を妥当とする立場があるとは思えず、近時の量刑動向が死刑の選択に慎重の度合いを深めている現状を参酌しても、本件で被告人 (M) を死刑に処するのは誠にやむを得ない」として、M側の論旨を退けた。

#### 北野の無罪確定
名古屋高検は北野の無罪判決について最高検と協議した結果、適法な上告理由（憲法違反および最高裁判所の判例への違反など）が見当たらないことから、上告を断念。これにより、上告期限が切れた1992年4月15日0時をもって北野宏の無罪が確定した。
無期懲役以上が求刑された重大事件で、一審・二審とも無罪になった事件は、「日石・ピース缶」爆弾事件（検察側が上告を断念し、無罪が確定）以来、2例目だった。

## 上告審
一方、被告人Mの弁護人は1992年4月2日付で、M本人も翌日（4月3日）付で、それぞれ最高裁判所へ上告。Mは同年8月5日、金沢刑務所拘置区（金沢市）から名古屋拘置所へ移送された。名古屋高裁金沢支部は北野の刑事補償（後述）などの手続きが完了し次第、第一審の記録122冊と、控訴審の記録13冊（段ボール箱20箱分）を最高裁に送った。
Mの弁護側（弁護人：浦部和子、成田龍一、野田房嗣）は1994年12月26日付で、最高裁第二小法廷に上告趣意書を提出した。全359頁におよぶ上告趣意書の内容は、事実誤認（Mの実行正犯性の不存在・北野との共謀の存在など：上告趣意書23-306頁）、審理不尽（同307-315頁）、量刑不当（同316-318頁）、死刑制度や死刑執行の違憲性（同319-359頁）を主張するものであった。
1998年（平成10年）6月26日、最高裁第二小法廷（河合伸一裁判長）で、上告審の公判（弁論）が開かれた。上告審における新証拠はなく、弁護人（弁論要旨の陳述：成田龍一）は第一審・控訴審と同じく、北野との関係の緊密さや、経済面での一心同体性などを挙げ、北野との共謀を強調。「富山事件は北野が殺人・死体遺棄の実行犯で、Mは被害者Aの遺品を捨てただけだ。長野事件も『北野との共謀はなく、Mの単独犯行』とした原判決（および第一審判決）には事実誤認がある」と主張したほか、死刑およびその執行方法を含む死刑制度についても、「憲法の保証する生命権を害するもので、違憲である」と主張。また、「Mは犯行時、心神耗弱状態で、多重人格の疑いもあったが、原審は精神鑑定を却下するなど、審理を尽くしていない」「Mは深く反省しており、死刑は重すぎる」と、審理不尽および情状面も訴え、無期懲役への減軽を求めた。

### Mの死刑確定
1998年9月4日、被告人Mは最高裁第二小法廷（河合伸一裁判長）で上告棄却の判決を言い渡された。これを受け、判決の訂正を申し立てたが、その申立も同年10月7日付の第二小法廷決定［事件番号：平成10年(み)第4号、平成10年(み)第5号］によって棄却され、同月9日付でMの死刑が確定した。
富山県内で発生した死刑確定事件は、本事件が戦後4件目で、戦後の日本で女性の死刑が確定した事例は、Mが7例目だった。また、永山判決（1983年7月8日：第二小法廷判決）以降に判決が確定した身代金目的誘拐殺人事件としては初めて、殺害された被害者が複数名にわたる事件でもあった。
犯行に用いられたフェアレディZは事件後、押収品として富山地裁の車庫に保管されていたが、Mの死刑確定後となる1999年（平成11年）初秋、19年ぶりに車庫から出され、元の持ち主である北野に押収品還付された。北野は同年、『FRIDAY』（講談社）の記者から取材を受けた際、このフェアレディZ（当時の走行距離：18,897 km）を売却し、その金を「困っている人に寄付」したい旨を明かしている。

#### 遺品返還問題
死刑確定を受け、富山地裁は被害者の遺品の還付手続きを行ったが、還付先は被害者遺族ではなく、死刑囚Mだった。これは、「贓物を除き、押収品は被押収者に返却する」という最高裁の判例（1990年）に基づいた措置である。贓物については、刑事訴訟法（第124条）で被害者への返還が規定されていたが、押収時の所持者＝本来の所有者とは限らず、本来の所有権者を特定することが困難な事例も多かったため、そのような事例については便宜上、所持者に返還することを認めた判例だった。一連の問題を受け、法務省刑事局は「被害者の所有物と分かる押収品は、これまで容疑者段階で返還請求権を放棄させるなどしており、今回のようなことは起きなかった」「法律上、被押収者の異論がなければ押収物は被害者に戻せるわけであり、実務の中でもうまく運用し適正に処理されていると思う」とコメントしていた。
Aの両親は1999年4月、第一審を担当した富山地裁に遺品の還付を問い合わせていた。富山地裁は同年6月、死刑囚Mに対し、事件での押収物を還付する通知書を送り、還付請求権の有無の確認を求めたが、この時点で遺族側が押収物の返還を希望していることを把握していたため、文書には請求権の放棄を促す内容を添えていた。
結局、Mは同年7月に「車検証と自賠責保険証を知人男性に返す以外は、再審請求の鑑定対象物」「（被害者の遺品は）再審請求に必要」として還付を求めたが、「必要ないものは遺族に返還することも考慮する」と地裁に回答。地裁は同月31日、裁判で証拠品とされていた被害者Aの遺品65点（衣類・ブローチ・時計など）について、死刑囚Mを被押収者と認定し、Mに遺品を返還した。名古屋拘置所はその直後（8月3日）、Mの願い出に基づいて31点を廃棄処分にした。ただしMに還付された65点のうち、岐阜県内で発見された着衣など11点は事件当時、岐阜県警が「遺留者不詳」として押収したものであり、Mは「被押収者」には該当していなかったことが判明している。検察は裁判でそれら11点について「遺留者は北野」と主張していたが、Mの単独犯として北野の無罪が確定して以降も「遺留者不詳」のままになっていた。
一方で富山地裁は同年8月、被害者Aの遺族にその旨を連絡した上で、「遺品が必要な場合、Mに請求できる」などとした事務連絡文書と押収品目録を送った。また、Mに対しても遺族の希望を伝える事務連絡文書を出した。しかし、Aの遺族（両親）はこれを問題視し、「遺族感情を配慮しない手続だ」と弁護士に相談。9月7日には富山地裁を訪れ、「遺品を返してほしい」と要請したほか、同月11日には名古屋拘置所宛に遺品の返還を求める手紙を送ったが、遺品のうち31点は既に廃棄されていた。名古屋拘置所は9月中旬に手紙を受け取ると、その手紙の内容を確認した上でMに渡したが、Mは残る遺品34点のうち、現金以外は同月21日と10月18日にそれぞれ廃棄した。同年12月には、Aの両親宛てにMから、現金165円（当時のAの所持品）と「荷物は既に処分した」という手紙が届いた。Aの遺族が特に返還を望んでいた遺品は、Aの顔写真が入った仮免許証、Aが生前最後に金沢で購入したブローチ、そして「『不良のようなズボンをはいていた』という当時の心ないうわさ（後述）を打ち消すことができる」と望みを賭けていたジーパンだったが、いずれも彼らの手元に戻ることはなかった。
この問題を受け、Aの両親は法制度に疑問を感じ、全国で初めて「犯罪被害者支援対策委員会」を設置していた静岡県弁護士会から全面支援を受け、被害者の置かれている現状を広く訴えることを決意した。この時は、自分たちが行動を起こせば、自分たちの名前が再びマスコミに登場し、「再び取材攻勢を受けるのでは」「他人にまたも誤解され、中傷を浴びるのではないか」という不安も抱えていたが、最終的には「今、声を上げなければ、自分たちと同じ苦しみを味わう人が再び現れる」と考え、行動を起こすことを決めたという。
2人は2000年（平成12年）2月8日、法務省で臼井日出男法務大臣と面会し、臼井からミスを認める言葉と謝罪を受けたほか、同様の事態を再発させないための法整備などを求める意見書を提出した。また、弁護士の白井孝一（静岡県弁護士会犯罪被害者支援対策委員会委員長）・諸澤英道らによる取り組みにより、裁判所・検察庁とも押収物の還付に関する取り扱い方法の見直しを行った。具体的には、以下のような改善である。
- 各裁判所 - 被害者側が公判の証拠となった押収物の所有者で、被告人の刑確定後に返還を求めた場合、その意向を被告人だけでなく刑事施設（刑務所・拘置所など）に連絡する。[94]
- 各検察庁 - 被害者の所持品を被疑者から押収した場合、返還請求権を放棄させるよう徹底するとともに、被害者の所持品であることを刑事施設に通知する。[94]
- 刑事施設 - 受刑者らに押収物が返還された場合、裁判所や検察庁から「被害者の所有物」と通知された場合は、勝手に廃棄処分しない。押収物が被害者の所有物かどうか明らかでない場合は、民事訴訟などで所有権が確定するまで保管し、可能な場合は遺族に返還する。[94]

しかし、「押収物は被押収者に返還する」という基本原則の変更までには至らなかった。臼井法務大臣は2000年1月18日、閣議後の記者会見で「確実に（遺品が）被害者に返還されるよう、法律運用の改善で対応すべき」と述べた一方、刑事訴訟法などの改正については「それぞれしっかりと判断すれば対応可能」と否定的な考えを示した。そのことを踏まえ、諸澤英道 (2016) は、一連の問題についてこのように述べている。
また、遺族の支援に取り組んだ弁護士の白井は、臼井の記者会見での発言を受けて「法相がここまで被害者に配慮した発言をしてくれたことは大きなステップだ」と評価した一方、法改正に否定的な見解を示された点については「運用で改善はされるだろうが、被害者に返すことを条文で明記しない限り、義務と権利は発生しない。悲劇が再び繰り返される可能性はある」と指摘している。

## 獄中における死刑囚M
Mは死刑囚らによって構成される「日本死刑囚会議」（麦の会）の代表を、（1998年9月時点で）4年あまりにわたって務め、半年に1回程度発行されていた会報への投稿をしていた。一方、1983年ごろからは獄中で般若心経や阿弥陀経の写経を行うようになり、その写経を被害者遺族宛の謝罪の手紙に添えて送った。その理由について、Mは上告審判決後に弁護人を通じて発表した手記で、長野事件の被害者Bの父親が、法廷で自身への恨みや憎しみの言葉を述べなかったことについて、「どんな罵詈雑言を浴びせられるよりこたえました」と言及した上で、「B様の写真に向かって朝晩、読経と御詫びをしています」と述べている。しかし、その手記には富山事件への反省の言葉はなく、以下のように死刑確定に対する不満も顕にしている。
また、富山事件の遺族宛に謝罪の手紙を送る一方で、「私は悪いなんて思っていない。いい加減なことをマスコミに言うな」、「減刑嘆願書を早く書いてほしい」と要求する手紙を送るなど、遺族の心情を逆撫でするような言動も取っていた。
Mは第一審公判中の1981年に富山刑務所内で自殺未遂事件を起こして以降、居室をテレビカメラで監視されるようになったが、倉田 (1997) によれば、Mは第一審で死刑判決を受けて以降も、自殺防止のために独居房にテレビカメラを設置され、24時間（用便の時も含めて）監視を受けていた。また、死刑確定後の2014年（平成26年）ごろ以降はテレビ視聴を制限されており、関係者に対し、独居房の室内をカメラで監視されていることに不満を漏らしていた。
2015年（平成27年）に「死刑廃止国際条約の批准を求めるフォーラム90」と福島瑞穂（参議院議員）が、死刑確定者127人を対象に実施したアンケートに対し、M（名古屋拘置所在監）は以下のように回答している。

### 再審請求
死刑囚Mは関係者に対し、「死刑の執行には従うつもりだが、自分は殺害の実行犯ではない。事件の真実を遺族らに知らせるまで死ぬことはできない」と話しており、死刑確定後から2024年（令和6年）時点で5度にわたり再審請求を行ったが、いずれも棄却が確定している。
2003年（平成15年）12月（11日ないし12日）、死刑囚Mは富山地裁への第1次再審請求を行った。Mおよび弁護人は、確定判決への疑問点として、犯行現場までのガソリン消費量や、北野と被害者との接触の可能性などを挙げ、「Mの犯行を裏付ける客観的証拠がない」と主張した上で、「確定判決はMの供述の変遷をあまりにも単純化し、北野を利用したという形で図式化した」として、有期懲役を言い渡すよう求めていたが、富山地裁（手崎政人裁判長）は2007年（平成19年）3月23日付で、「Mの主張は新証拠を示さず、原判決の証拠の評価や採否の不当性を主張するにとどまり、再審の理由はない」として請求棄却の決定を出した。
第1次請求の棄却を受け、Mは2011年（平成23年）8月15日付で富山地裁に第2次再審請求を行ったが、富山地裁（田中聖浩裁判長）は2013年（平成25年）2月25日付で請求棄却の決定を出した。その後、弁護人は同月28日付で名古屋高裁金沢支部へ即時抗告したが、2014年3月18日に最高裁で特別抗告を棄却する決定が出されたため、M本人が同年3月21日（請求棄却の確定直後）に自ら3度目の再審請求を提起した。
第3次再審請求に当たり、2014年4月に弁護人が理由書を提出したほか、同年8月30日には補充意見書2通を提出した。さらに同年9月29日には、8月に提出した意見書の主張を補足する補充意見書（「殺害実行犯は自身ではなく、北野である」とする旨の主張）を提出したが、富山地裁（田中聖浩裁判長）は2015年3月30日付で請求棄却の決定を出した。同決定への即時抗告についても、名古屋高裁金沢支部（岩倉広修裁判長）から同年11月19日付で棄却決定が出され、特別抗告も最高裁第三小法廷（山崎敏充裁判長）により、2016年（平成28年）2月17日付の決定で棄却された。
第3次再審請求の棄却確定を受け、死刑囚Mは2016年2月18日に富山地裁へ第4次再審請求を行ったが、2017年（平成29年）3月23日付で富山地裁（後藤隆裁判長）は請求棄却を決定。同月27日に即時抗告したが、2018年（平成30年）3月23日には名古屋高裁金沢支部（石川恭司裁判長）が即時抗告を棄却する決定を出した。
2018年12月ごろに5度目の（第5次）再審請求をしたが、富山地裁は2020年（令和2年）12月25日付の決定で請求を棄却した。Mは即時抗告したが、名古屋高裁金沢支部は2023年（令和5年）9月26日付で抗告を棄却する決定を出し、Mは同月29日に同決定を不服として最高裁へ特別抗告した。しかし、最高裁第一小法廷（堺徹裁判長）は2024年（令和6年）11月27日付でMの特別抗告を棄却する決定を出したため、第5次請求も棄却が確定した。

### 出版社などへの民事訴訟
Mは刑事裁判が始まって以降、六法全書や刑事訴訟法の解説書を積極的に読むようになった。また、六法全書・民事訴訟法コンメンタール（注釈書）などを使い、出版社などを相手に多くの損害賠償請求訴訟を起こしたが、その多くは和解という形で終結している。また、男性死刑囚との間で自身の獄中結婚をめぐるトラブルなどで、10件以上の民事訴訟を抱えたこともあったが、佐久間哲 (2005) は「Mには支援者もなく、マスコミに取り上げられることを嫌っているとかで、確定後のようすはなかなか知ることができない。」と述べている。
- 被告人Mは上告中の1996年（平成8年）に、扶桑社と中央公論社を相手取り、事件当時の週刊誌などの記事で、事件と無関係な過去の生活まで虚偽を記載されて名誉毀損・プライバシー侵害を受けて精神的苦痛を受けたとして、慰謝料500万円の支払いを求める訴訟を名古屋地方裁判所に提起[750]。
- 『サンデー毎日』は1980年4月に発行された号[注 155]で、「『M』狂乱のセックスと殺人全計画」などの見出しで事件を報道したが、Mは同記事について1996年に、「同記事には虚偽の事実があり、プライバシーを侵害された」として、同誌の発行元である毎日新聞社を相手取り、損害賠償300万円の支払いと謝罪文を求める訴訟を名古屋地裁に提起した[752]。Mは同誌記事以外にも、『毎日新聞』朝刊記事（1980年4月3日・4日付）の記事に関しても虚偽の内容が記載され、名誉を毀損されたとして訴訟対象としていたが、この訴訟に関しては1999年6月15日、名古屋地裁（久保孝二裁判長）で和解が成立している[751]。
- 週刊誌『女性自身』（光文社）は1980年5月24日号で、「魔性の女M 笑顔のない34年間の悲しいアルバム」という見出しの記事を掲載したが、Mはこの記事について、「生い立ちや事件以前の行動など、22か所の虚偽の記載があり、名誉毀損・プライバシー侵害を受けた」として[753]、光文社を相手に300万円の損害賠償支払いと謝罪文の掲載を求める訴訟を名古屋地裁に提起[754]。名古屋地裁（水谷正俊裁判長）は1998年1月28日に、原告 (M) による請求の一部を認容し[注 156]、被告（光文社）に10万円の支払いを命じる判決を言い渡した[755]。また同社発行の月刊誌『宝石』の記述についても、「虚偽の事実や事件と無関係なプライバシーを書かれた」として、同社および執筆者を相手取り、慰謝料300万円の支払いと謝罪を求める訴訟を提起し、名古屋地裁（高橋勝男裁判官）は被告（光文社および記事執筆者）に総額30万円の支払いを命じる判決を言い渡した[756]。
- 『北國新聞』（北國新聞社）は1980年4月3日付の朝刊で、被疑者として逮捕されたMについて「知人数人を生命保険に加入させ、その受取人になっていた」などと報道[757]。しかし、Mは後に同紙の報道について、「起訴された刑事事件と関係ない過去の生活について虚偽を記載された」と主張し、同社および飛田秀一社長を相手に慰謝料300万円の支払いを求めた訴訟を名古屋地裁に提起した[757]。
- 『北日本新聞』（北日本新聞社）は1980年4月2日、捜査当局が連続誘拐殺人事件と、同時期に山梨県甲府市で発生していた看護婦失踪事件との関連を捜査しているとする共同通信社配信の記事を掲載した[758]。Mは1995年7月、この記事で余罪があるかのように報道されて名誉を毀損されたと主張し、北日本新聞社と共同通信社に計400万円の支払いと謝罪広告の掲載を求めた訴訟を名古屋地裁に提訴した[759]。しかし名古屋地裁（桜林正己裁判官）は1996年7月5日、捜査当局が当時甲府の事件と連続誘拐事件との関連を捜査していたことは事実であり、記載は真実であって違法性を欠くと認定、原告Mの請求を棄却する判決を宣告した[759]。Mは同判決を不服として控訴したが、名古屋高裁（渡辺剛男裁判長）は1997年4月28日、謝罪広告掲載の請求については原判決を取り消した上で「請求内容が特定されていない」として訴えそのものを却下、損害賠償請求についても「当時、連続誘拐殺人事件の捜査本部は甲府事件との関連を捜査しており、記事は十分な取材の上で報道された」として記事内容を真実と認定、原判決を支持してMの控訴を棄却する判決を宣告した[758]。
- また『週刊文春』（文藝春秋）の事件当時の記事に対しても、事件から十数年後に名誉毀損訴訟を起こしたが、訴訟提起当時はその記事の執筆に携わった担当者たちが既に退職していたことや、取材に用いられた資料も文藝春秋側に残っていなかったことから、最終的に和解に持ち込まれている[760]。

大阪・愛知・岐阜連続リンチ殺人事件（1994年発生）の加害者少年（事件当時18歳）は、『週刊文春』の記事内容をめぐって文藝春秋を提訴した際、当時文通していたMや、三浦和義（ロス疑惑の元被告人）からのアドバイスを受けて訴訟に踏み切っている。

#### 佐木隆三の著書をめぐる訴訟
被告人Mは上告中の1994年（平成6年）9月中旬に、佐木隆三が出版した著書『女高生・OL連続誘拐殺人事件』作中の記述93か所について「事実と異なる記述（単独犯行と断定する記述など）があったり、プライバシーや人格権を侵害する記述があったりする。それらによって名誉を毀損され、刑事裁判の判決にも不利益な影響があったと推定される」として、佐木と徳間書店を相手取り、慰謝料500万円の支払いを求める民事訴訟を名古屋地裁に提訴した。第1回口頭弁論は同年11月9日に開かれている。
この訴訟で、名古屋地裁民事第4部（水谷正俊裁判長）は2000年1月26日に「事件とは無関係な原告（死刑囚M）の性関係の記述（計5か所）で、侮辱的な表現が一部認められ、原告の名誉感情が侵害された」と認定し、被告（佐木および徳間書店）に対し、各自50万円（連帯債務）の支払いを命じる判決を言い渡した。
被告（佐木および徳間書店）はいずれも判決を不服として、それぞれ名古屋高等裁判所へ控訴したが、名古屋高裁民事第2部（大内捷司裁判長）は同年10月25日に被告側の控訴をいずれも棄却した上で、附帯控訴した原告側の主張を容れ、第一審判決を変更。第一審で認められた名誉感情の侵害に加え、名誉毀損やプライバシー侵害も認定し、賠償金を増額して被告側に各自75万円（連帯債務）の支払いを命じる判決を言い渡した。佐木は同判決に対し、「浮世離れした判決」と不服の意を示していたが、同判決はその後確定している。

## 無罪確定後の北野
北野は第一審で無罪を言い渡されて釈放された後、友人の紹介を受け、1988年9月から運送会社に就職したが、地元の人々の先入観や偏見は消えず、1年半で退社。その後、新たな就職先を探したが、100社以上から就職を断られるなど、二次被害に苦しめられ、偽名で働いた時期もあった。富山県内の技術開発センターで溶接や金属工芸を学び、1991年9月には雇い先の理解を得て、高岡市内の銅器会社に就職、仏具製作に従事したものの、控訴審判決直前の1992年3月中旬には、風邪や過労などで体調を崩して入院した。その会社も判決後の4月に退職し、それ以降は電気工事関係のアルバイトをして生計を立てていたが、1995年（平成7年）からは人工透析が必要な体になった。結局、北野はいったん就職できても、職場から「裁判になった人を雇う会社なんてろくな会社ではない、と周りに思われているようだ」と言われて退職したり、就職先が得意先から「罪人を雇う社とは契約しない」と圧力を掛けられるようなことがあったため、いったん就職しても3年と続かず、1999年10月時点でも定職に就けずにいた。北野を支援していた中本昌年（富山大学人文学部教授）によれば、北野は釈放後もなお残る根強い偏見のため、マスクで顔を隠さなければ外出できないような時期もあった。北野は1993年（平成5年）に日垣隆から取材を受けた際、釈放から同年時点までに140件就職を断られ続け、3度死のうと思ったと述べている。
一方、「北野宏を救う会」の学習会に出席したり、「救う会」の会員宅で開かれていた「出前懇談会」で取り調べの状況・8年間の拘置生活の体験を話すなど、無実を訴える活動もしていた。また、釈放後から無罪確定後にかけては、「メディアの中の性差別を考える会」が主催する学習会や、弁護士会が主催する講演会に出席し、冤罪被害者としての苦しみや、代用監獄制度の問題点などを訴えていた。
北野の無罪確定後、彼の弁護団は富山地裁に刑事補償を求める手続きを行った。これを受け、富山地裁（下山保男裁判長）は国に対し、北野からの請求全額（27,006,200円）を支払うよう命じる決定を出した。この決定は、北野が働き盛りの28歳 - 36歳にかけて身体拘束と、「社会の多大な関心を集めた重大事件の嫌疑」を受けたことや、釈放後も4年間にわたって被告人としての立場に置かれ、再就職に苦しむなど社会的不利益を受けたことを考慮したもので、死刑判決を受けた後に無罪が確定した元被告人を除けば、法定最高額が支払われた事例は国内で初めてだった。
また、同地裁は北野と弁護団からの裁判費用の補償請求を受け、刑事訴訟法188条の2に基づき、国に対し、北野と弁護団（団長：浦崎威）へ合計2,179万4,080円を支払うよう命じる決定を出した。その内訳は、公判（第一審・控訴審を併せて222回）や準備手続、公判準備を含めた計63回のために費やした旅費・日当・宿泊費・弁護報酬で、弁護団は弁護費用・報酬などの分配後に解散した。
北野はMへの上告審判決の前日（1998年9月3日）、報道機関に対し「冤罪被害者として今も報道被害を受けている。静かにしておいてほしい」との要望書を送付しており、判決当日には自宅を訪れた『信濃毎日新聞』の記者からの取材を拒否している。一方、1999年には『FRIDAY』の取材に応じ、Mに対して言いたいこととして「僕の人生を返してくれ」「なぜ、僕をだましたのか。なぜ僕でなければならなかったのか。本当のことを教えてほしい」と述べている。

## 被害者Aに関する報道
富山事件の発生当時は、「犯人が売春を組織する過程で若い女性を探していた」という論調の報道がなされ、被害者であるAについても非行少女であるかのような報道がなされた。
Aの母親は1992年8月以降、富山市で発行されていた隔月刊誌『まいけ』に「娘・Aへの追悼歌」と題する手記を寄稿したが、その中で事件以上に、興味本位な憶測報道や、世間からの（Aを非行少女とする）誤解によって傷ついた旨を明かしている。その手記によれば、Aの両親は娘の遺体が発見された当時、自宅まで遺品の腕時計を持って事情聴取に訪れた岐阜県警の刑事から「これから報道陣が押し寄せるが、絶対に応答しないように」と注意され、その指示通りにしていたが、直後から遺族のもとや葬儀場に報道陣が押し寄せ、取材合戦がエスカレートした。Aの母親は、「Aは生前、ディスコに入り浸っていた」「親の教育が悪かった」といった事実無根の報道や、「Aが接触した女性 (M) から持ち掛けられたアルバイトは売春のアルバイト」などといった興味本位の憶測記事を、事実確認をしないまま流されたり、職場まで報道陣に張り込まれ、取材を拒否したところ、腹いせに玄関のガラス戸に投石されたりした旨を訴えている。Aが在学していた八尾高校は当時、3月10日に卒業式を控えていたが、3月6日に遺体が発見され、3月8日から新聞各社で報道が始まって以降、そのような報道がなされたため、Aの卒業証書は授与されなかった。
また、Aの母親は、北野の母親や、北野の無罪を訴えて事件を題材とした小説『脅迫する女』を出版した井口泰子が、獄中で「Aは生前、ディスコによく出入りしていた」という報道を見た北野からの「死者に鞭打つようだが、Aの方にも隠されたものがあるに違いない。彼女の両親も、娘の素行について隠しているのかもしれないので、調べてほしい」という訴えを呑み、前者が「北野宏に公正な裁きを受けさせる会」のパンフレットで「Aは素行不良だった」と事実誤認のメッセージを寄せたり、後者がAを不良学生として描いていたりしたことも訴えている。
このような世間の誤解に苦しまされたAの母親は、「死んで娘に詫びよう」「死ぬことで、Aを殺した犯人に、またでたらめを書いたマスコミその他に抗議したい」と思い、一時は自殺を考え、遺書を用意したこともあったが、夫（Aの父親）から説得されたり、墓参りに訪れたAの級友たちや、全国から送られてきた追悼や励ましの手紙に助けられたという。それにより、彼女は娘への誤解を解くことを決意したが、遺族はその後も、「金を払えばMを殺してやる」「いいかげんに彼女 (M) を許してやれ」などの電話や、長期化する裁判、そして裁判に関して（民事訴訟と刑事訴訟の区別がつかない人から）「いつまでも騒がれて嫌ではないのか？もう（裁判は）止めたら」「どうせ証拠がでてこないし、勝ち目はない」などの言葉をかけられるなど、（実際には裁判の早期終結を願う立場であるにもかかわらず）自分たちが裁判を起こしているかのような誤解にも苦しめられた。
地元放送局である北日本放送 (KNB) のディレクター・金沢敏子は、その問題に着目し、自社を含めて事件当時の報道の問題を検証するドキュメント番組「娘、Aへ…」を制作した（#関連作品を参照）。金沢は、Aの母親と最初に会った際に、「テレビ局はずるい」「Aはあんな子（日常生活に問題があった子供）じゃない、といくら言っても耳を傾けなかったのに、都合がいい時だけ取材に来る」という言葉をかけられたことを明かした。その上で、富山事件における過熱報道や、遺族のプライバシーが守られなかった原因について、「報道機関側が警察発表を鵜呑みにしたこと」「激しい取材競争」「視聴率競争」といった点を挙げた上で、取材現場に来た人物が男性ばかりだったことについても言及し、「男性記者の『被害者にも隙があった』という女性への差別意識も原因だ」と指摘している。また、和田美智子は、事件直後の新聞報道を検証し、被害者Aに関する報道については「性暴力の被害者に対する報道と同じく、『男友達との交友関係』『日頃の素行』など、被害者女性にも責任があるかのような書き方」と、被疑者2人に関する報道については「それぞれの生育歴・成績・生活態度など、プライバシーを侵害するような報道がなされている。また、被疑者の1人が女性だったことや、『愛人との共犯関係』という設定の事件で、事件の本筋から離れた2人の関係や、Mの経歴などが興味本位に報道されたが、そのような記事で用いられた見出しには女性に対する偏見や差別に満ちている」とそれぞれ評している。

### 遺族からの訴え・提言
一方でAの母親は、そのような中でも自分たちと本当に打ち解けて話をすることができた報道関係者についても記し、特に「気を許せた二人のジャーナリスト」として、事件直後にしつこく質問せず、常に誠実に応対したり、その後も裁判の経緯を教えてくれたり、「間違った記事に対しては泣き寝入りせず、抗議したほうが良い」と助言してくれたりした全国紙の地方版担当記者や、控訴審判決直前に知り合い、熱心に取材に来た放送局の記者の2人を挙げ、報道各社に対しては「報道の方々へ……」と銘打った手記で、以下のように訴えている。
- （平成4年の第13回忌法要を控え）事件当時、興味本位に虚偽の記事を書いた記者は責任を取るべきだ[811]。取材する際には相手の気持ちになって、いたわりと同情の気持ちを持ち、誠実に応対してほしい。自分の場合は、一言慰めの言葉を言ってくれた記者に親しみを持つことができた[812]。
- （1992年に新聞社社会部へ宛てた手紙で）『読売新聞』に「日本新聞協会は、皇太子妃候補者選びに自主的に取材を申し入れた」という記事が出ていたが、皇族だけでなく、一般人である犯罪被害者の人権・プライバシーも尊重してほしい。自分は事件当時の心ない報道のせいで、今でも新聞に不信感を抱いている。富山県でこれだけ大きな事件はなかっただろうから、報道が過熱することは無理もないかもしれないが、「真実でない記事を読者に信じさせない」「被害者の辛い立場を十分理解して、無理な取材をしない」「自分の書いた記事に責任を持つこと。できればサインをする」を特にお願いしたい[813]。

先述の報道被害や、犯罪被害者を支援する仕組みが欠如していた当時の状況などを踏まえ、Aの母親は諸澤英道（日本被害者学会理事・常磐大学学長）宛の手紙で、以下のように犯罪被害者の救済制度の確立を訴えていた。
1. 被害者に裁判の経過（日時・内容や裁判官・検察官・弁護士の名前など）を知らせること[注 170]、裁判の迅速化、被害者の心情を裁判に取り入れること[注 171]など[816]
2. 被害者が相談できる機関の設置[816]
3. 犯罪被害者同士のサークルの発足[注 172][816]

Aの両親はその後、（1998年から5年ほど前に）ひき逃げ事件などの被害者遺族らで構成されている会に入会。母親は事件後、心の癒やしを求めて短歌を詠むようになったほか、「他の被害者を少しでも助けてあげたい」と考え、犯罪被害者を救済する制度の確立を求めたり、犯罪被害者の支援団体の会合などに参加したりした。
Aの両親は、富山事件について認否を二転三転させたMの死刑確定を受け、「判決は（死刑でも無期懲役でも）どうでもいいが、謝罪の言葉が欲しかった」（父親）「罪を認めてほしかった」（母親）とそれぞれコメントしている。

### 諸澤英道による評価
諸澤英道 (2016) は、富山事件を「マスコミによる（犯罪被害者への）二次被害者が社会問題になったのは、1980年代のことである。（富山事件は）その切っ掛けとなった事件」とした上で、前述の#遺品返還問題や、遺族が国からの給付金の支給・加害者からの賠償を受けられなかったこと、Mや彼女の知人から脅迫文を送られたことも含め、「日本における最も気の毒な事件の1つ」と位置づけている。その上で、同事件における報道被害の原因について「警察が記者会見で不用意な説明をしたため、事件の背景に被害女性 (A) の素行問題があるかのような誤解を与え、地元の新聞がその『素行問題』を報じたことから、被害者遺族への二次被害が全国的なものになった。その後開かれた公判で、事件はMの勝手な動機によるものであり、被害者はむしろ『品行方正で真面目な女子高生』ということが明らかになった」「当時の社会はメディアによる被害者への二次被害問題への認識が低く、これを問題にする専門家もいなかったため、後に誤報であることが明らかになっても訂正報道はなされず、被害者と遺族の名誉が大きく傷つけられたままになった。このような二次被害が社会問題として認識されたのは、女子高生コンクリート詰め殺人事件（1989年に発覚）だった」と指摘している。

## 事件の影響
富山県の県紙『北日本新聞』が1980年末に読者投票で「県内10大ニュース」の選考を行ったところ、本事件（「富山・長野連続誘かい殺人事件」）は応募総数6,737通中97％に相当する6,583票を得票してトップに選出された。また『読売新聞』は2000年末の特集記事で、日本国内で20世紀に発生した主な身代金目的の誘拐事件として、本事件や吉展ちゃん誘拐殺人事件、名古屋女子大生誘拐殺人事件を挙げている。
長野事件の報道協定解除後の1980年3月28日には、事件とは無関係な東京都小金井市在住の男が長野事件の報道を聞いて便乗し、被害者B宅に身代金700万円を東京都内（山手線の駒込駅前）にある喫茶店まで持ってくるよう要求する電話を掛けた。長野県警と警視庁は「犯人からの電話の可能性が極めて強い」と判断し、捜査員約100人を動員して捜査、長野事件の解決後も警視庁捜査一課は同事件を「悪質な脅迫事件」と位置づけて極秘捜査を続け、4月初めに小金井警察署によって窃盗容疑で逮捕されていた男から自供を引き出した。その後の裏付け捜査により、この男がB宅の住所・電話番号を書いた手帳を知人に預けていたことが判明したため、警視庁（捜査一課・小金井署）は7月12日に男（当時47歳）を恐喝未遂容疑で逮捕している。
また福井県福井市では、男（当時35歳）が顔見知りの少女（当時18歳）を電話で誘い出し、本事件を引き合いに出して「長野、富山の女の子が殺されたのは、最初から殺すつもりだったのではない。その時の感情で殺したのだ。帰れるも帰れないもお前の態度しだい」と、抵抗すれば殺害することを暗にほのめかして脅迫した上で乱暴したとして、暴行致傷容疑で逮捕されている。

### 他事件との共通点
『中日新聞』および『北國新聞』 (1980) は、本事件の犯人Mと永田洋子（連合赤軍によるリンチ殺人事件の主犯）の共通点として「男をリードする激しい性格」を挙げている。『北日本新聞』 (1980) も「美しい女性同志への嫉妬」を抱いていたとされる永田とMとの類似性を指摘し、Mは中年を迎えた自らに引き換え、若い女性を標的に犯行におよんだという仮説を立てている。
『読売新聞』 (1980) は、「Mは金欲しさの他に、殺人そのものに性的興奮を覚えていたものと見られる」と指摘した上で、彼女と大久保清（連続殺人犯）の共通点として、「被害者がいずれも若い女性である点」「虚栄心が強く、服装や車などに金をかけ、言葉巧みに被害者を誘って犯行におよんでいる点」「殺害・死体遺棄現場が人目に付かない山中である点」「逮捕後に曖昧な供述を繰り返し、捜査機関を翻弄している点」を挙げているほか、同紙富山版（北陸支社）は保険金詐欺疑惑を掛けられていたMを「“女・荒木（虎美）”とも呼ばれる」と報じている。
東京医科歯科大学教授の中田修（犯罪精神医学）は、Mを「自己顕示欲が強く、無情性（心が冷たい）を持った性格なのだろう」と評した上で、このころの女性の犯罪が暴力的・男性化の傾向を見せていた理由について、Mのようなタイプの女性が目立ってきたからだと評している。
日本大学教授の板倉宏（刑法）は本事件と、保険金殺人として話題になったロス疑惑を対比し、「ロス疑惑の場合は、（三浦和義の）共犯者（元女優）による供述が逮捕時から一貫しており、それを裏付ける第三者の証言も多かったが、本事件では検察官が冒頭陳述を変更し、自らMの自白調書の信用性を薄めている」と指摘している。
北九州大学教授の新村登（心理学）は、本事件と同時期に発生していた沖縄県での小学生誘拐事件や、同時期に犯人2人が逮捕された北九州市病院長殺害事件（いずれも被疑者はMや北野と同年代の、20歳代後半 - 30歳代前半）についても言及した上で、3事件の被疑者の共通点について、「古い価値観から新しい価値観への移行期に生まれ育った世代で、いわば一つの時代の被害者とも言える」という見解を示している。また、当時『西日本新聞』（西日本新聞社）の社会部で、事件担当キャップ（班長）として本事件を取材していた田村允雄は、本事件と北九州市病院長殺害事件の共通性として、犯罪者の行動が広域化している点、人の生命が簡単に奪われている点、そして捜査の目がおよぶ中、被疑者たちがマスコミのインタビューに応じて頑強にアリバイを主張していた一方、いったん自供すると泣き伏す脆さを抱えていた点を挙げている。
読売新聞西部本社（福岡総本部）記者の井川聡は、Mと福岡美容師バラバラ殺人事件（1994年発覚）の加害者女性について「場当たり的だが大胆で巧妙な犯行、偽装工作」「一貫して殺意を否認し、不可解な弁解を続ける」といった共通点を挙げている。

## 関連作品
事件を題材とした作品や、事件当事者が出演した番組など。
事件を題材とした書籍
- 井口泰子『フェアレディZの軌跡』 - 本事件をモデルにした社会派推理小説[419]。栄光出版社より1983年12月に刊行[838]。作者の井口が北野冤罪説に立って執筆した小説で[839]、作中ではMは「宮沢友子」、北野宏は「北尾弘」という仮名になっている[840]。1985年に勁文社より、『連続誘拐殺人事件』と改題して文庫化されている[841]。
- 井口泰子『脅迫する女 富山・長野連続誘拐殺人事件』 - 勁文社より1987年2月に刊行[842]。
- 佐木隆三『男の責任 女高生・OL連続誘拐殺人事件』（徳間書店：1987年） - 佐木が北野冤罪説の立場から、事件発生から論告求刑公判（1987年4月30日）までの経緯を、公判記録・自白調書・新聞記事などを引用して詳細に再現した実録小説[839]。訴訟関係者（裁判官・検察官・弁護人・出廷した取調官ら）が全て実名で登場している[839]。1991年に『女高生・OL連続誘拐殺人事件』として文庫化された（佐木隆三 1991を参照）。
- 清水一行『迷路』 - 本事件を題材にした[843]長編推理小説。1993年10月に勁文社から単行本として発売[844]。その後、1995年に勁文社から[845]、1998年に徳間書店から[846]、2003年に光文社から、それぞれ文庫本が発売されている[847]。作中では、加害者Mは「塩月智恵子」（しおつき ちえこ）、北野宏は「三谷忠」（みつや ただし）という仮名になっている[848]。あとがきを寄せた郷原宏（詩人）は事件当時、『読売新聞』の記者として、Mの東京時代の知人たちを取材していた[849]。
- 橋本美貴『連続女性誘拐殺人事件』[833] - 銀河書房（長野市）より1984年8月に刊行[850]。ルポライターの著者が、検察調書に近い内容（北野有罪説）で書き下ろした小説[839]。
- 福田洋『紅の火車』 - 双葉社より1988年7月に刊行。本事件をモデルにした長編小説。事件の発生や経緯、被疑者および捜査機関側の動向は史実に沿っているが、登場人物については大幅な創作が加えられている。犯人Mに相当する女は「黒木輝子」、北野に相当する男性は「成田博保」という名前になっている[851]。

テレビ番組
- 『ミラクルガール』 第15話 赤いスポーツカーの殺人事件（東京12チャンネル） - 1980年6月30日（21時 - 21時54分）に放送された、本事件をモデルとしたテレビドラマ。脚本：小野竜之助、監督：佐伯孚治、助監督：伊与田一雄。舞台を山梨県内に変えて甲府市内や石和温泉でロケを行った。犯人Mに相当する女は「山形艶子」、北野に相当する男性は「西田聡」という名前になっている。第一審の初公判前に制作・放送されたため、「山形」と「西田」の共犯という設定になっている。
- 『金曜女のドラマスペシャル 北陸路誘拐殺人行』（フジテレビ系列） - 1985年5月31日（21時2分 - 22時52分）に放送された、本事件をモデルとしたテレビドラマ。脚本：佐伯俊道、監督：山口和彦、助監督：原田昌樹。主な出演者は江波杏子、清水健太郎ら[852]。
- 『NNNドキュメント'90 証言“報道被害”』 - 1990年11月11日深夜0時から日本テレビ系列で放送（製作：読売テレビ）[853]。北野や、三億円事件の被疑者として誤認逮捕された男性の元妻らの証言を重ね、報道被害の実態を取り上げた自己批判的なドキュメンタリー番組[853]。第17回放送文化基金奨励賞[854]、ギャラクシー賞を受賞した[855]。
- 『実録犯罪史シリーズ “最期のドライブ” 富山長野女子高生・OL連続誘拐殺人事件』（フジテレビ系列）[856] - 佐木隆三の著作『男の責任 女高生・OL連続誘拐殺人事件』（佐木隆三 1991）を原作としたテレビドラマ[51]。脚本は斎藤久志[51]、演出[51]および監督は長崎俊一が担当[856]。1992年6月26日（21時2分 - 22時52分）にフジテレビ系列（「金曜ドラマシアター」枠）で放送された[856]。犯人の女を室井滋（富山県滑川市出身）が[注 177][857]、彼女の愛人である男性を玉置浩二がそれぞれ演じた[51]。前者（Mに相当する女性）は「山崎理恵子」、後者（北野に相当する男性）は「河野武司」という役名になっている[856]。
- 『NNNドキュメント'93 娘、Aへ… 事件被害者と人権』 - 制作・放送は北日本放送 (KNB) 、構成は金沢敏子[注 169][858]（KNBディレクター）[795]。自社を含めて事件当時の報道の問題を検証し[795]、事件被害者の人権と、報道のあり方について問題提起するドキュメンタリー番組[858]。1993年4月18日深夜（19日0時 - 0時30分）に日本テレビ系列で放送され[859][860]、「地方の時代」映像祭1993審査委員会推賞を受賞した[858]。
- 『ブラマヨ衝撃ファイル 世界のコワ〜イ女たち 地獄の沙汰も嫁次第!? 壮絶!不幸な結婚SP』（TBSテレビ） - 2013年3月19日21時からTBS系列で放送された。裁判の経緯をドラマで再現している[861]。

その他関連書籍
- （編者）長野県歴史大年表刊行会 編「1980年」『長野県歴史大年表 近代・現代編』 下巻、郷土出版社、 日本：長野県松本市、1987年7月15日、362頁。 NCID BN01520544。国立国会図書館書誌ID:000001881713・全国書誌番号:88000265。「3・30 Bさん誘拐容疑で、富山の男女が逮捕される。4・2 青木村（小県）の修那羅峠の山林でBさんの遺体が発見される。事件は富山の女子高校生殺しにまで発展する。」
- 「第2部　各説 > 第8　刑事関係業務 > 3　各種事件 > （5）　特異な刑事事件 > ア　一般刑事事件」『法務年鑑別冊 法務行政の50年』法務大臣官房司法法制調査部司法法制課、2000年3月、328頁。 NCID BA47303655。国立国会図書館書誌ID:000002900460・全国書誌番号:20081950。「富山・長野連続女性誘拐殺人事件——犯人が、女性を誘拐して殺害した上、身の代金を要求する誘拐殺人を2件連続して敢行した事件」